# Olsztyn
Olsztyn (niem. Allensteinⓘ, łac. Allenstenium, Holstin) – miasto na prawach powiatu, stolica województwa warmińsko-mazurskiego, siedziba władz ziemskiego powiatu olsztyńskiego, kurii archidiecezji warmińskiej i greckokatolickiej eparchii olsztyńsko-gdańskiej. Główny ośrodek gospodarczy, edukacyjny i kulturowy, siedziba władz i instytucji regionu, a także węzeł kolejowy i drogowy. Miasto centralne aglomeracji olsztyńskiej. Największe miasto na Warmii.
Według danych GUS z 31 grudnia 2024 r., miasto było zamieszkiwane przez 166 392 osoby.

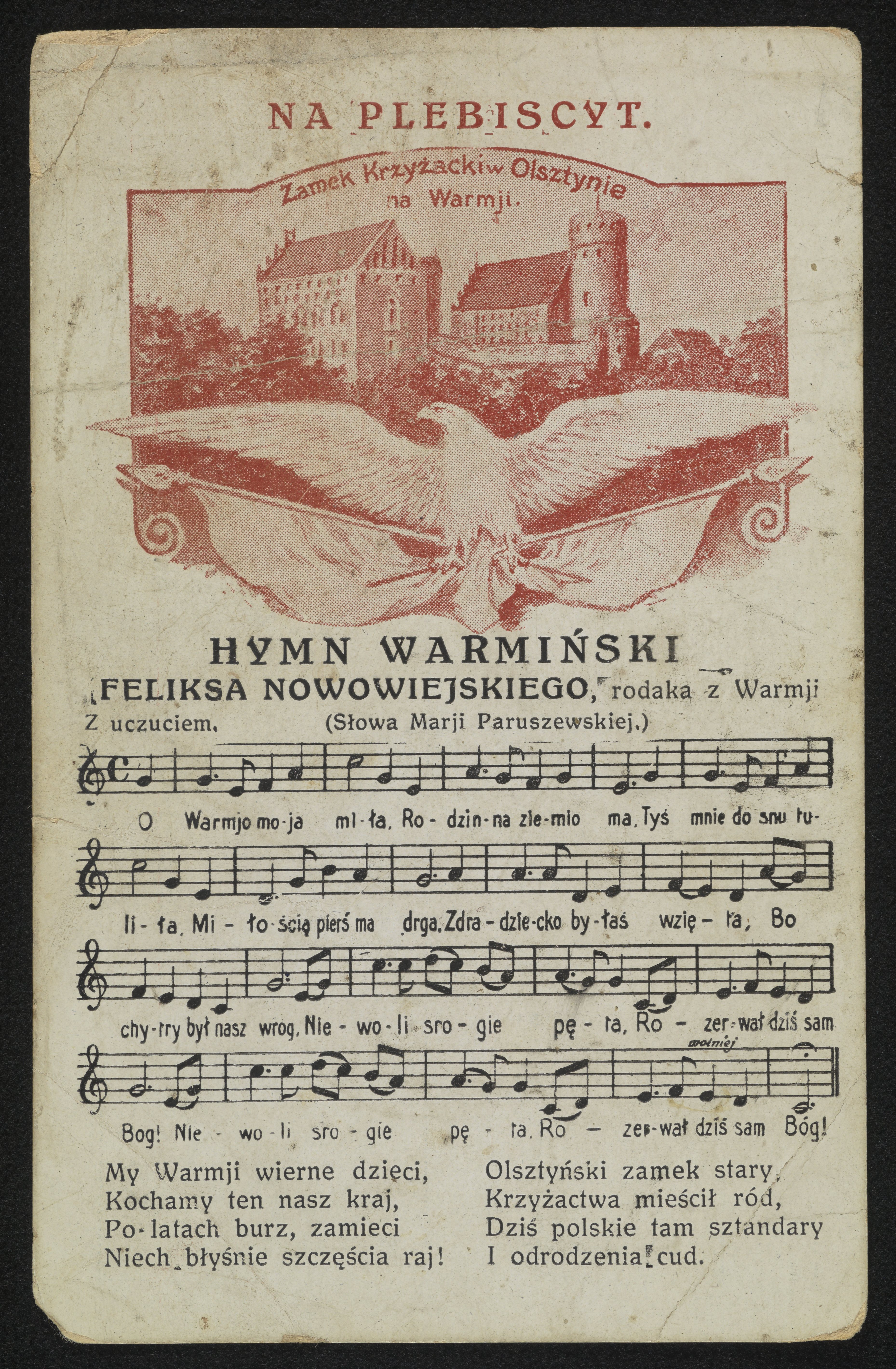
O Warmio moja miła, muz. Feliks Nowowiejski, sł. Maria Paruszewska, oficjalny hymn Olsztyna (pocztówka z 1920 roku).

## Położenie
Olsztyn położony jest w środkowej części województwa warmińsko-mazurskiego nad rzeką Łyną, w granicach Pojezierza Olsztyńskiego, które wchodzi w skład makroregionu Pojezierza Mazurskiego i jest podprowincją Pojezierzy Wschodniobałtyckich. Od południowej strony miasto sąsiaduje z Puszczą Napiwodzko-Ramucką.
Pod względem historycznym Olsztyn leży na Warmii, w zachodniej części dawnego pruskiego terytorium plemiennego Galindii.
Miasto sąsiaduje z gminami: Dywity, Barczewo, Purda, Stawiguda, Gietrzwałd oraz Jonkowo. Jedynym powiatem, z którym graniczy Olsztyn, jest powiat olsztyński (ziemski).
Olsztyn leży 87 km od granicy z Rosją, 131 km od Królewca i 408 km od stolicy Litwy – Wilna.
Według Google Maps odległości drogowe do stolic sąsiednich województw wynoszą:
- Olsztyn – Białystok – 241 km,
- Olsztyn – Bydgoszcz – 208 km,
- Olsztyn – Gdańsk – 169 km,
- Olsztyn – Toruń – 172 km,
- Olsztyn – Warszawa – 212 km.

### Podział administracyjny

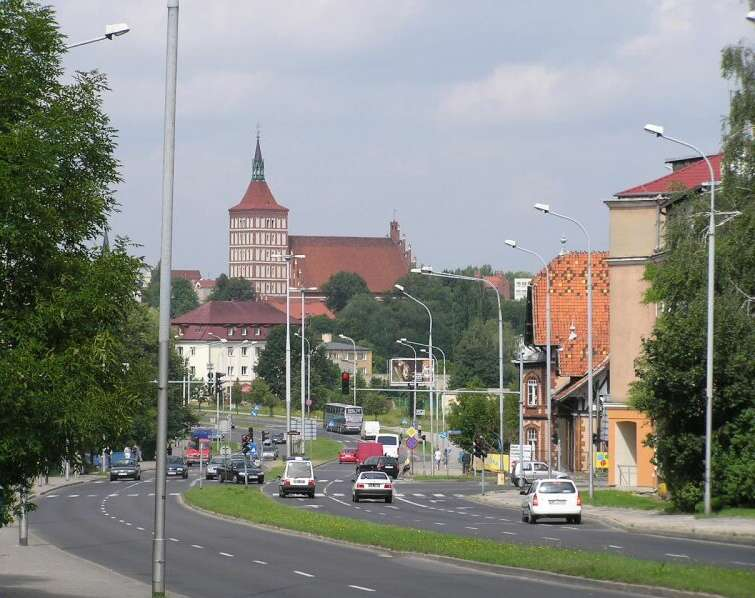
Osiedle Kościuszki – aleja Niepodległości

Olsztyn podzielony jest na 23 osiedla – jednostki pomocnicze gminy. Stanowią one najniższy, pomocniczy, szczebel samorządu miejskiego. Do zakresu ich działania należą sprawy publiczne o zasięgu lokalnym.
Legenda
     granice osiedli
     wybrane ulice
     tory kolejowe
     wody
W Olsztynie funkcjonuje również co najmniej kilkanaście mniejszych osiedli, nieposiadających rad osiedli. Nie stanowią one oficjalnego podziału administracyjnego, ale zostały wyodrębnione (np. ze względu na swoje położenie) i posiadają nazwy powszechnie używane przez mieszkańców. Jest to 17 osiedli bez rad osiedli: Jakubowo, Karolin, Kolonia Jaroty, Kortowo II, Łupstych, Mleczna, Niedźwiedź, Piękna Góra, Podlesie, Pozorty, Skarbówka Poszmanówka, Słoneczny Stok, Stare Kieźliny, Stare Miasto, Stare Zalbki, Stary Dwór, Track, Zacisze, Tęczowy Las.

### Zmiana granic miasta
Pierwsza powojenna zmiana granicy Olsztyna odbyła się w 1965 r. na podstawie Rozporządzenia Rady Ministrów z dnia 11 grudnia 1965 r. Rozporządzenie zawiera m.in. szczegółowy opis przebiegu granicy.
Kolejna zmian granicy odbyła się w 1977 r. na podstawie Rozporządzenia Ministra Administracji, Gospodarki Terenowej i Ochrony Środowiska z dnia 6 lipca 1977 r. Szczegółowy opis przebiegu granicy znajduje się w Zarządzeniu Nr 31 Wojewody Olsztyńskiego z dnia 13 września 1977 r. W ramach zmiany włączono do miasta obszar o powierzchni 16,48 km² (1648 ha) gruntu.
Kolejna zmiana granicy odbyła się w 1987 r. na podstawie Uchwały Nr XXII/147/87 Wojewódzkiej Rady Narodowej w Olsztynie 9 października 1987 r. Szczegółowy opis przebiegu granicy znajduje się w Zarządzeniu Nr 55 Wojewody Olsztyńskiego z dnia 14 listopada 1987 r. W ramach zmiany włączono do miasta obszar o powierzchni 12,96 km² (1295,57 ha) gruntu.
Obecna granica miasta funkcjonuje od 1 stycznia 1988 r. i obejmuje obszar o powierzchni 88,33 km².
| Rok  | Obszar włączany do miasta | Obszar włączany do miasta                            | Powierzchnia obszaru |
| ---- | ------------------------- | ---------------------------------------------------- | -------------------- |
| 1966 | Gromada Bartąg            | obszar Rolniczego Zespołu Doświadczalnego Pozorty    | b.d.                 |
| 1966 | Gromada Dajtki            | obszar wsi Dajtki                                    | b.d.                 |
| 1966 | Gromada Dajtki            | części obszaru wsi Łupstych                          | b.d.                 |
| 1966 | Gromada Dajtki            | części obszaru lasów państwowych Nadleśnictwa Kudypy | b.d.                 |
| 1966 | Gromada Dywity            | część obszaru wsi Dywity                             | b.d.                 |
| 1966 | Gromada Dywity            | część obszaru wsi Wadąg                              | b.d.                 |
| 1966 | Gromada Dywity            | część obszaru wsi Kieźliny                           | b.d.                 |
| 1966 | Gromada Dywity            | część obszaru wsi Zalbki                             | b.d.                 |
| 1966 | Gromada Dywity            | część obszaru państwowego gospodarstwa rolnego Track | b.d.                 |
| 1966 | Gromada Gutkowo           | części obszarów wsi Gutkowo                          | b.d.                 |
| 1966 | Gromada Gutkowo           | części obszarów wsi Likusy                           | b.d.                 |
| 1966 | Gromada Klebark Wielki    | części obszarów wsi Ostrzeszewo                      | b.d.                 |
| 1966 | Gromada Klebark Wielki    | części obszarów wsi Szczęsne                         | b.d.                 |
| 1977 | Gmina Barczewo            | część obszaru sołectwa Nikielkowo                    | 287 ha               |
| 1977 | Gmina Dywity              | część obszaru sołectwa Kieźliny                      | 86 ha                |
| 1977 | Gmina Dywity              | część obszaru sołectwa Zalbki                        | 139 ha               |
| 1977 | Gmina Jonkowo             | część obszaru sołectwa Gutkowo                       | 181 ha               |
| 1977 | Gmina Purda               | część obszaru sołectwa Ostrzeszewo                   | 146 ha               |
| 1977 | Gmina Purda               | część obszaru sołectwa Szczęsne                      | 96 ha                |
| 1977 | Gmina Stawiguda           | część obszaru sołectwa Jaroty                        | 713 ha               |
| 1988 | Gmina Dywity              | część obszaru wsi Dywity                             | 25,80 ha             |
| 1988 | Gmina Dywity              | część obszaru wsi Kieźliny                           | 83,14 ha             |
| 1988 | Gmina Dywity              | część obszaru wsi Redykajny                          | 319,16 ha            |
| 1988 | Gmina Gietrzwałd          | część obszaru wsi Łupstych                           | 21,43 ha             |
| 1988 | Gmina Jonkowo             | część obszaru wsi Gutkowo                            | 291,73 ha            |
| 1988 | Gmina Jonkowo             | część obszaru wsi Likusy                             | 321,93 ha            |
| 1988 | Gmina Stawiguda           | część obszaru wsi Jaroty                             | 232,38 ha            |

## Polityka i administracja

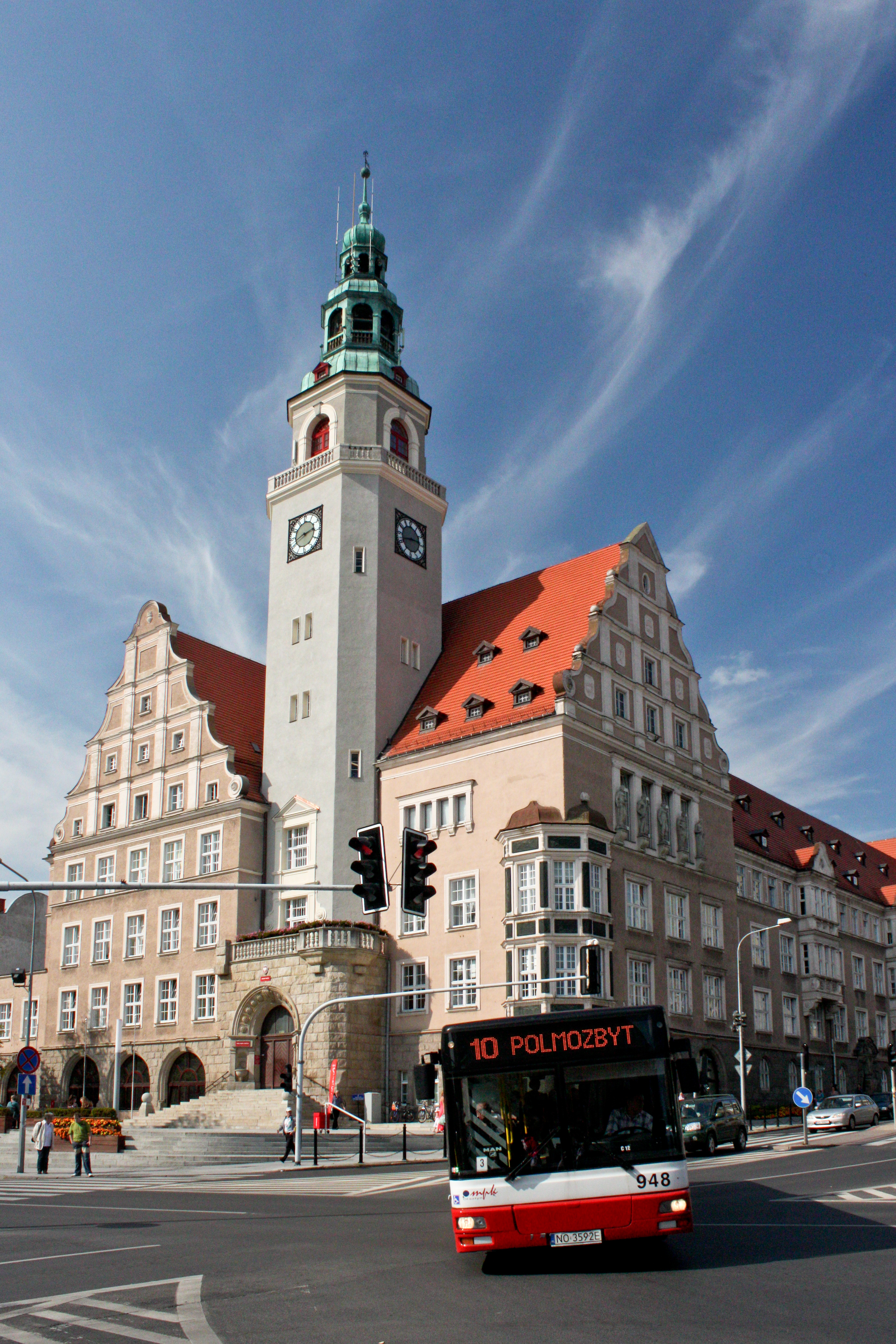
Nowy Ratusz, siedziba władz miasta

Miasto jest członkiem Federacji Miast Kopernikowskich oraz Nowej Hanzy.
Mieszkańcy Olsztyna wybierają posłów na Sejm z okręgu wyborczego nr 35, senatora z okręgu nr 86, a posłów do Parlamentu Europejskiego z okręgu nr 3.

### Rada miasta
W dawnym Olsztynie rada miejska organizowała życie w mieście m.in. poprzez ustanawianie przepisów porządkowych zwanych wilkierzami. Pierwszy wilkierz olsztyński datowany jest na 1568. Samorząd Olsztyna kontrolowała kapituła, a właściwie jej przedstawiciel kanonik administrator komornictwa olsztyńskiego. Jego rezydencją był zamek.
Po rozbiorach, w ramach wielkich reform państwa pruskiego w latach 1806–1807, wprowadzono w życie nową ordynację miejską. Władza ustawodawcza należała do rady miejskiej, wybieranej przez obywateli w bezpośrednim głosowaniu. W Olsztynie wybierano wówczas 24 członków rady. Władza wykonawcza należała do magistratu, wybieranego przez radę miejską, a zatwierdzanego przez rejencyjną władzę państwową.
Obecnie Rada Miasta Olsztyna jest organem stanowiącym i kontrolnym Miasta, w skład którego wchodzi 25 członków.

### Burmistrzowie i prezydenci miasta
Prezydent Miasta Olsztyn jest organem wykonawczym gminy. Prezydentem Olsztyna w latach 2009-2024 był Piotr Grzymowicz, zaprzysiężony na tym stanowisku 9 marca 2009. Został on wybrany w przedterminowych wyborach prezydenta miasta, zarządzonych w wyniku odwołania poprzedniego prezydenta Czesława Małkowskiego w referendum gminnym. Uzyskiwał następnie reelekcję w 2010, 2014 i 2018. Prezydenta Grzymowicza wspomagali wiceprezydenci Sylwia Rembiszewska-Piątek i Justyna Sarna-Pezowicz.
7 maja 2024 na stanowisku prezydenta zaprzysiężony został Robert Szewczyk, który 21 kwietnia 2024 zwyciężył w drugiej turze wyborów samorządowych.

## Nazwa

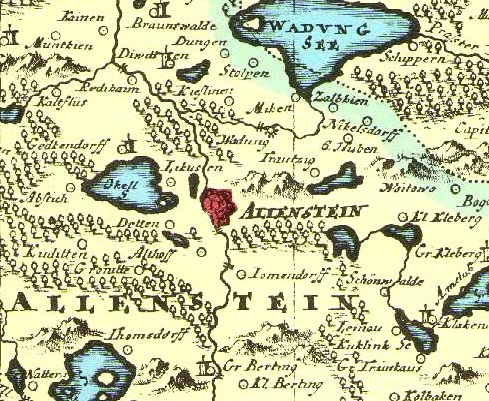
Olsztyn na Mapie Świętej Warmii z 1755 roku

Niemiecka nazwa Allenstein dosłownie oznacza „kamień nad Łyną, łyński kamień”, a w przenośni „zamek nad Łyną”. Została użyta w przywileju lokacyjnym miasta z 1353 roku. Pochodzi ona od nazwy rzeki Łyna, która po niemiecku brzmiała Alle, lecz pochodziła od staropruskiej nazwy Alne (1251, 1308 r.) lub wcześniejszej nazwy Alina oznaczającej „łanię”. Końcówka -stein (dosł. ‘kamień’) często była używana jako poetyckie lub symboliczne określenie zamku lub twierdzy. Bardziej dosłowna nazwa Allenburg w momencie zakładania Olsztyna była już zajęta przez zbudowany wcześniej zamek nad dolną Łyną, późniejsze miasto Alembork.
Polska nazwa Olsztyn jest spolszczeniem pierwotnej nazwy niemieckiej i była używana już w średniowieczu, prawdopodobnie przez podobieństwo do Olsztyna koło Częstochowy. Już w XV wieku Jan Długosz notuje polskie odpowiedniki nazwy – Holsten i Olsten. Pod koniec XV wieku występują formy Olsthin i Olstin, a od XVII wieku w dokumentach powszechna staje się nazwa Olsztyn.
Spis geograficzno-topograficzny miejscowości leżących w Prusach z 1835 roku, którego autorem jest J.E. Muller notuje obecnie używaną, polską nazwę miejscowości Olsztyn oraz niemiecką Allenstein.

## Historia

### Prehistoria

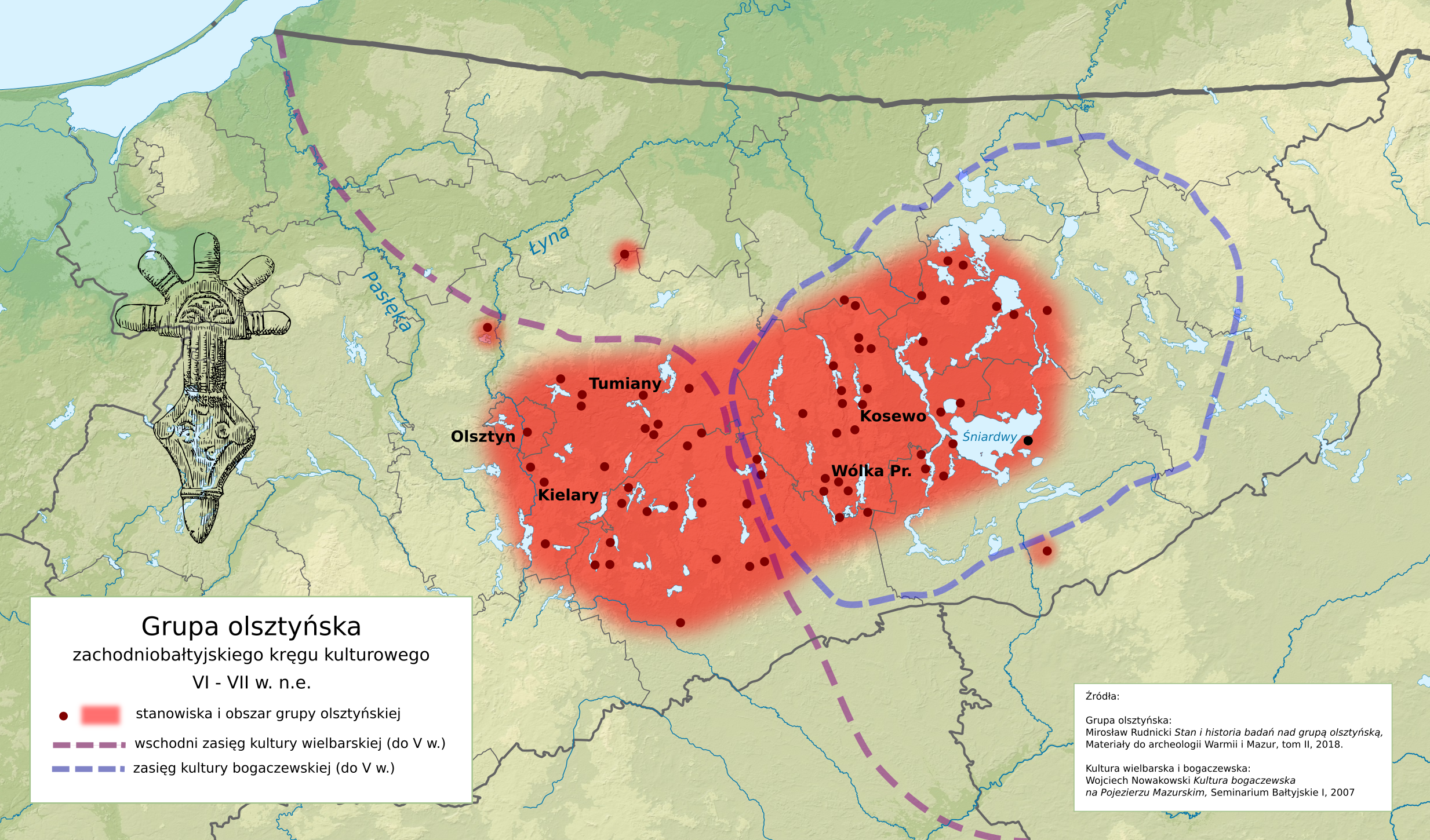
Zasięg kultury grupy olsztyńskiej (VI – VII w.) oraz kultury wcześniejsze: wielbarska i bogaczewska

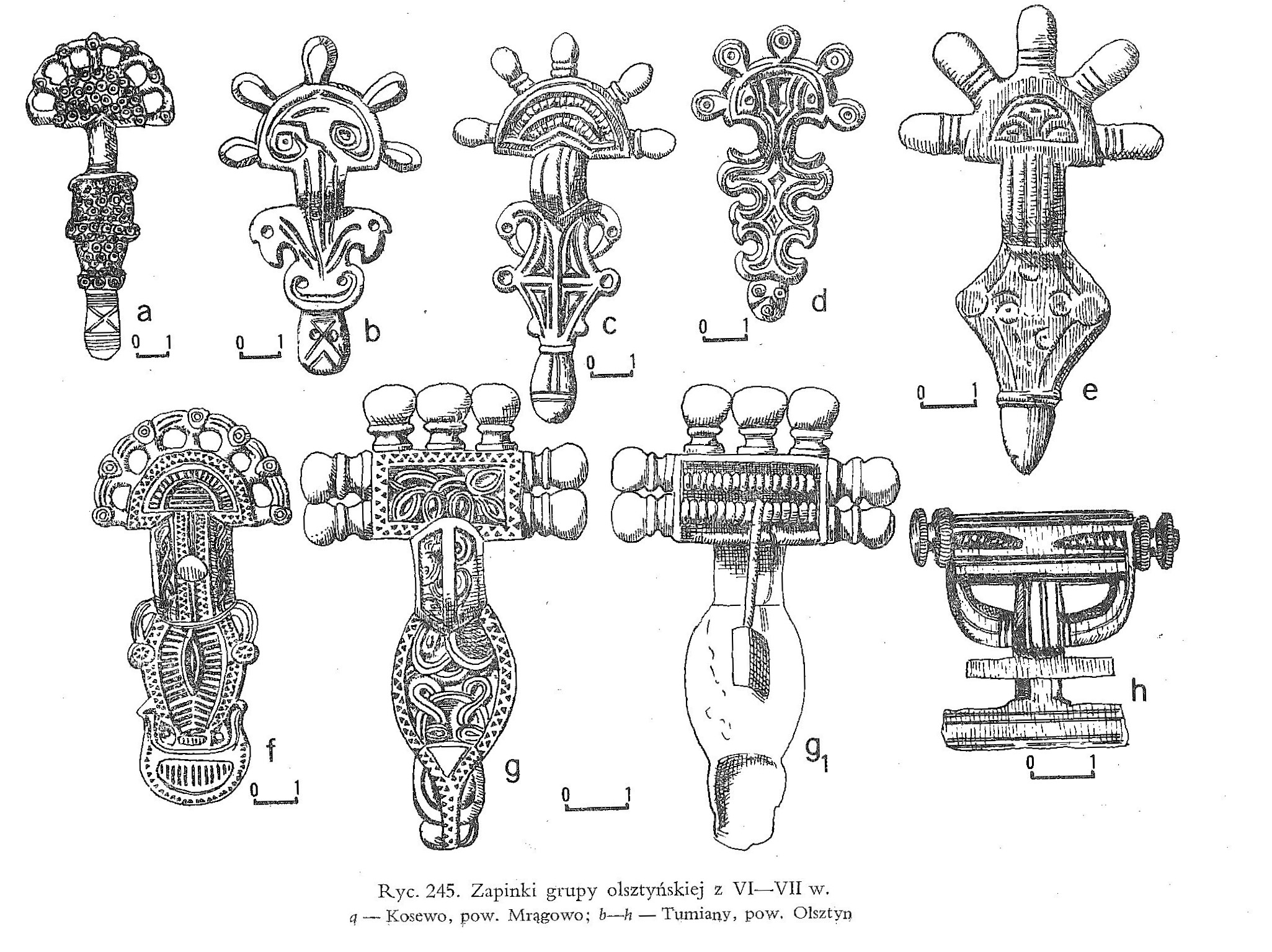
Zapinki płytowe w stylu gockim z wykopalisk kultury olsztyńskiej (VI – VII w.)

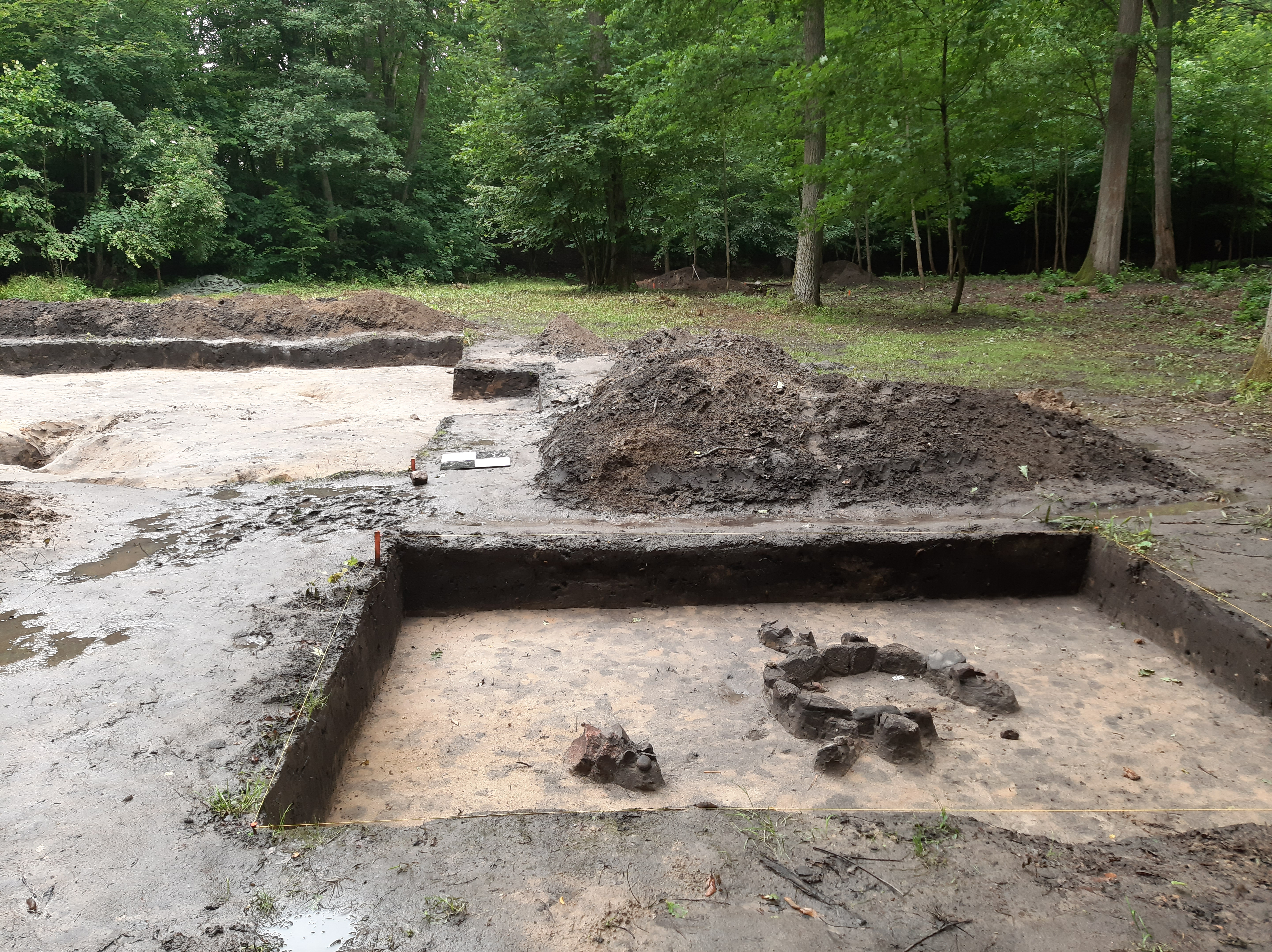
Wykopaliska w osadzie wczesnośredniowiecznej w Lesie Miejskim (VIII – XI w.)

Najstarsze ślady obecności człowieka na terenie obecnego Olsztyna prawdopodobnie pochodzą ze środkowej epoki kamiennej, gdy docierała tam ludność łowiecka. W epoce neolitycznej (młodsza epoka kamienna) pojawiły się narzędzia rolnicze związane z uprawą roli, znajdowane min. nad jez. Ukiel i w Barkwedzie, a ślady najbliższej osady neolitycznej zachowały się w Jarotach. W okresie tym nad górną Łynę dotarła ludność kultury amfor kulistych, a następnie kultury ceramiki sznurowej.
Najstarsza znana osada z terenu Olsztyna pochodzi z epoki brązu (okres IV – VI, ok. 1100–400 p.n.e.). Została odkryta w 1933 w zakolu Łyny, w okolicy zwanej Hermenau, przy budowie osiedla domków przy obecnej ul. Grabowskiego (niem. Germanenring), naprzeciw Szpitala Miejskiego. Stanowisko zostało zbadane archeologicznie przez Leonharda Fromma. Badania wykazały, że grodzisko znajdowało się na wzniesieniu otoczonym z trzech stron wodą i było ogrodzone podwójną palisadą. Jej twórcami była ludność kultury łużyckiej, znanej z osady obronnej w Biskupinie, zwykle utożsamiana z ludami iliryjskimi. Z tej samej epoki pochodzą ślady osadnictwa odkryte nad jeziorem Długim, w Lesie Miejskim, Dajtkach, Pozortach i Brzezinach.
W epoce brązu Warmia i Mazury znajdują się również w obszarze oddziaływania kultury kurhanów zachodniobałtyjskich utożsamianej już z Prabałtami. Kilka takich kurhanów znajdowało się w okolicach Olsztyna.
Ostatnie wieki przed naszą erą (III – I w. p.n.e.) to wczesna epoka żelaza. W tym okresie funkcjonują na terenie Olsztyna pojedyncze osady, min. w Jarotach, Brzezinach, Pozortach, a także w Kortowie, Dajtkach i Likusach. W latach 30. XX wieku roku odkryto w Redykajnach kurhan z 30 urnami, a w Pozortach (na wyspie jez. Płociduga) i okolicach ul. Jagiellończyka (przy osuszaniu jez. Fajferek) osady obronne z tej epoki. Również na wzniesieniu nad Łyną, tzw. Wzgórzu Hindenburga, podczas budowy osiedla wojskowego przy obecnej ul. Kasprowicza na Zatorzu, zostało odkryte kolejne osiedle z epoki żelaza.
Źródła historyczne z okresu „rzymskiego” zawierają wzmianki o ludach, które zamieszkiwały dzisiejszą Warmię i Mazury. Tacyt wspomina, że ziemie na wschód od Wisły zamieszkiwali Estowie (Aestii), którzy byli zapewne Bałtami. Piszący z II wieku Klaudiusz Ptolemeusz obok Gytones (Gotów) wymienia tam lud Galindai, który mógł być przodkiem późniejszych Galindów. Na terenie Olsztyna odnaleziono również zabytki kultury przeworskiej tworzonej przez Lugiów, którzy wówczas zasiedlali ziemie polskie (utożsamiani z germańskimi Wandalami lub Celtami).
W I wieku n.e. tereny po obu stronach ujścia Wisły na kilka stuleci opanowali wschodniogermańscy Goci, którzy przybyli na południowe wybrzeża bałtyckie ze Skandynawii. Goci stworzyli prężną kulturę wielbarską (gocko-gepidzką), która z czasem objęła również ziemie nad górną Łyną. Nastąpił wówczas znaczny wzrost liczby ludności, rozwój rolnictwa i handlu. Na terenie Olsztyna odkryto liczne ślady obecności kultury wielbarskiej, w tym kilka osad i duże cmentarzyska z tego okresu (min. w Kortowie). Pozostałością po obecności Gotów mogą być również nazwy miejscowe w ziemi Gudikus (min. Godki, niem. Gottken i Gutkowo, niem. Göttkendorf), a także liczne wpływy w językach bałtyjskich.
W III wieku n.e. Goci zaczęli stopniowo opuszczać siedziby nad dolną Wisłą i przenosili się na południe. Na stepach nadczarnomorskich stworzyli oni wraz z irańskimi Sarmatami silne państwo (kultura czerniachowska), które przeżyło największy rozkwit za panowania Hermanaryka (zm. ok. 375), osiągając wówczas zasięg od Morza Czarnego do Bałtyku. Po najeździe Hunów państwo Gotów rozpadło się, a oni sami rozeszli się i podzielili na kilka odłamów (Ostrogoci, Wizygoci, Gepidowie, Herulowie). Tereny wokół Olsztyna opuszczone przez Gotów w V wieku pozostały przez kilkadziesiąt lat opustoszałe.
Jednak w pierwszej ćwierci VI wieku w okolice Olsztyna przybył lud, który pozostawił po sobie zaawansowaną kulturę znaną jako grupa olsztyńska. Kultura znana jest przede wszystkim z bogato wyposażonych cmentarzysk w Kielarach, ok. 9 km na południe od Olsztyna, i Tumianach koło Barczewa, a także szeregu mniejszych stanowisk, min. w Olsztynie i Bartążku. Z czasem kultura olsztyńska rozciągnęła się na wschód, na tereny wcześniejszej kultury bogaczewskiej (galindzkiej). Zanikła z końcem VII wieku lub początkiem VIII wieku.
Kultura grupy olsztyńskiej cechowała się silnymi związkami z innymi kulturami germańskimi tamtego okresu, min. krymskich Gotów i Sasów. Jest ona określana jako „ostatnia grupa kulturowa o tradycjach germańskich w Europie Środkowej”. Według najszerzej przyjętej opinii, ludność kultury olsztyńskiej utożsamia się z germańskimi Herulami. Zgodnie z przekazem historycznym Prokopiusza z Cezarei, Herulowie migrowali razem z Gotami, lecz około 512 roku część z nich postanowiła powrócić z południa Europy do swojej ojczyzny. Grupa ludności herulskiej „pod wodzą wielu ludzi królewskiej krwi” wywędrowała wówczas na północ, by poprzez opustoszałe wówczas ziemie polskie dotrzeć na tereny zamieszkane wcześniej przez Gotów. Olsztyńscy „Herulowie” najprawdopodobniej nadal utrzymywali kontakty handlowe ze swoimi gockimi pobratymcami z południowej Europy.
Po ustąpieniu bogatej kultury olsztyńskiej, następuje regres i przerwa kulturowa, a następnie powolne kształtowanie się plemion pruskich. Pozostałością po tym niespokojnym okresie są liczne grodziska obronne na terenie Warmii i Mazur, min. w Kielarach, Barczewku, nad jez. Ukiel i w Tracku. Prace archeologiczne odsłoniły również w olsztyńskim Lesie Miejskim nad Łyną grodzisko obronne na półwyspie (stanowisko archeologiczne nr LXXIX, znane w legendach jako Zaklęty Zamek) oraz przyległą do niego osadę (stanowisko archeologiczne nr CIV, umownie określane jako osada Sędyty lub Sundythen), które funkcjonowały między VIII a XI wiekiem. Odkrycia archeologów potwierdziły handlowy charakter osady, czego dowodem są min. arabskie dirhemy z VIII wieku. Możliwe, że osada służyła wikingom z Truso do penetrowania pruskiego interioru i prowadzenia wymiany handlowej z Prusami.
Z czasem jednak nastąpiło wyludnienie ziemi zamieszkanej przez pruskich Galindów i aż do podboju krzyżackiego okolice Olsztyna pozostawały niemal niezamieszkane.

### Osadnictwo w południowej Warmii

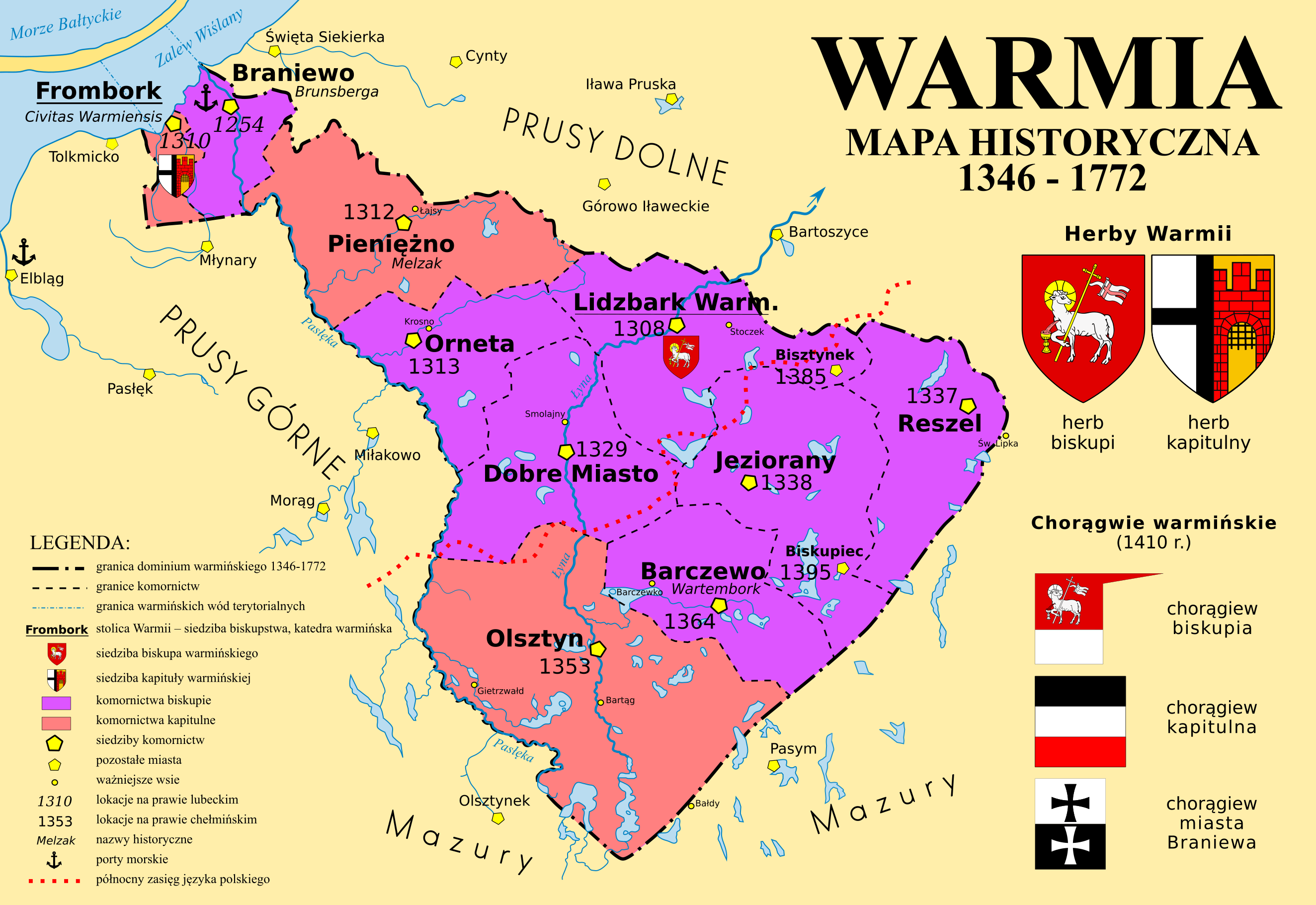
Mapa historyczna Warmii

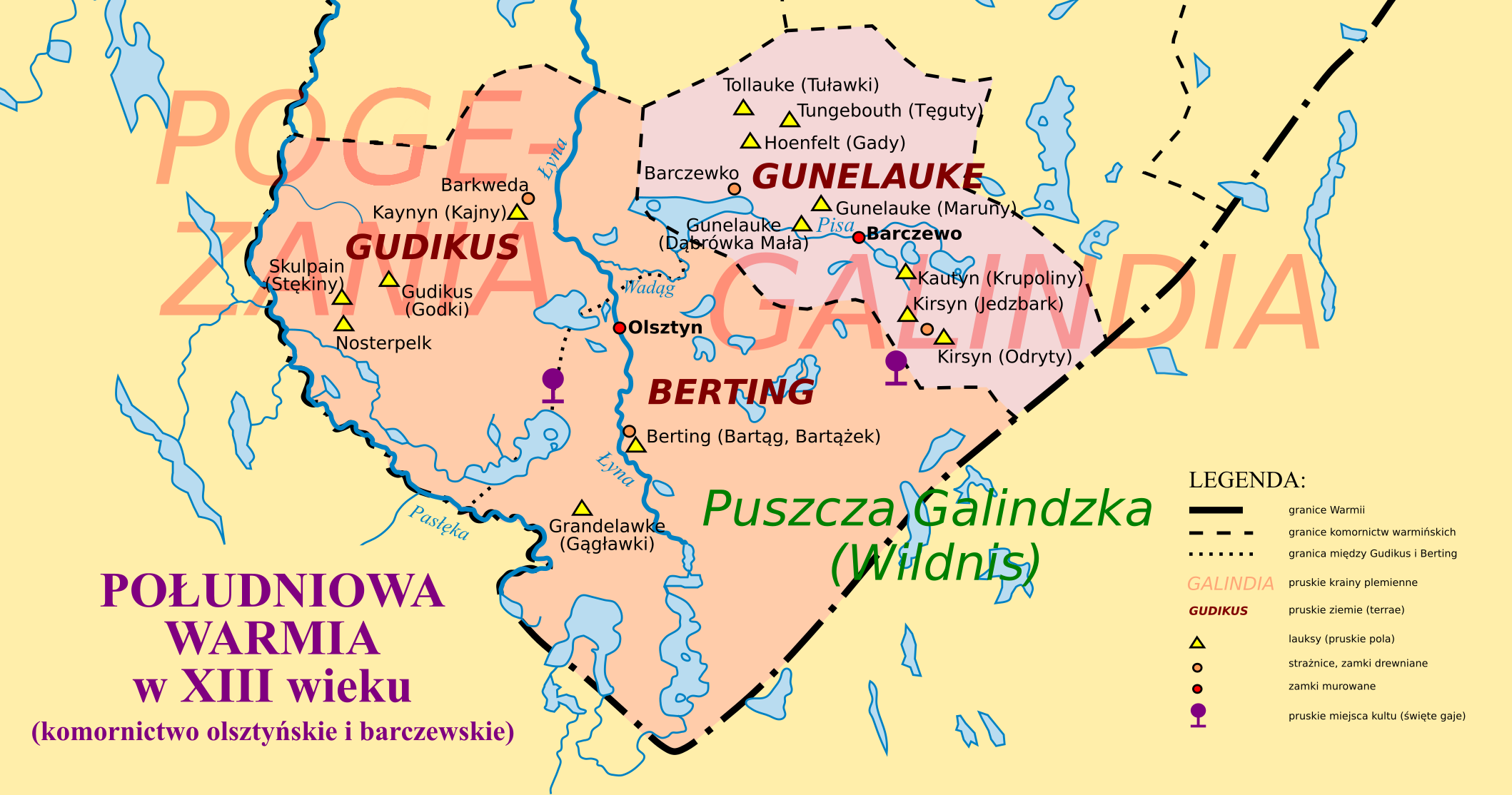
Pruskie związki terytorialno-osadnicze na terenie południowej Warmii

W XIII wieku terytorium późniejszego Olsztyna znajdowało się w krainie Galindia zajmującej południowy region Prus. Nad górną Łyną kilka lauksów (pól) tworzyło tam ziemię zwaną Bertingen (rejon późniejszego Olsztyna i wsi na południe od miasta), która wchodziła w obręb obszaru plemienia Galindów. Nazwa tego terytorium zapewne pochodzi od bartnictwa.
Ziemia Bertingen od wschodu sąsiadowała z również galindzką ziemią Gunlauken (obszar nad jeziorem Wadąg i Pisą Warmińską), a od północy i zachodu graniczyła z należącą już do Pogezanii ziemią Gudikus (rejony wsi Godki, Jonkowo, Wołowno i Gietrzwałd). Od południa otulały ją gęste lasy Wielkiej Puszczy, zwanej Wildnis lub Puszczą Galindzką, która ciągnęła się aż do Narwi i Jaćwieży.
Od roku 1230 do 1283 zakon krzyżacki dokonał podboju całości ziem Prusów i Jaćwingów, jednak pod koniec XIII wieku Galindia była już niemal całkowicie wyludnioną krainą. Nie jest pewne, jakie były tego przyczyny i kiedy to nastąpiło. Historycy uważają, że przyczyną mogły być najazdy jaćwieskie, litewskie i polskie lub ekspansja zakonu. Przypuszczalnie jednak plemię Galindów wyginęło jeszcze przed przybyciem do Prus Krzyżaków. Nowe osadnictwo w wyludnionych południowych Prusach było utrudnione przez częste najazdy Litwinów.
W roku 1243 biskup warmiński otrzymał na swoje utrzymanie 1/3 terytorium z zajętych w przyszłości ziem swojej diecezji. W ten sposób powstała Warmia, która swą nazwę wzięła od pruskiego terytorium plemiennego położonego nad Zalewem Wiślanym. W 1260 biskup powołał przy katedrze kapitułę, która miała otrzymać trzecią część Warmii. W roku 1274 wyznaczono wstępne granice przyszłej Warmii.
W miarę podboju Prus i zajmowania pruskiego interioru, rozszerzało się również osadnictwo warmińskie posuwając się od Zalewu Wiślanego w kierunku południowym, zajmując ziemie na wschód od rzeki Pasłęki. Zakładaniem nowych miast i wsi zajmował się warmiński wójt krajowy. W latach 20. XIV wieku kolonizacja warmińska dotarła do północnych granic Galindii. W roku 1325 wójt Fryderyk von Liebenzell założył w ziemi Gunlauken pierwszą strażnicę o nazwie Wartenburg (dziś Barczewko).
W roku 1334 kolejny warmiński wójt krajowy Henryk von Luter założył na terenie ziemi Bertingen drugą drewniano-ziemną strażnicę, która miała chronić osadników przed najazdami litewskimi. Zameczek ten znajdował się prawdopodobnie między obecnymi wsiami Bartążek i Bartąg lub według innej hipotezy na terenie pobliskiego majątku Kielary. Decyzja ta umożliwiała wójtowi krajowemu sprawniejsze sprowadzanie osadników oraz lokacje nowych wsi i majątków. Pierwszą osadą, założoną już w 1335 roku, był majątek rycerski Bartążek, lokowany tuż przy zameczku. Następnie powstały wsie Wadąg, Pistki, Brąswałd i Dywity (1337) oraz Jaroty (1342). Kolejny wójt warmiński Bruno von Luter założył wsie Warkały, Jonkowo, Bartąg i Tomaszkowo (1345) a także Wołowno (1346). Wsie czynszowe miały stanowić zaplecze gospodarcze dla przyszłego miasta oraz przynosić dochód kapitule. Osadnikami byli zwykle Prusowie z północnej Warmii lub przybysze z Niemiec.

### Założenie miasta

Herb kapituły warmińskiej, jednocześnie pierwszy herb Olsztyna: półkrzyż i brama z trzema wieżami

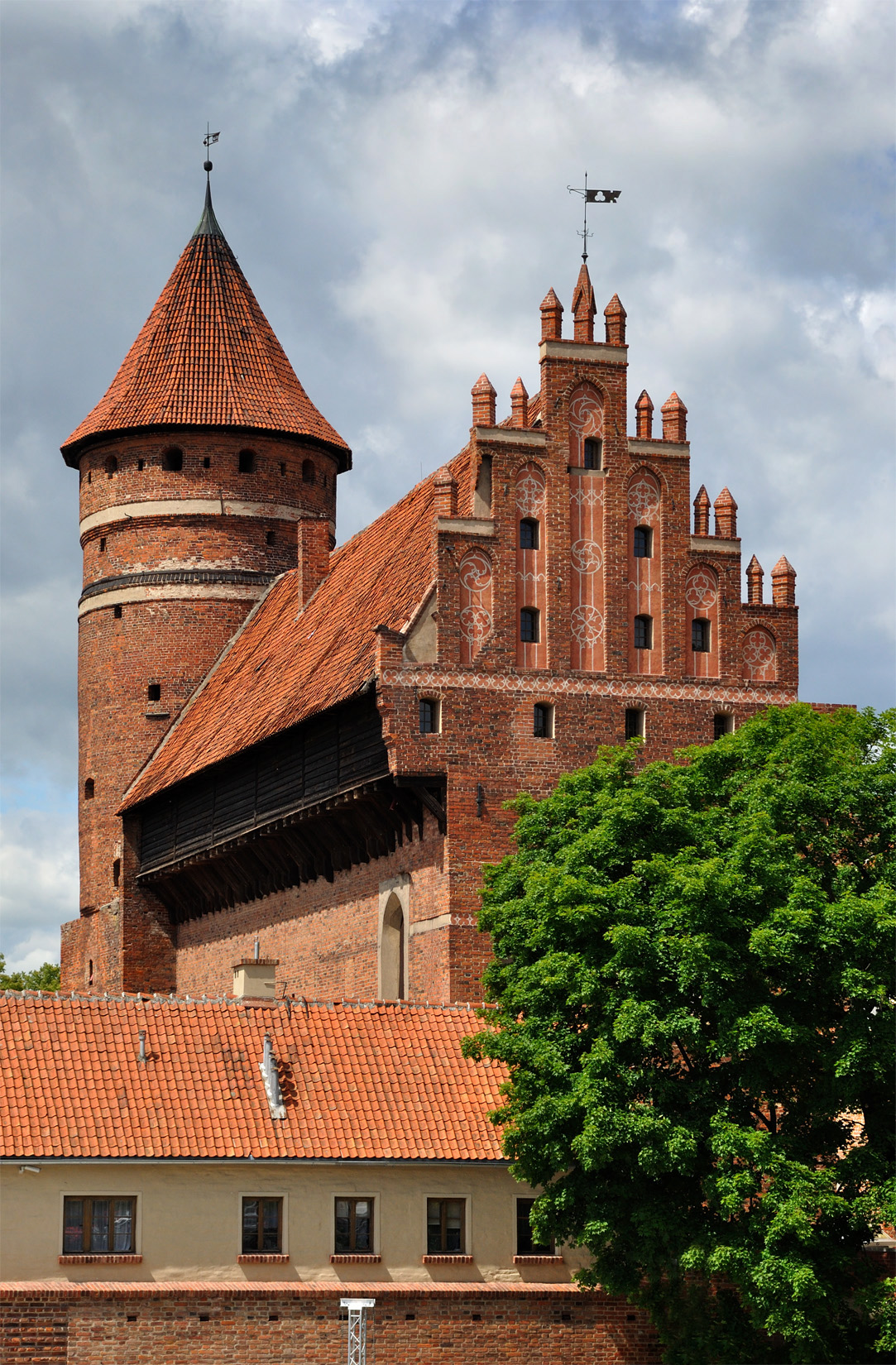
Zamek kapituły warmińskiej z połowy XIV wieku

Prawdopodobnie około 1345 roku wójt warmiński Henryk von Luter rozpoczął budowę nowego murowanego zamku, który zlokalizowano w zupełnie nowym miejscu, około 9 km na północ od starej strażnicy. Zamek powstał w dogodnym pod względem obronnym zakolu Łyny, w północnej części ziemi Bertingen, przy jej granicy z ziemią Gudikus, więc w samym środku nowego komornictwa olsztyńskiego. W pobliżu nowego zamku rozpoczęto również poszukiwania miejsca pod nowe miasto.
Krótko potem, w roku 1346 lub 1347, ustalono dokładnie granice południowej Warmii i podzielono jej terytorium między kapitułę warmińską (komornictwo olsztyńskie) a biskupa warmińskiego (komornictwo barczewskie). Ziemie Bertingen i Gudikus utworzyły komornictwo olsztyńskie należące do fromborskiej kapituły a ziemia Gunlauken komornictwo barczewskie podległe biskupowi. Po przejęciu pod swoją administrację ziem komornictwa olsztyńskiego, kapituła powierzyła nadzór nad nim komornikowi Sanglade oraz kontynuowała budowę nowego zamku i poszukiwania miejsca pod założenie miasta.
Po pokonaniu sił litewskich w bitwie nad Strawą na początku 1348 roku, otwarły się większe możliwości bezpiecznego zagospodarowania ziem południowej Warmii. W maju 1348 roku odbyła się narada w zameczku w Bertingen, w której wzięli udział trzej najwyżsi dostojnicy kapituły: prepozyt Hartmut z Krzyżborka (Hartmut Kreuzburg), dziekan Jan Franck (Johannes von Meissen, późniejszy biskup warmiński) oraz kustosz Jan Stryprock (Johannes Stryprock, późniejszy kolejny biskup), a towarzyszyli im również pleban Bartąga Ditmar, tłumacz Mikołaj i komornik Sanglade. Dostojnicy wystawili wówczas dokumenty lokacyjne dla kolejnych wsi: Linowo, Gągławki, Gronity i Cegłowo oraz przekazali majątek między jeziorami Ukiel i Kortowskie Prusowi o imieniu Jomen (założycielowi wsi Jaroty). Na naradzie tej podjęli również decyzję o wyznaczeniu granic nowego miasta w pobliżu budowanego murowanego zamku nad Łyną oraz szczegóły związane z dalszą kolonizacją komornictwa.
Na nowe miasto wyznaczono teren na południe od zamku, w zakolu Łyny, która na więcej niż połowie obwodu zapewniała miastu naturalną ochronę. Dodatkową obronność miały mu zapewnić otaczające go jeziora: Długie, Ukiel (Krzywe), Kortowskie i Fajferek oraz tereny bagniste i lasy.
Budowa miasta rozpoczęła się jeszcze w tym samym roku, o czym świadczy dokument lokacyjny wystawiony dla wsi Kieźliny dnia 31 grudnia 1348 roku, który wspomina, iż wieś leży w pobliżu „nowego miasta” (nova civitas), jeszcze wówczas bez nazwy. Miasto powstawało na surowym korzeniu, czyli wcześniej nie znajdowała się tam żadna osada. Na zasadźcę miasta kapituła wyznaczyła niemieckiego osadnika z północnej Warmii Jana z Łajs (Johannes von Leysen), późniejszego pierwszego sołtysa Olsztyna.
31 października 1353 kapituła warmińska we Fromborku, w imieniu której występowali prepozyt Hartmut z Krzyżborka, dziekan Hermann (który zastąpił na tym stanowisku Jana Francka wybranego w 1350 roku biskupem warmińskim), kustosz Jan Stryprock oraz kantor Tylo, nadała miastu przywilej lokacyjny na prawie chełmińskim oraz nazwę Allenstein (dosł. kamień nad Łyną), która była synonimem „zamku nad Łyną”. Dziedzicznym sołtysem ustanowiono Jana z Łajs. Miasto otrzymało łącznie 178 łanów gruntu (2990,4 ha) w tym rozległy las miejski oraz znajdującą się przy nim wieś miejską Sędyty.

### Miasto kapitulne w czasach Warmii

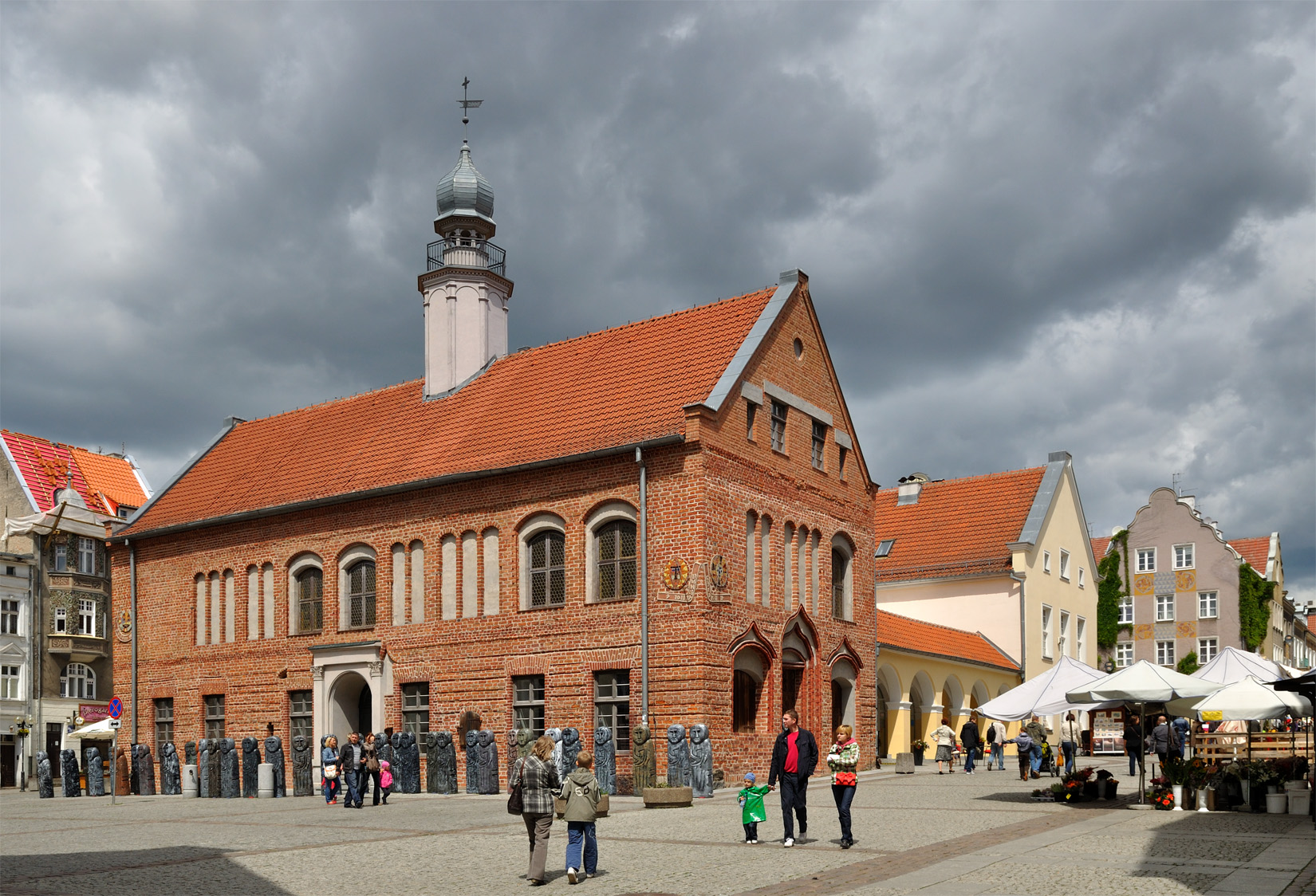
Stary Ratusz

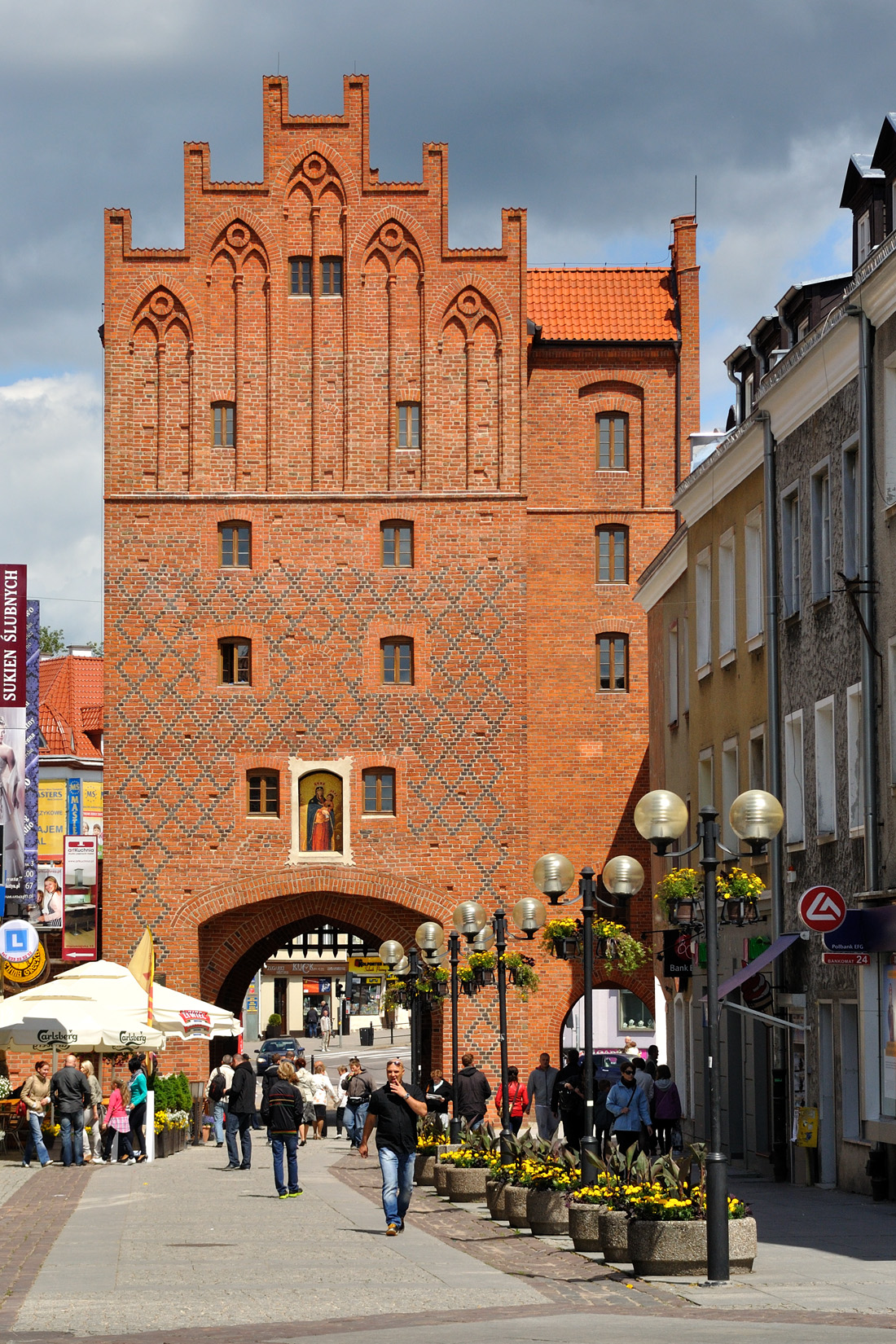
Wysoka Brama (dawn. Brama Górna) wybudowana na przełomie XV i XVI wieku na miejscu starszej

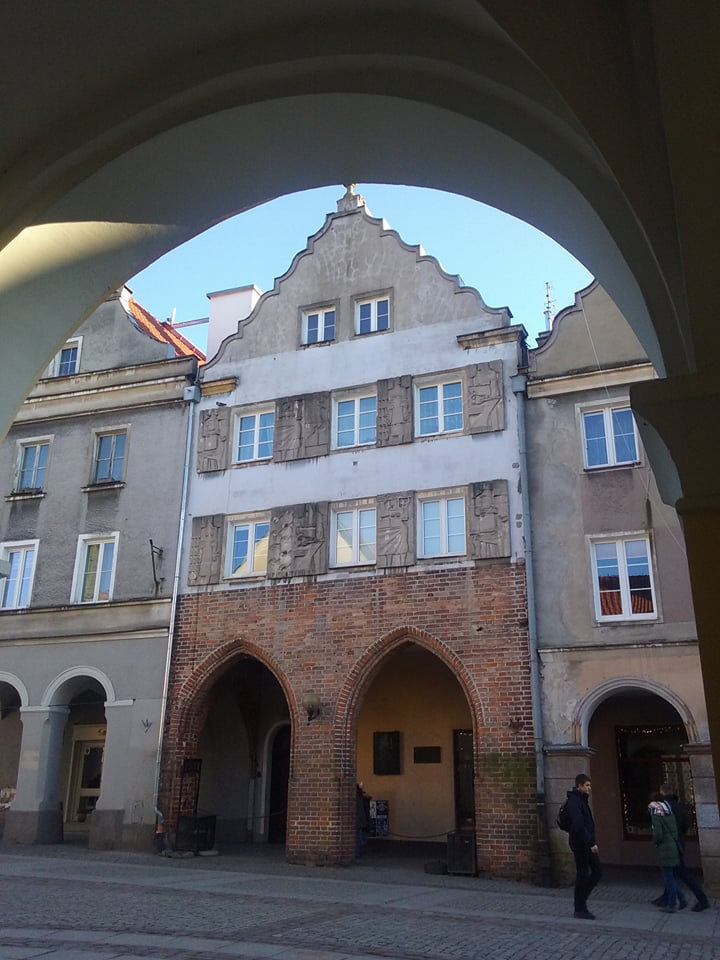
Tzw. Dom Burmistrza, najstarszy murowany budynek mieszkalny w Prusach

Dogodne położenie miasta oraz duży murowany zamek obronny ze stałą załogą zapewniały nowemu miastu bezpieczne warunki rozwoju. Oprócz kilkunastu wsi czynszowych, które przyczyniały się do wzrostu gospodarczego, w pobliżu Olsztyna istniały również majątki rycerskie (min. Bartążek, Gągławki, Kielary, Majdy, Różnowo), które zapewniały zbrojnych obrońców.
Już w roku 1354 Litwini pod wodzą Kiejstuta i Olgierda zdobyli i zniszczyli zamek w Barczewku (pierwszą siedzibę komornictwa barczewskiego) wybijając całą jego załogę oraz pustosząc ziemię Gunlauken. Olsztyn pozostał jedynym obronnym miejscem na południowej Warmii. Dnia 21 stycznia 1356 – jak opisuje Kronika Wiganda – „potężne wojsko” pod wodzą Kiejstuta, Olgierda i Patryka z Grodna najechało i złupiło komornictwo olsztyńskie (terra Allensteyn). Litwini bezskutecznie próbowali zdobyć miasto i zamek w Olsztynie. Spalili i wymordowali wówczas 17 podolsztyńskich wsi i udali się w kierunku Dobrego Miasta. Ponieważ najazdy litewskie powtarzały się często aż do końca XIV wieku, miasto było dalej umacniane, a na zamku zlokalizowano magazyny żywności.
Szybki rozwój młodego miasta skłonił kapitułę do wydania drugiego przywileju z 4 maja 1378 r. Powiększono obszar Olsztyna w kierunku wschodnim (o „nowe miasto”) i nadano dodatkowy „las miejski” nad jezioro Kielarskim z leśniczówką Binduga (niem Wienduga). Wówczas powstała najstarsza Brama Górna, której pozostałości odsłonili archeolodzy. Olsztyn stał się wówczas trzecim – po Braniewie i Ornecie – największym miastem na Warmii.
Władzę zwierzchnią nad miastem i nad całym komornictwem sprawowała bezpośrednio kapituła warmińska we Fromborku. Siostrzanym miastem Olsztyna w północnej Warmii był Melzak (dziś Pieniężno), który również należał do kapituły. Oba miasta ze sobą współpracowały gospodarczo i wspierały się militarnie. Kapituła warmińska posiadała wyższe uprawnienia sądownicze, a władzę sprawowała poprzez swojego wójta oraz administratora dóbr, którym był jeden z kanoników.
Od swojego założenia miasto w imieniu kapituły zarządzane było przez dziedzicznego sołtysa (Jana z Łajs i jego następców), w którego gestii znajdowało się też niższe sądownictwo. Źródłem utrzymania sołtysa była wieś Różnowo i część dochodów z czynszów miejskich. Co najmniej od XV wieku istniała już rada miejska (pierwsza wzmianka pochodzi z 1404 roku), jednak nie miała ona pełnej samodzielności.
Na początku roku 1500 rada miejska Olsztyna wykupiła dziedziczny urząd sołtysa i od tamtej pory mogła wybierać burmistrza. Dnia 22 lutego 1500 roku administrator kapitulny zatwierdził na to stanowisko Piotra Rotenburga. Rada uzyskała też wówczas niższe prawa sądownicze. W związku usamorządowieniem miasta krótko po roku 1500 na Rynku, na miejscu ław i bud handlowych, wybudowano późnogotycki ratusz miejski. Być może wówczas powstał stojący naprzeciw ratusza Dom Burmistrza (Rynek nr 11) z gotyckimi ostrołukami, wspomniany już w roku 1507. Był to pierwszy murowany dom mieszkalny w mieście, a może i w całych Prusach.
Miasto posługiwało się dwoma pieczęciami: mniejszą, która była tożsama z pieczęcią komornictwa olsztyńskiego i zawierała herb kapituły – półkrzyż i bramę z trzema wieżami – oraz większą, która zawierała postać św. Jakuba patrona kościoła parafialnego.
Duży obszar komornictwa, sąsiedztwo kilkunastu wsi czynszowych, dobre położenie na szlaku handlowym oraz zapewnienie bezpieczeństwa przyczyniły się do szybkiego rozwoju gospodarczego Olsztyna. Miasto i zamek połączono murami i otoczono szeroką fosą, połączoną z rzeką. Wyznaczono rynek oraz podzielono miasto na kwartały i parcele. Obywatele Olsztyna mogli korzystać z dwóch lasów miejskich, przywileju połowu ryb w jeziorach i młynów nad rzeką Łyną. Kapituła dbała również o spławność rzeki.
W 1521 roku rada miasta założyła Wieś Miejską (Bürgerdorf, dzisiejsze Ostrzeszewo), drugą po Sędytach wieś należącą do Olsztyna.
W drugiej połowie XIV wieku (lata 1370–1380) wzniesiono kościół pod wezwaniem św. Jakuba Apostoła, który jest przykładem gotyku ceglanego (ostatecznie ukończono go w 1569 przez dobudowanie wieży).
Do dziś przetrwała wytyczona w XIV wieku sieć ulic i część murów obronnych, a wiele istniejących dziś na obszarze Starego Miasta domów wspiera się o średniowieczne fundamenty. Aż do połowy XIX wieku teren Olsztyna nie wychodził poza obszar wyznaczony w XIV wieku.

### Wojny polsko-krzyżackie

Chorągiew Olsztyna (kapituły warmińskiej), zdobyta 15 lipca 1410 roku pod Grunwaldem.

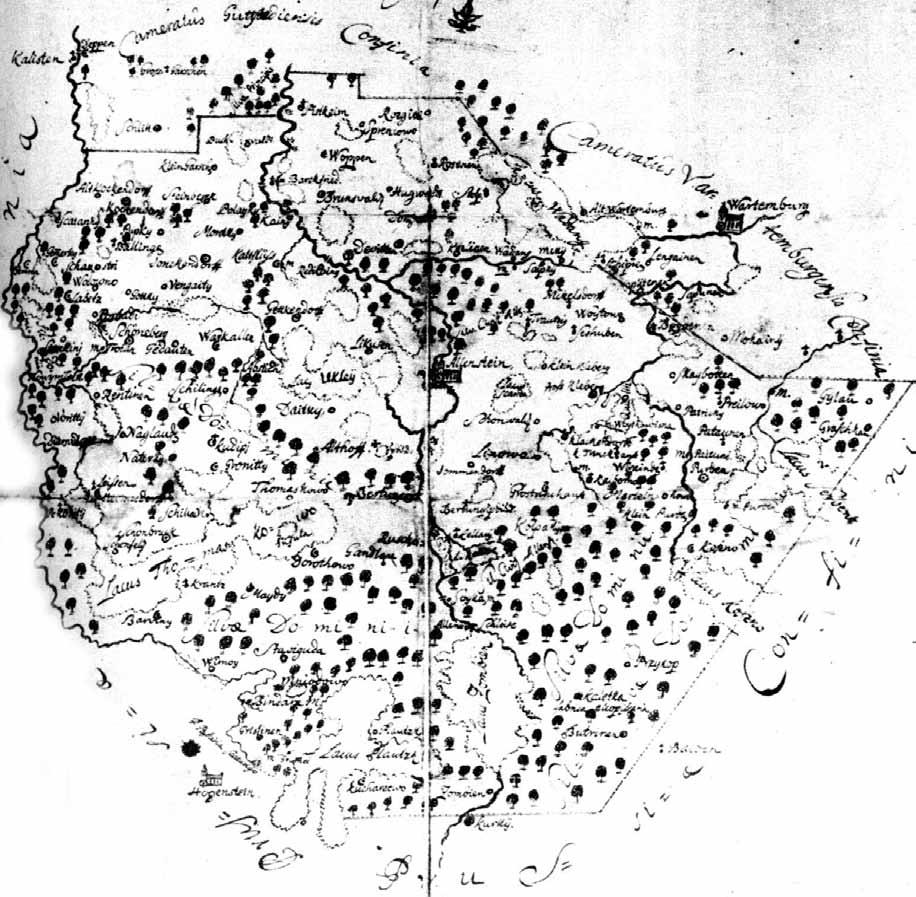
Mapa komornictwa olsztyńskiego (poł. XVII w.)

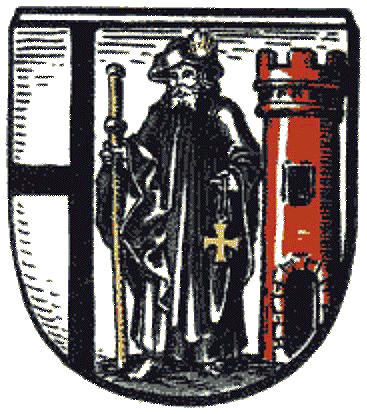
Używany do 1939 roku herb Olsztyna łączący w sobie postać świętego Jakuba (godło rady miejskiej) oraz herb kapituły warmińskiej (godło zamku olsztyńskiego) rys. Otto Hupp

W czasach przynależności Warmii do państwa zakonu krzyżackiego, była ona wbudowana w krzyżacki system obronny. Zakon krzyżacki zobowiązany był zapewniać mieszkańcom Warmii bezpieczeństwo, a biskup i kapituła ponosili część odpowiedzialności w przypadku prowadzonych przez Zakon wojen obronnych w Prusach, utrzymując zamki i zapewniając zbrojnych ze swojego terytorium.

#### Wielka wojna (1409–1411)
W czasie wielkiej wojny polsko-krzyżackiej w 1410 roku Olsztyn wystawił chorągiew (wraz z Pieniężnem, była więc to chorągiew całej kapituły warmińskiej). Walczyła ona po stronie krzyżackiej w bitwie pod Grunwaldem jako jedna z trzech chorągwi warmińskich. Zdobytą wówczas czarno-biało-czerwoną banderę olsztyńską przedstawił z opisem Jan Długosz w dziele Banderia Prutenorum. Liczącą ok. 200-500 zbrojnych chorągiew stanowili głównie ziemianie z majątków rycerskich, w tym sołtys olsztyński (lub jego synowie) i tzw. wolni, być może też reprezentacja mieszczan i oddział najemników. Na czele chorągwi stał wójt kapituły.
Krótko po klęsce grunwaldzkiej, 18 lipca, gdy król Władysław Jagiełło i główne siły polsko-litewskie znajdowały się w Olsztynku, część oddziałów dotarła do Olsztyna. Mieszczanie i kapituła poddali miasto. Kilka dni później, jak podaje Kronika konfliktu, „w sam dzień Marii Magdaleny [22 lipca] poddał się królowi bardzo zacny zamek, mianowicie Olsztyn”. Przebywający wówczas w Morągu król Jagiełło przekazał zamek księciu mazowieckiemu Januszowi I, który obsadził go polską załogą.
W czasie oblężenia Malborka, biskup warmiński Henryk Vogelsang 27 lipca złożył hołd królowi Władysławowi Jagielle w imieniu swoim i kapituły, oddając Warmię pod władzę króla polskiego. Po odstąpieniu Polaków spod Malborka miasta i zamki wracały pod władzę zakonu. Polska załoga opuściła zamek olsztyński pod koniec września.
Kończący wojnę pokój toruński z 1411 roku zwracał Zakonowi zdobyte w Prusach ziemie, miasta i zamki oraz zwalniał jego poddanych ze złożonej w czasie wojny przysięgi na wierność królowi polskiemu. Biskup warmiński, kapituła i stany pruskie – w tym miasta – porozumiały się z nowym wielkim mistrzem i uzyskały gwarancje bezpieczeństwa oraz dodatkowe swobody w obrębie państwa krzyżackiego.

#### Wojna głodowa (1414)
W sierpniu 1414 roku, w trakcie kolejnej tzw. wojny głodowej, Olsztyn znalazł się na trasie przemarszu wielkiej 40-tysięcznej armii polsko-litewskiej. Jak pisał Jan Długosz, „chociaż zamek stawiał jakiś czas opór królowi, to jednak dzięki potędze wojska został zdobyty, a miasto oddano na łup wojsku”. Według źródeł krzyżackich, zamek został wydany dzięki zdradzie jednego z rycerzy, niejakiego Filipa (prawdopodobnie chodzi o Filipa von Wildenau). Miasto zostało 8 sierpnia doszczętnie spalone przez oddziały polsko-litewskie, podobnie jak wszystkie podolsztyńskie wsie, gospodarstwa, majątki i młyny oraz dwa kościoły parafialne. Pozostałe kościoły zostały splądrowane. Śmierć poniosło 535 osób w komornictwie olsztyńskim. Z tego okresu pochodzą znaleziska archeologiczne, min. odkryty w 1951 r. przy Rynku skarb ponad 600 monet krzyżackich oraz 23 monety znalezione przy ul. Lelewela w 2006 r.
Główne siły Jagiełły i Witolda przez pięć dni stacjonowały pod Olsztynem, prawdopodobnie koło Dorotowa, korzystając z młynów na Łynie, by uzupełnić żywność. Zamek został powierzony pod zarząd rycerzowi Dziersławowi z Włostowic, a armia powędrowała na północ, plądrując i niszcząc miasta i wsie warmińskie. Na Warmii zginęło wówczas niemal 1400 osób. Straty komornictwa olsztyńskiego oszacowano na kwotę 90.625 marek, a straty całej Warmii na 5,5 miliona marek. Zamek olsztyński został odbity we wrześniu przez oddział krzyżacki pod dowództwem komtura pokarmińskiego Helfricha von Drahe. W końcu głód i choroby oraz rozpoczęcie soboru w Konstancji skłoniły Jagiełłę w październiku do wycofania się z Prus.
Konflikty z lat 1409-1422 zakończył dopiero pokój mełneński, który wyznaczył na setki lat granice polsko-litewsko-krzyżackie, a także zapewniał podmiotowość stanom pruskim.

#### Wojna trzynastoletnia (1454–1466)
5 maja 1440 roku Olsztyn za zgodą kapituły przystąpił do Związku Pruskiego – konfederacji stanów (szlachty i miast) pruskich, którego działalność z czasem skierowała się przeciw zakonowi krzyżackiemu. Po wybuchu antykrzyżackiego powstania i rozpoczęciu wojny trzynastoletniej mieszczanie olsztyńscy pod wodzą warmińskiego rycerza Baltazara ze Skajbot (Balthasar Skayboth) w lutym 1454 roku zmusili administratora dóbr kapituły do przekazania zamku przedstawicielom Związku. Jednak po klęsce wojsk polskich pod Chojnicami Krzyżacy zażądali od Baltazara i kapituły oddania zamku. W lipcu następnego roku miasto znalazło się rękach zaciężnych krzyżackich pod dowództwem Jerzego von Schliebena, który w grudniu też opanował zamek. W 1459 roku miasto uległo pożarowi. W styczniu 1461 roku Schlieben zwrócił kapitule władzę nad zamkiem i miastem, jednak wcześniej splądrował miasto i pozostawił w nim oddział krzyżacki. W 1463 roku miasto zajęły polskie oddziały, które jednak nie zdobyły zamku. Miasto ponownie zostało spalone. Jednak już 4 listopada 1464 roku biskup warmiński Paweł Legendorf poddał Warmię królowi Kazimierzowi Jagiellończykowi, a w 1466 roku wypowiedział wojnę zakonowi.
Na mocy traktatu pokojowego zawartego w 19 października 1466 w Toruniu, Warmia przeszła pod zwierzchnictwo Polski. Aż do roku 1772 Olsztyn znajdował się wraz z całą Warmią w granicach Prus Królewskich Korony Królestwa Polskiego. Nadal jednak był pod władzą zwierzchnią kapituły warmińskiej i obowiązywało w nim prawo chełmińskie.

### W granicach polskich Prus Królewskich

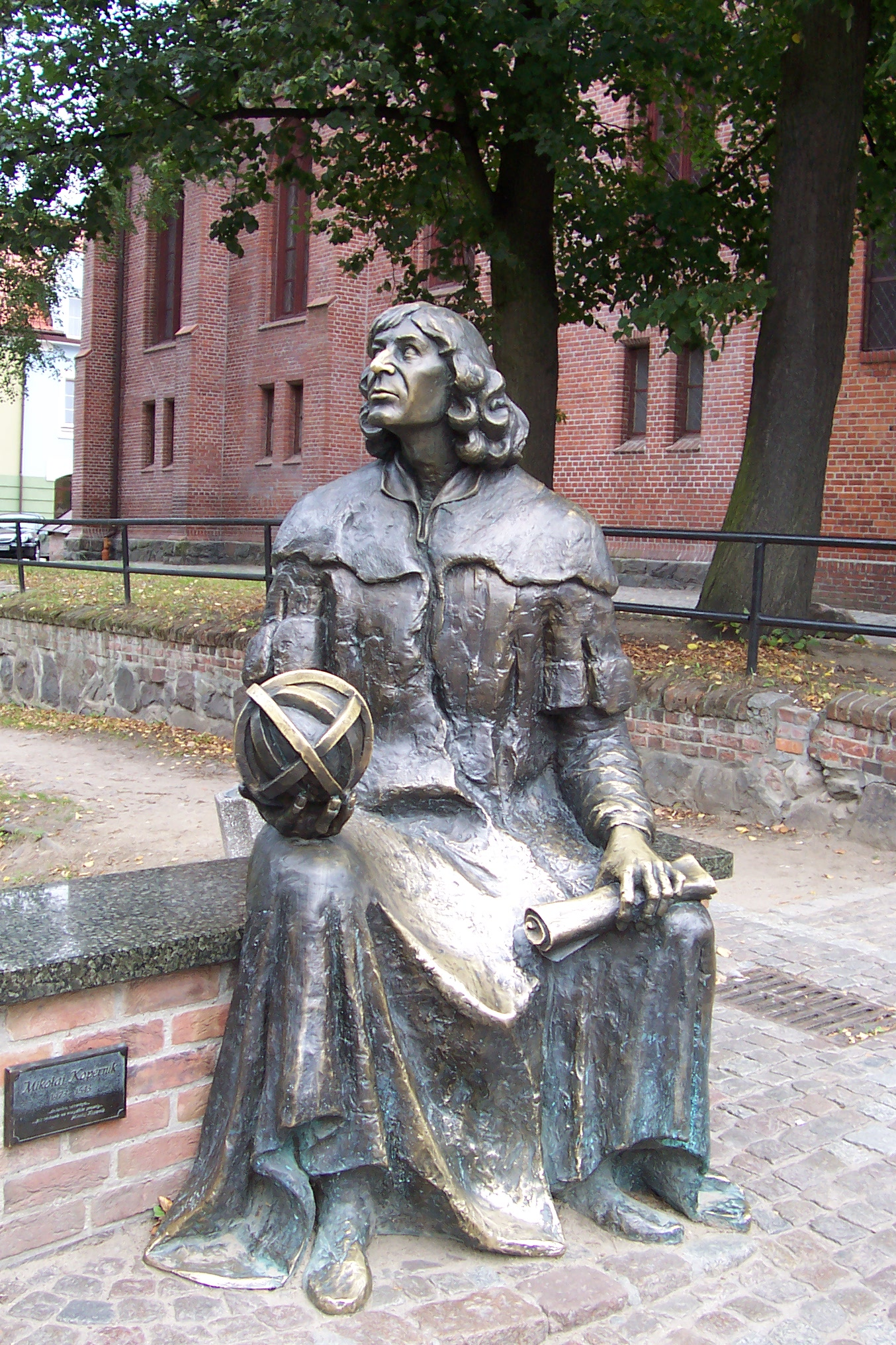
Pomnik Mikołaja Kopernika, kanonika kapituły warmińskiej, administratora dóbr kapituły w Olsztynie i okolicach

Wraz z końcem wojny trzynastoletniej nastąpił dla miasta okres spokoju i dobrobytu. Następna tzw. wojna popia dokonała na Warmii zniszczeń, lecz ominęła sam Olsztyn. Polskie oddziały Jana Białego starły się latem 1478 z oddziałami krzyżackimi pod Starym Dworem (dziś część osiedla Kortowo) i zniszczyły okoliczne wsie, jednak nie oblegały miasta ani zamku.
Miasto odbudowało się po zniszczeniach. Pod koniec XV i na początku XVI wieku mieszczanie olsztyńscy zastąpili nadwyrężone kamienne obwarowania miejskie ceglanymi murami obronnymi znacznie je podwyższając i łącząc je z murami zamku. Wówczas zbudowano też obecną Wysoką Bramę oraz prawdopodobnie Stary Ratusz i Dom Burmistrza.
Ostatnia wojna polsko-krzyżacka (1519–1521) również spustoszyła Warmię, lecz miasto i zamek dzięki wcześniejszej przebudowie fortyfikacji pozostały bezpieczne. Ówczesnym administratorem dóbr kapituły warmińskiej był kanonik fromborski – Mikołaj Kopernik. W roku 1521 kierował on olsztyńskim zamkiem przed spodziewanym atakiem wojsk krzyżackich Albrechta Hohenzollerna. Atak na zamek jednak nie nastąpił, jedynie niewielki oddział krzyżacki z Dobrego Miasta bezskutecznie próbował pokonać mur miejski.
Ponadto Kopernik podjął akcję zasiedlania spustoszonych przez wojny wsi komornictwa olsztyńskiego. Pozostałością po tej akcji jest rękopis Kopernika Lokacje łanów opuszczonych, z którego wynika, że część sprowadzonych kolonistów nosiła polskie imiona (według szacunków około 40% z wymienionych). Prawdopodobnie byli to zaproszeni przez niego Mazowszanie (Mazurzy) lub potomkowie Polaków żyjących już wcześniej Prusach sprowadzeni w ramach kolonizacji wewnętrznej. Dali oni początek polskiemu charakterowi południowej Warmii i późniejszym Warmiakom.
Na olsztyńskim zamku, gdzie znajdowało się mieszkanie administratora, Mikołaj Kopernik prowadził również obserwacje astronomiczne, czego pozostałością jest fragment oryginalnej tablicy astronomicznej Kopernika, którą można obejrzeć w zamkowym krużganku.
Kolejny wiek to rozkwit miasta, korzystnie położonego na ruchliwym szlaku Królewiec – Warszawa. Mieszkańcy utrzymywali się z handlu i rzemiosła. Pośredniczyli też w wymianie handlowej między Polską a portami Bałtyku. Rozwój został powstrzymany przez wojny północne w XVII i XVIII wieku, a wielka epidemia dżumy lat 1709–1712 wyludniła miasteczko niemal całkowicie. Wtedy też przestała istnieć wieś miejska Sędyty, położona przy ujściu rzeki Wadąg do Łyny. Dzięki wsparciu kapituły Olsztyn w ciągu XVIII wieku zdołał poprawić swe położenie.

### W państwie pruskim

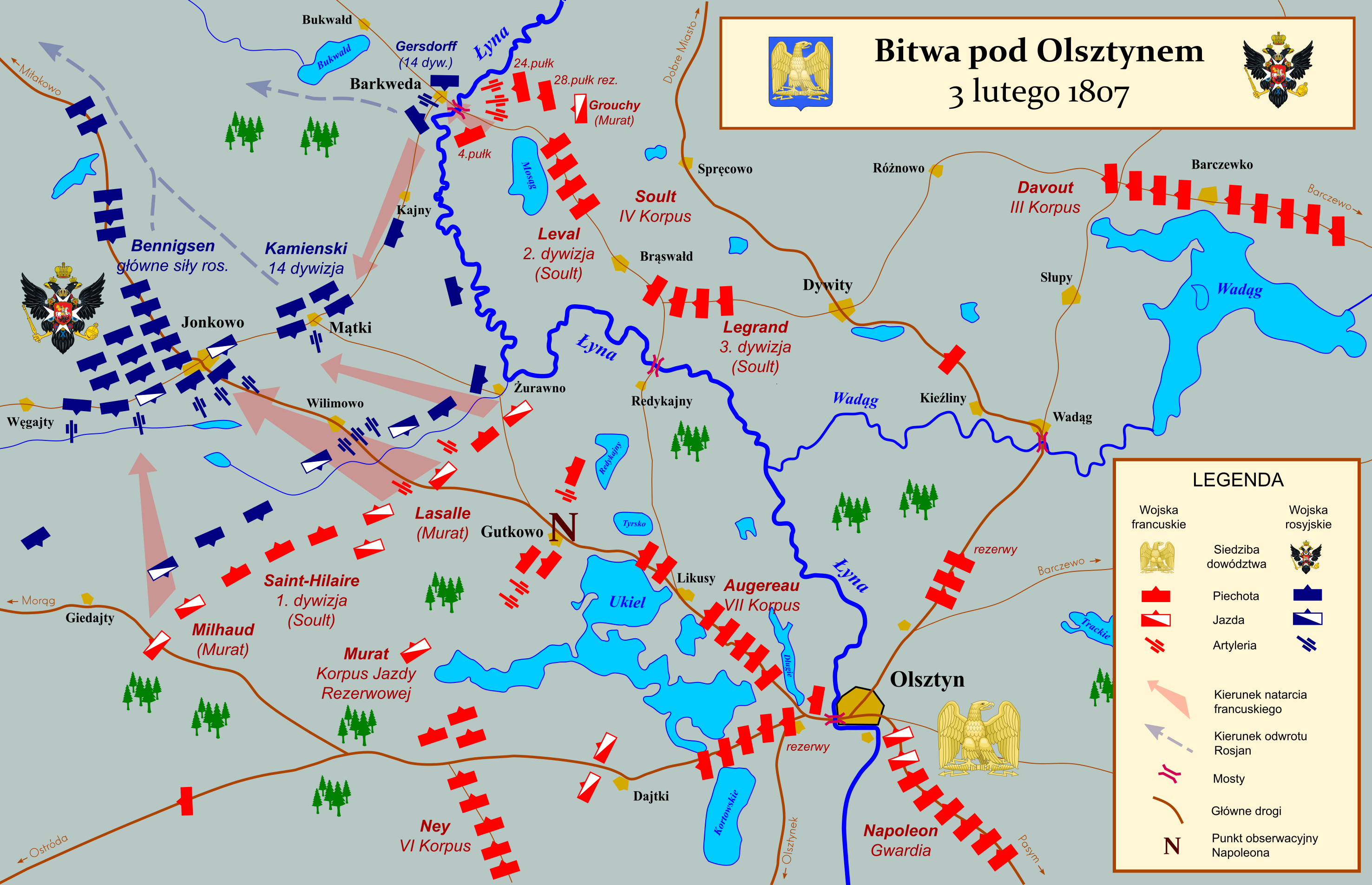
Plan bitwy pod Olsztynem między Francuzami a Rosjanami dnia 3 lutego 1807 r.

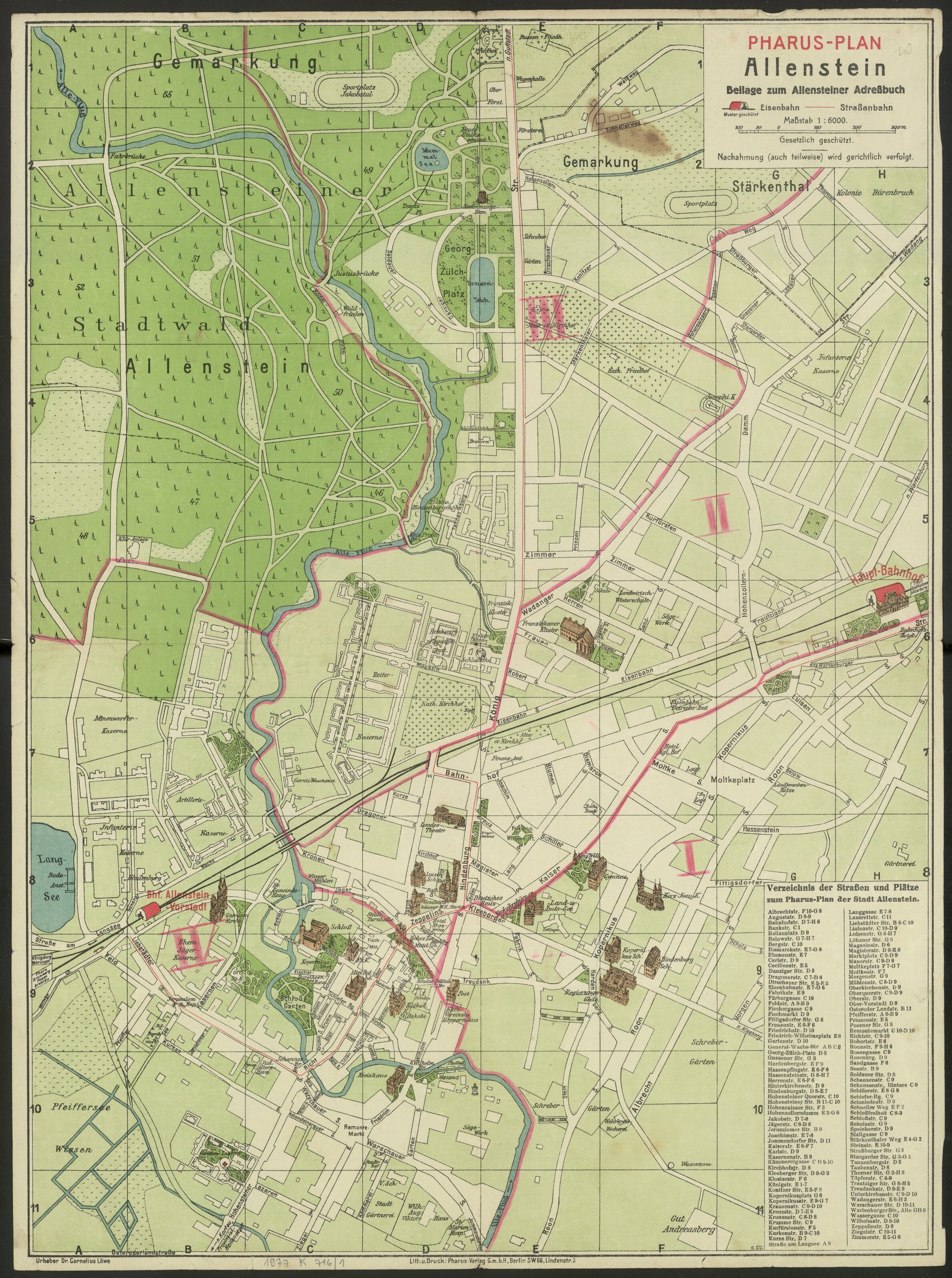
Ilustrowany plan Olsztyna z 1925 roku

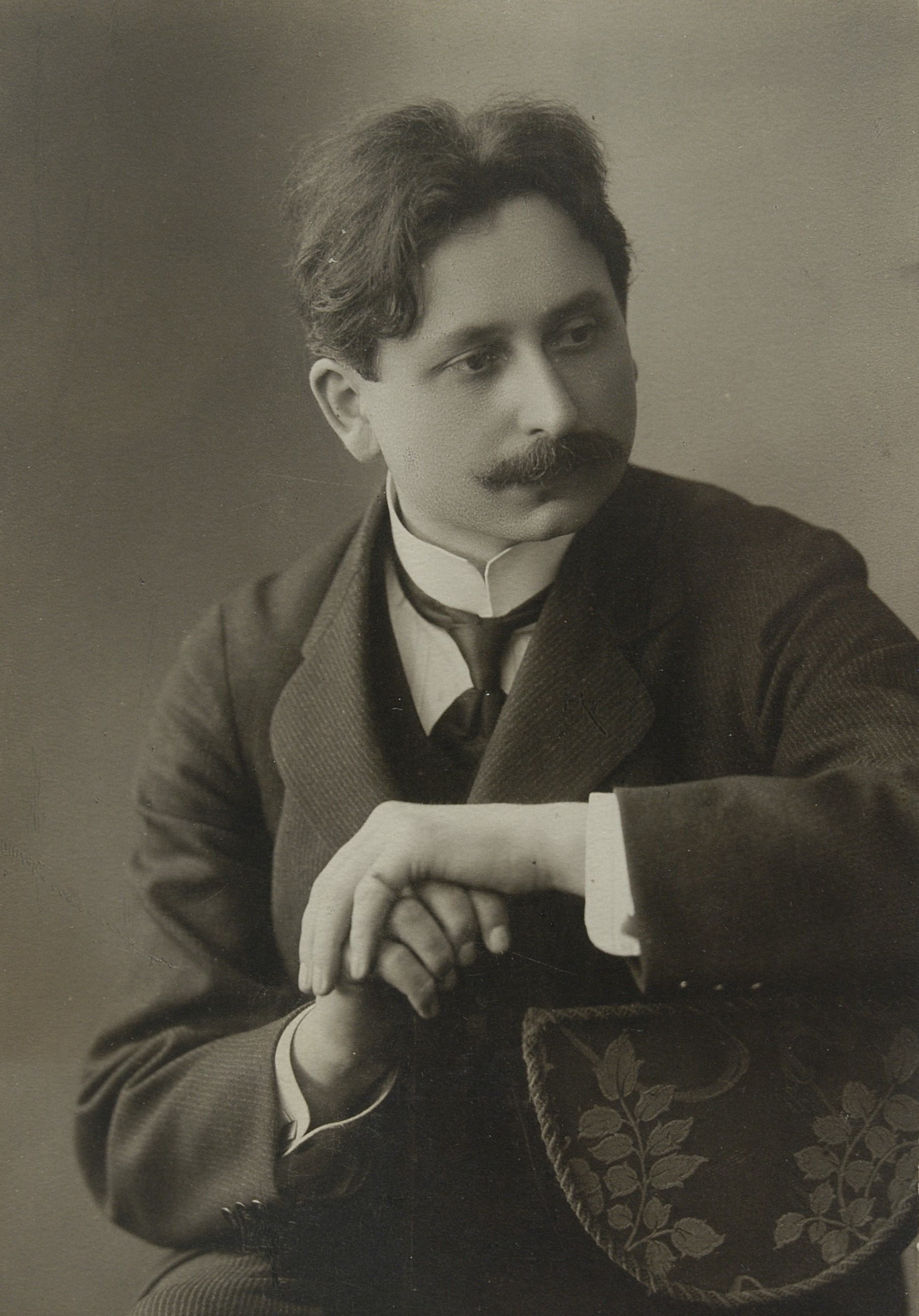
Feliks Nowowiejski, kompozytor i muzyk, mieszkaniec Olsztyna w latach 1893–1900, twórca melodii Roty

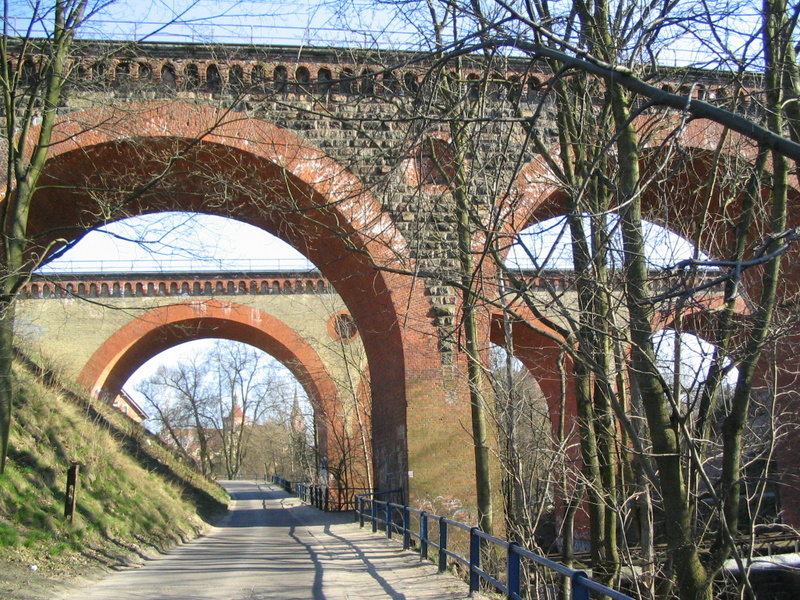
Wiadukty kolejowe (XIX w.)

W roku 1772 podczas I rozbioru Polski Warmia została wcielona do Królestwa Prus. Nastąpiła jej sekularyzacja i likwidacja jako organizmu państwowego. Dobra kapituły warmińskiej zostały zsekularyzowane, więc również miasto Olsztyn i zamek olsztyński stały się własnością króla pruskiego.
W czasie wojen napoleońskich Olsztyn odegrał znaczną rolę leżąc na linii przemarszu wojsk. Po słynnej bitwie pod Jeną w 1806 roku pokonane Królestwo Prus znalazło się pod panowaniem Napoleona. Francuzi wyzwolili ziemie polskie zaboru pruskiego i już 1 stycznia 1807 wkroczyli do Olsztyna. Francuski generał Gaspard Gardanne zamieszkał na Zamku, podobnie jak przybyły 19 stycznia marszałek Michel Ney, jeden z najwybitniejszych wodzów napoleońskich. Na terenie Prus Wschodnich manewrowała jednak jeszcze wielka armia rosyjska i wierne jej oddziały pruskie. Na początku lutego w okolicach Olsztyna skoncentrowały się duże siły francuskie, które tutaj zamierzały powstrzymać wycofujących się Rosjan. Dnia 3 lutego 1807 roku miało miejsce starcie obu wojsk znane jako bitwa pod Olsztynem (również jako bitwa pod Jonkowem lub pod Barkwedą). W związku z tymi działaniami 3 lutego do Olsztyna pośpiesznie przybył z Warszawy sam Napoleon Bonaparte, który na olsztyńskim Rynku przyjął odprawę wojska i przyjął meldunki, a następnie spożył posiłek na Zamku, gdzie wypytywał księdza i historyka Gerarda Gleya o ślady po Mikołaju Koperniku. Następnie po południu obserwował działania swoich żołnierzy z zachowanej do dziś drewnianej wieży kościoła w Gutkowie. Napoleon zamierzał stoczyć pod Olsztynem decydującą bitwę z Rosjanami. Mimo jednak ucieczki Rosjan, Francuzi wygrali bitwę i kosztem ciężkich walk zdobyli nienaruszone strategiczne mosty na Łynie, m.in. w Barkwedzie, dzięki czemu mogli doścignąć Rosjan i wydać im walną bitwę pod Pruską Iławą kilka dni później.
Rządy francuskie w Prusach przyniosły też zmiany prawne i społeczne. Na mocy traktatu w Tylży Prusy częściowo wprowadziły Kodeks Napoleona, co obejmowało też dalszą sekularyzację dóbr kościelnych. Kodeks zakładał też wolność dla osób różnych wyznań. W tym czasie powstała pierwsza w Olsztynie gmina żydowska, która spotykała się w sali przy ul. Staromiejskiej. Efektem tych zmian było również utworzenie w Prusach samorządu terytorialnego, dzięki czemu w 1818 roku powstał powiat olsztyński.
Po 1818 zabudowa miejska opuściła mury Starego Miasta. Druga połowa XIX wieku to dynamiczny rozwój pod rządami burmistrza Roberta Zakrzewskiego (Sakrzewskiego), a następnie Oskara Beliana. W 1867 – powstał nowoczesny jak na owe czasy szpital, w latach 1872–1873 przeprowadzono przez Olsztyn magistralę kolejową, łączącą Toruń z Królewcem, w 1877 powstało gimnazjum (obecnie w jego budynku mieści się I Liceum Ogólnokształcące). Liczba mieszkańców w tym okresie wzrosła z 4 tys. w 1846, poprzez 6 tys. w 1875 do 25 tys. w 1895. W 1900 przeszło 35% mieszkańców Olsztyna stanowili Polacy. W tym samym okresie Olsztyn stał się jednym z ośrodków polskiego ruchu narodowego na Warmii. W kwietniu 1886 ukazał się pierwszy numer „Gazety Olsztyńskiej”, polskiego pisma wydawanego bez przerwy do 1939 roku przez rodziny Liszewskich i Pieniężnych. W 1891 powstało Polsko-Katolickie Towarzystwo Ludowe „Zgoda”. Dzięki pomocy działaczy z Wielkopolski i Pomorza polscy Warmiacy w wyborach do sejmu pruskiego zaczęli wysuwać swoich kandydatów.

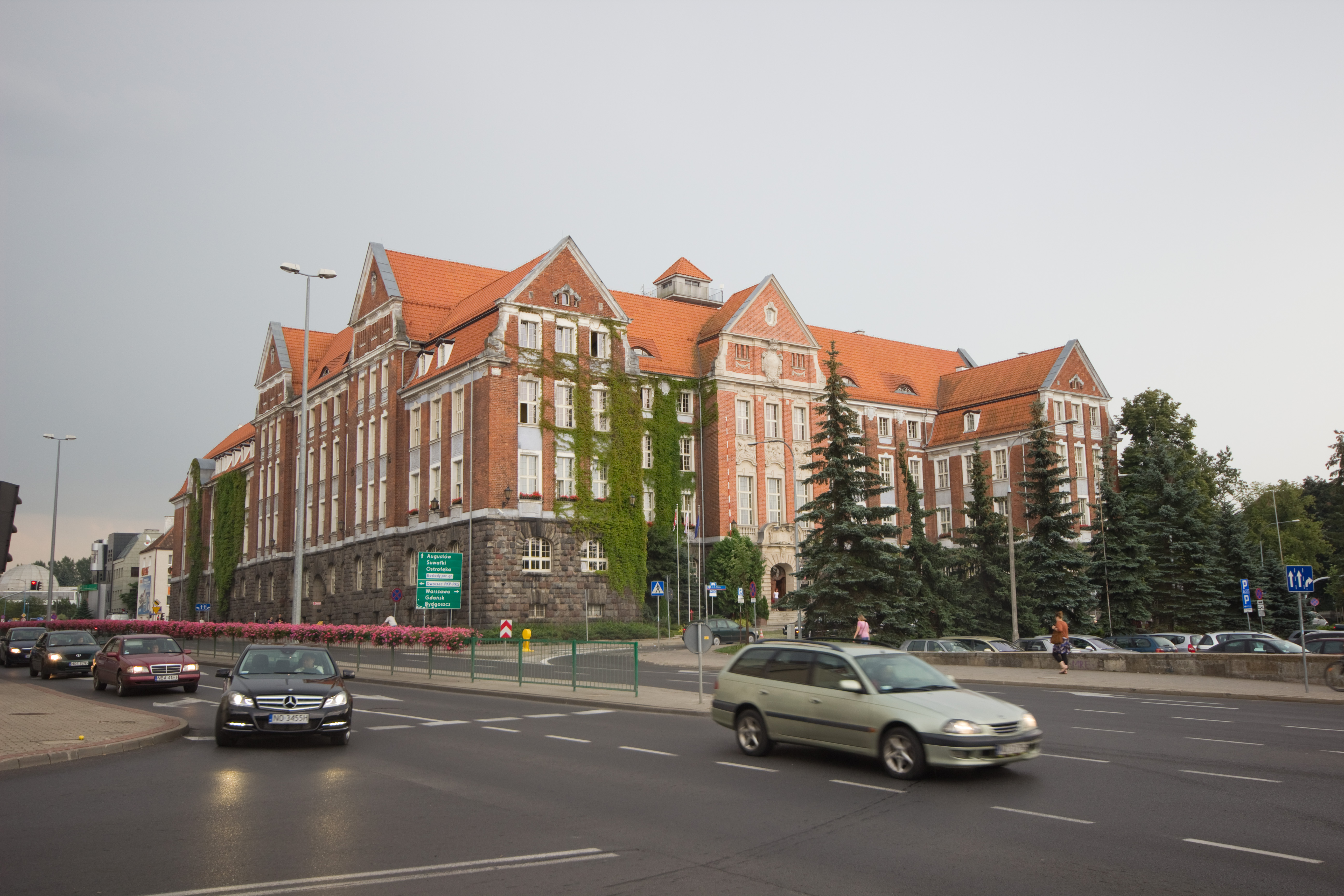
Budynek Rejencji,
obecnie Urząd Marszałkowski oraz Wojewódzki Sąd Administracyjny

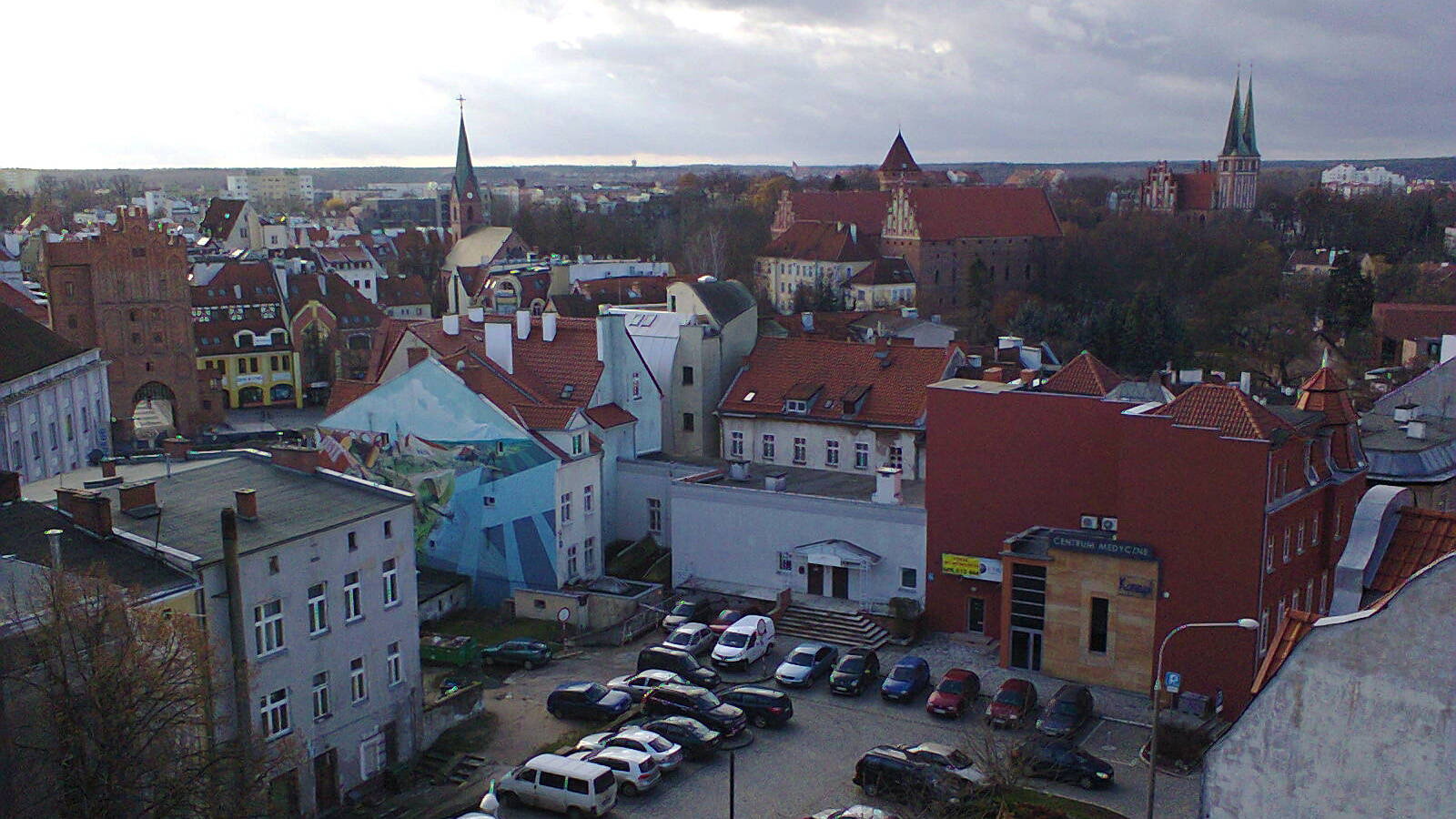
Widok Olsztyna z Nowego Ratusza w kierunku południowo-zachodnim

Pod koniec XIX wieku do Olsztyna doprowadzono kolej. Miasto zaczęło rozwijać się w kierunku dworca, położonego wówczas na obrzeżach. W ostatnich latach XIX i na początku XX wieku wzniesiono nowe gmachy publiczne, między innymi nowy ratusz w stylu holenderskiego renesansu, neogotycki kościół Najświętszego Serca Pana Jezusa i neoromański św. Józefa, siedzibę rejencji i gimnazjum męskie, zbudowano też nowoczesne dzielnice mieszkaniowe. W 1890 położono instalację gazową, a w 1892 zadzwonił pierwszy telefon, sześć lat później doszedł nowoczesny wodociąg i kanalizacja, a w 1907 – elektryczność. Na ulicach pojawiły się tramwaje, a niewiele później otwarto lotnisko.

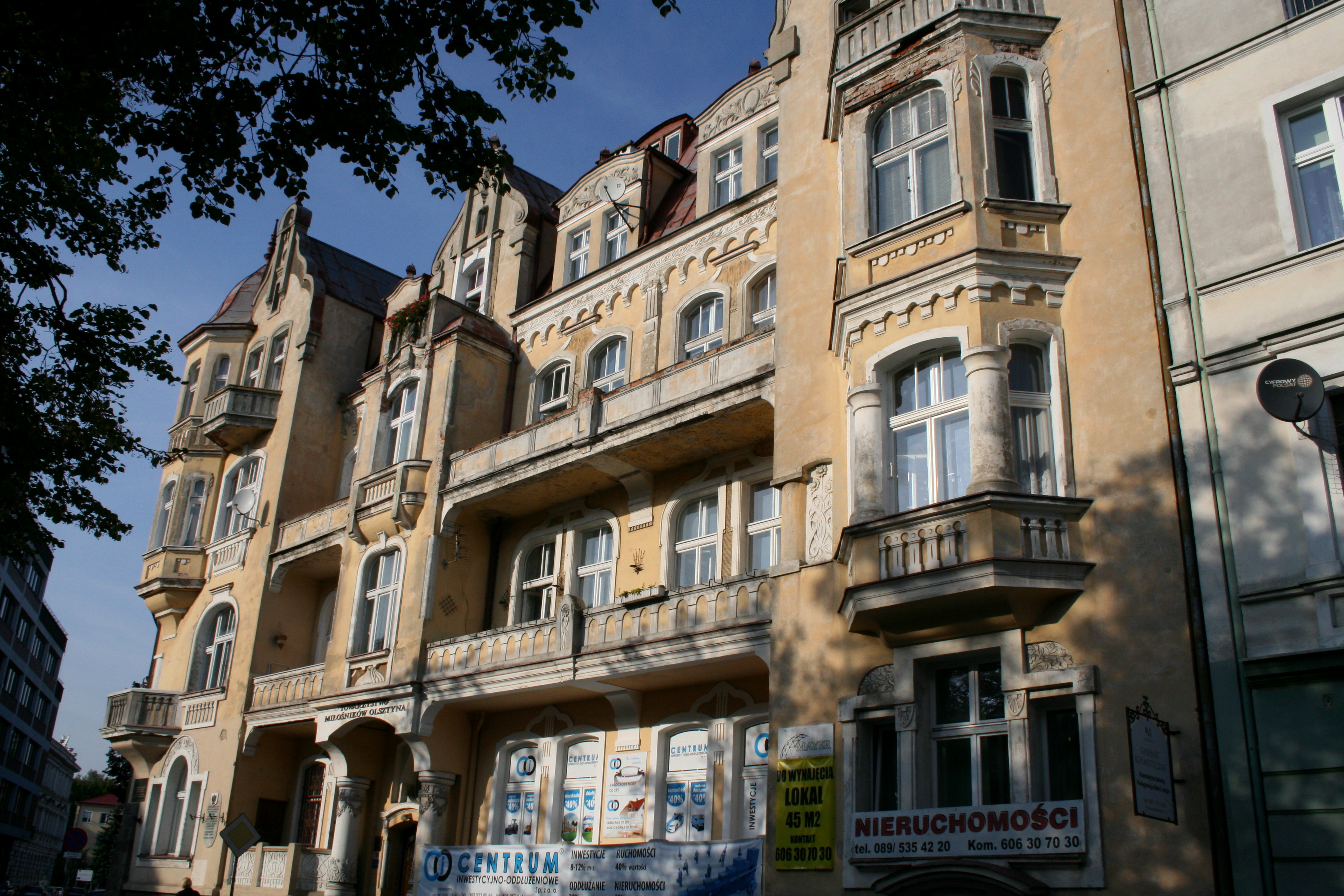
Budynek dawnego Konsulatu Rzeczypospolitej Polskiej (plac Konsulatu Polskiego 5)

W latach 1893–1900 w Olsztynie mieszkał kompozytor Feliks Nowowiejski, późniejszy twórca melodii Roty do słów Marii Konopnickiej („Nie rzucim ziemi skąd nasz ród”). Młody Nowowiejski pracował wtedy w 2. pułku grenadierów jako muzyk waltornista i wiolonczelista. Skomponował wówczas szereg utworów, w tym marsz wojskowy Pod sztandarem pokoju, który przyniósł mu uznanie i otworzył drzwi do międzynarodowej kariery. Nowowiejski był również czasowo organistą w kościele parafialnym św. Jakuba. W Olsztynie mieszkał przy obecnej ulicy Pieniężnego 18, co upamiętnia tablica pamiątkowa.
W 1914 miasto zostało na krótko zajęte przez wojska rosyjskie, które wycofały się z miasta po klęsce w bitwie pod Tannenbergiem. Po I wojnie światowej o przyszłej przynależności państwowej południowej części Prus Wschodnich zadecydował plebiscyt z 11 lipca 1920. 97,8% głosujących w Olsztynie opowiedziało się za pozostaniem miasta przy Niemczech. 1 stycznia 1923 ukonstytuowała się w Olsztynie 4. dzielnica Związku Polaków w Niemczech. Reprezentowała interesy Polaków z Warmii, Mazur i Powiśla. W latach 1921–1932 na skutek ruchu budowlanego, obszar zwartej zabudowy w Olsztynie wydatnie się rozszerzył. W owych latach zabudowę chaotyczną i nieuporządkowaną poddano znacznym zmianom zgodnie z założeniami urbanistycznymi ustalanymi w pracowniach architektów miejskich. Ruch budowlany wzrósł gwałtownie po 1933. Budowano wtedy tak dużo, że liczby oddawanych corocznie do użytku mieszkań stanowiły rekord w dotychczasowych dziejach Olsztyna. W tym czasie zostały zabudowane ulice w centrum i na Zatorzu m.in.: obecne ulice Kościuszki, Wojska Polskiego, Okrzei, Wyspiańskiego, Głowackiego, czy Emilii Plater. W latach 30. realizowano w Olsztynie koncepcję miasta ogrodu, dlatego wokół miasta powstał krąg osiedli powiązanych ze śródmieściem terenami zielonymi. W 1939 mieszkało w nim ponad 50 tys. osób.
Podczas II wojny światowej Okręg Pomorze Armii Krajowej zorganizował komórkę AK w Olsztynie o kryptonimie „Okno”, i dystrybuowano w rejonie polską prasę podziemną.

### Powrót do Polski i współczesność
22 stycznia 1945 Olsztyn zajęła Armia Czerwona. Zajęcie umocnionego miasta było efektem improwizowanej akcji kawaleryjskiego korpusu dowodzonego przez generała Nikołaja Oslikowskiego działającego z rozkazu dowódcy 2 Frontu Białoruskiego marszałka Konstantego Rokossowskiego. Korpus przemierzył 60 kilometrów lasami w zimową zadymkę by całkowicie zaskoczyć oddziały niemieckie, które poddały się bez większych walk. Po kilku dniach stacjonowania żołnierze radzieccy podpalili miasto – zniszczeniu uległo ok. 40% zabudowy.
21 marca 1945 o godz. 12:00 Jakub Prawin jako Pełnomocnik Rządu na Okręg Warmińsko-Mazurski przejął administrację Warmii i Mazur. Pozostała w Olsztynie ludność niemieckojęzyczna uległa wysiedleniu, na jej miejsce stopniowo napływali m.in. polscy osadnicy. W 1946 miasto liczyło 23 tys. mieszkańców, a w 1950 – 45 tys. Po 1945 Olsztyn jako stolica województwa znacznie się rozwinął. Przeniesiona została do niego z Fromborka siedziba kurii biskupiej (diecezjalnej, a od 1992 archidiecezjalnej). Zlokalizowano zakłady przemysłu gumowego – Olsztyńskie Zakłady Opon Samochodowych (1967), spożywczego, drzewnego, maszynowego, materiałów budowlanych i inne. Pod koniec lat 60. Olsztyn osiągnął 70 tys. mieszkańców. W tym czasie miasto dysponowało podobną liczbą zabudowy, co przed wojną. Na początku lat 70. ludność miasta przekracza liczbę 100 tys. mieszkańców. Szybko postępujący rozwój miasta, stworzył szereg problemów natury gospodarczej i technicznej. Nowe osiedla Olsztyna powstały na wschód i południowy wschód od dawnej, przedwojennej granicy zwartej zabudowy miasta. Spowodowane to było głównie tym, że miasto od północy ogranicza zwarty kompleks lasów, a stronę zachodnią zamykają trzy jeziora: Krzywe, Długie i Kortowskie. Komunikacja utrzymująca łączność centrum z peryferyjnymi dzielnicami absolutnie nie wystarczała. W 1965 zlikwidowano tramwaje, a sześć lat później również trolejbusy, wprowadzając w całym mieście jednolitą komunikację autobusową. 27 maja 1971 roku I sekretarz KC PZPR składa, razem z Mieczysławem Moczarem, wizytę w Olsztyńskich Zakładach Gumowych. Przełom w życiu politycznym oznaczało powstanie NSZZ „Solidarność”. W 1980 roku w mieście wybuchła tzw. „sprawa Wojnowskiego” – był on sekretarzem miejskim PZPR. Miejscowa „Solidarność” zarzuciła mu malwersacje przy budowie domu letniskowego w Pluskach. W jego obronie stanął dziennikarz Tadeusz Samitowski, który wyemitował reportaż broniący Wojnowskiego, w którym m.in. zestawił skromny dom Wojnowskiego z dużo bogatszym domem przywódcy miejskiej „Solidarności”. Sprawa zakończyła się odejściem z funkcji zarówno Wojnowskiego, jak i dziennikarza. W okresie stanu wojennego w mieście czynnie działała opozycja.
Po 1989 odtworzony został samorząd terytorialny, wybrano pierwszą demokratyczną radę i zarząd miasta. W 1990 Olsztyn przekroczył 163 tys. mieszkańców. W 1999 z połączenia trzech szkół wyższych powstał Uniwersytet Warmińsko-Mazurski. Obecnie widoczny jest dalszy rozwój miasta – szybka rozbudowa południowych osiedli mieszkaniowych (Jaroty, Pieczewo, Generałów) oraz dzielnicy przemysłowej (m.in. poprzez rozwój fabryki Michelin). Olsztyn jest jednym z niewielu miast posiadających dodatni współczynnik przyrostu naturalnego, jak też dodatnie saldo migracji.

## Warunki naturalne
| Rodzaj                                   | Powierzchnia | %      |
| ---------------------------------------- | ------------ | ------ |
| tereny rolne                             | 22,7 km²     | 25,8%  |
| tereny leśne i zadrzewione               | 20,2 km²     | 23,0%  |
| tereny osiedlowe                         | 20,4 km²     | 23,0%  |
| tereny przemysłowo-składowe              | 5,5 km²      | 6,3%   |
| tereny parków i zieleni                  | 1,7 km²      | 2,0%   |
| tereny usług ogólnomiejskich (w tym PKP) | 8,0 km²      | 9,2%   |
| tereny pod wodami                        | 9,4 km²      | 10,7%  |
| Powierzchnia miasta (Σ)                  | 88,0 km²     | 100,0% |

### Ukształtowanie terenu
Miasto leży w paśmie moren czołowych ostatniego zlodowacenia. Najwyższy punkt Olsztyna umiejscowiony jest na wysokości 155 m n.p.m., natomiast najniższy na 88 m n.p.m.

### Klimat
Olsztyn leży w strefie klimatu umiarkowanego ciepłego przejściowego. Jest to typowy klimat pojezierny. Uwarunkowany został głównie przez lokalne elementy środowiska (rzeźba terenu, lasy, jeziora). Klimat lokalny cechują średnie roczne opady, wynoszące ok. 600 mm. Średnia roczna temperatura powietrza wynosi ok. +7,2 °C z maksimum w lipcu ok. +17,3 °C i minimum w styczniu ok. –3,0 °C. Przeciętnie w ciągu roku opady występują przez ok. 160 dni, liczba dni z przymrozkami wynosi 140, natomiast pokrywa śnieżna zalega średnio przez 83 dni. W ciągu całego roku dominują wiatry południowo-zachodnie i zachodnie. Jesienią i zimą wzrasta udział wiatrów południowych, zaś wiosną i latem północno-zachodnich.

### Stosunki wodne

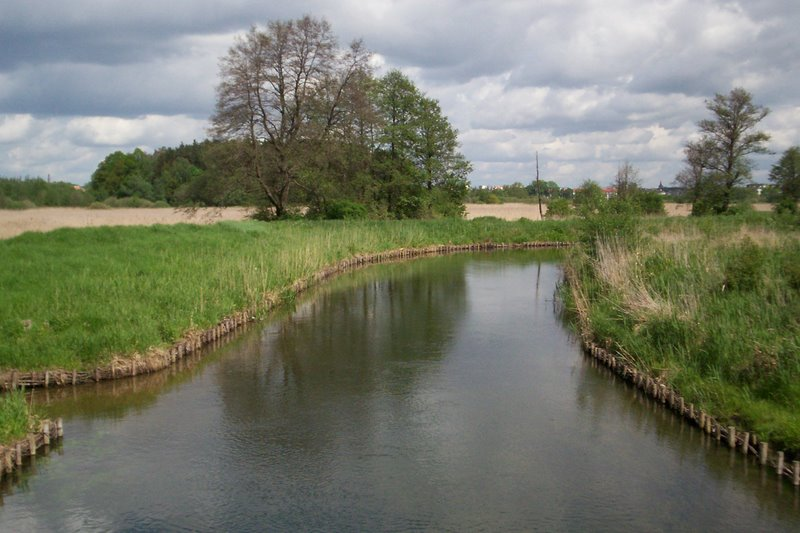
Koryto Łyny na os. Brzeziny

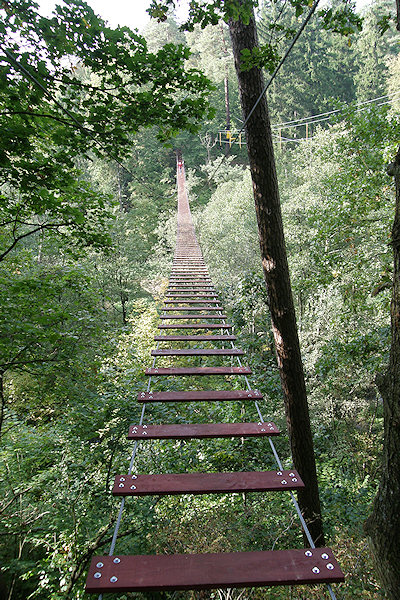
Most kładkowy w Lesie Miejskim w Olsztynie

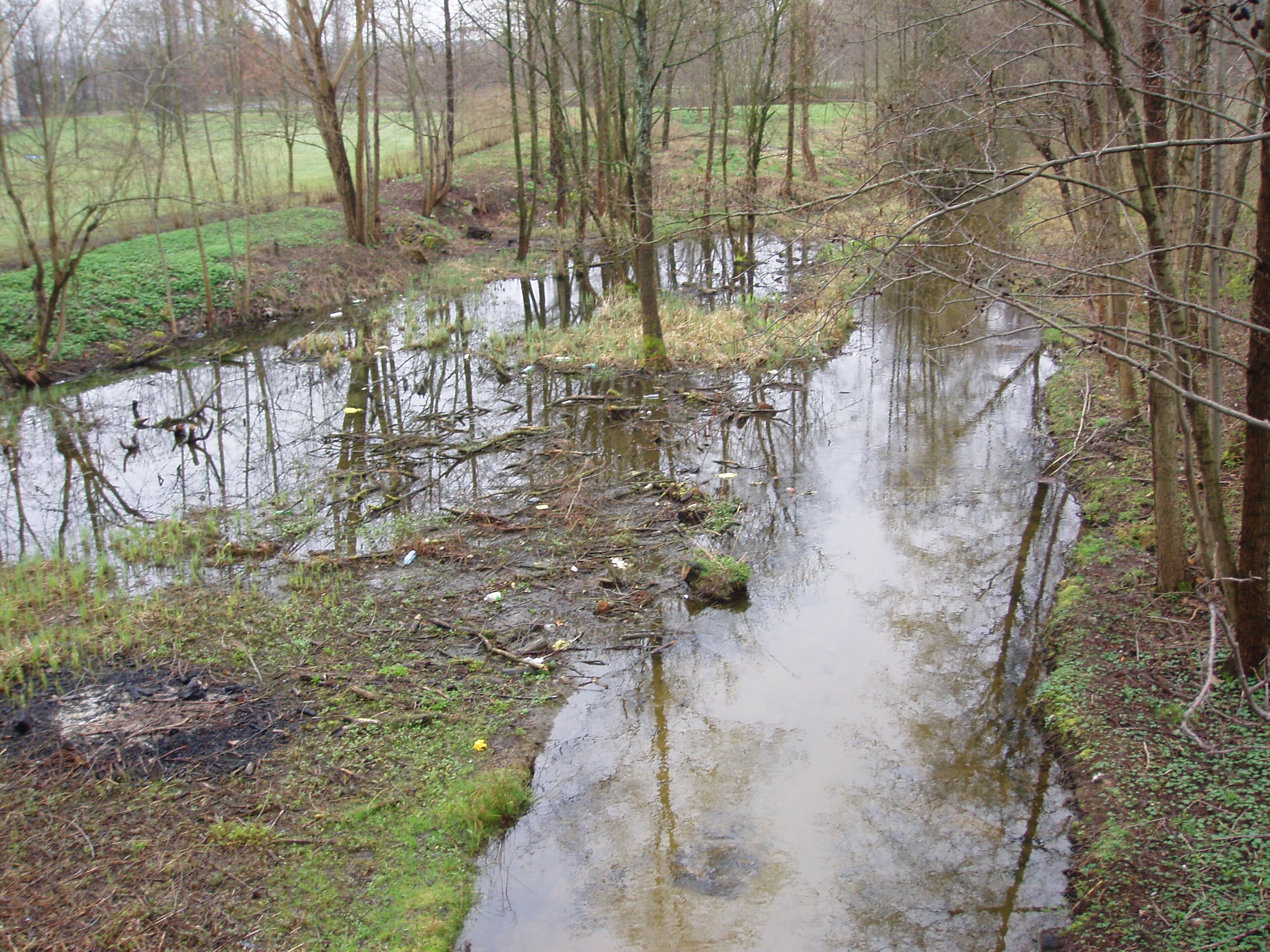
Kortówka w Kortowie, z lewej wiosenne rozlewiska

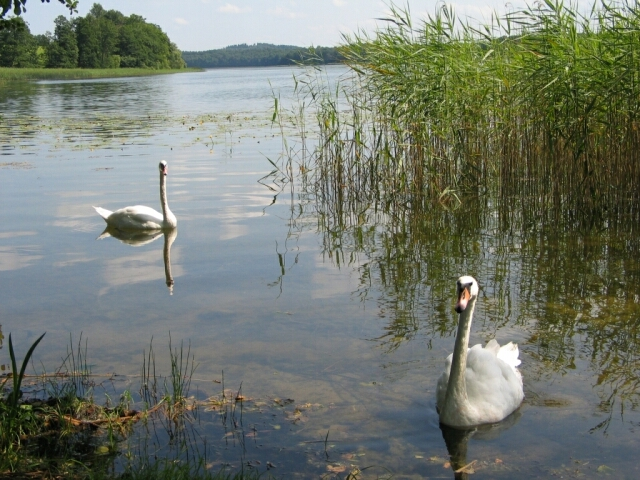
Jezioro Ukiel (Krzywe)

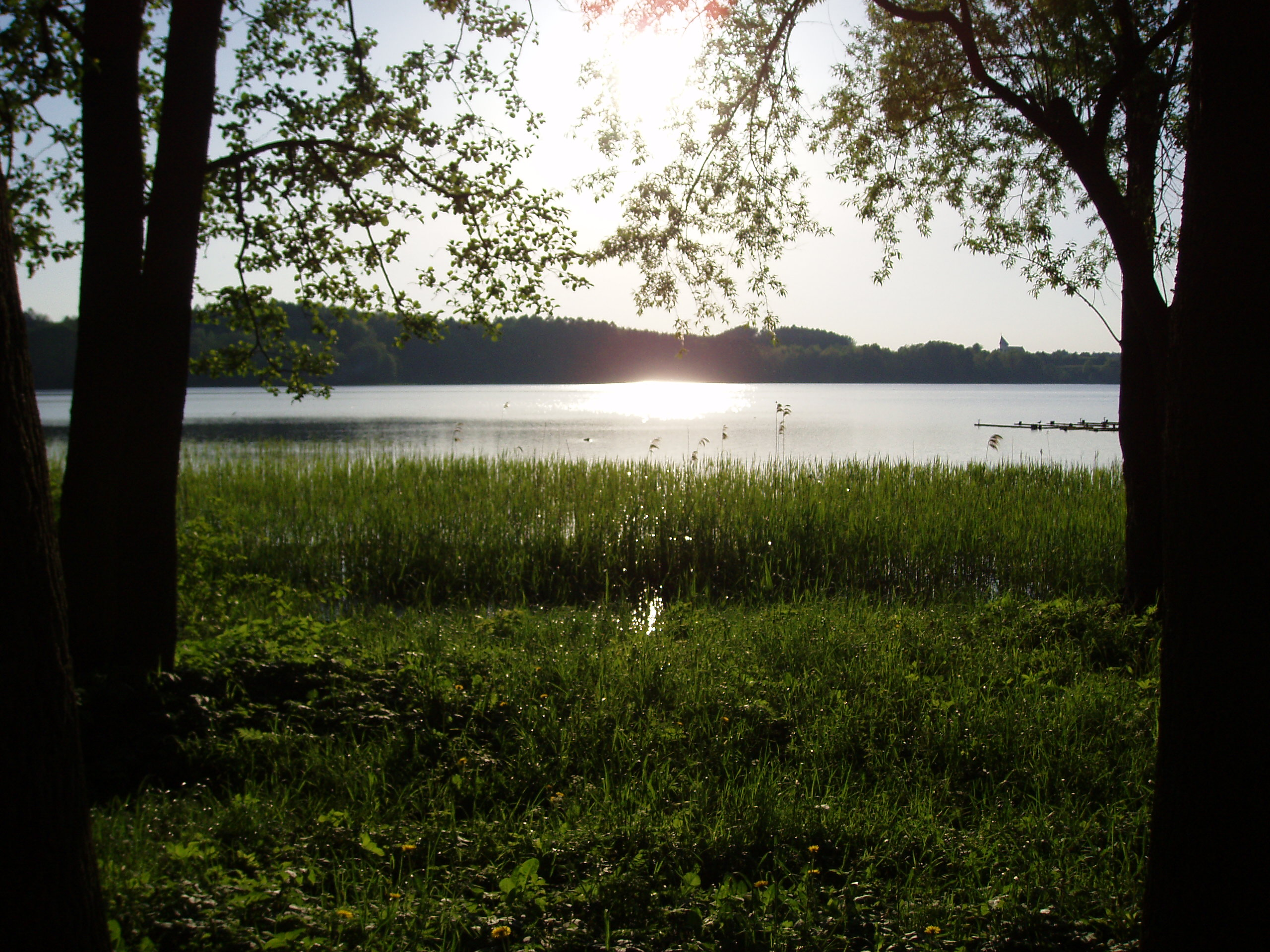
Jezioro Kortowskie o zachodzie słońca

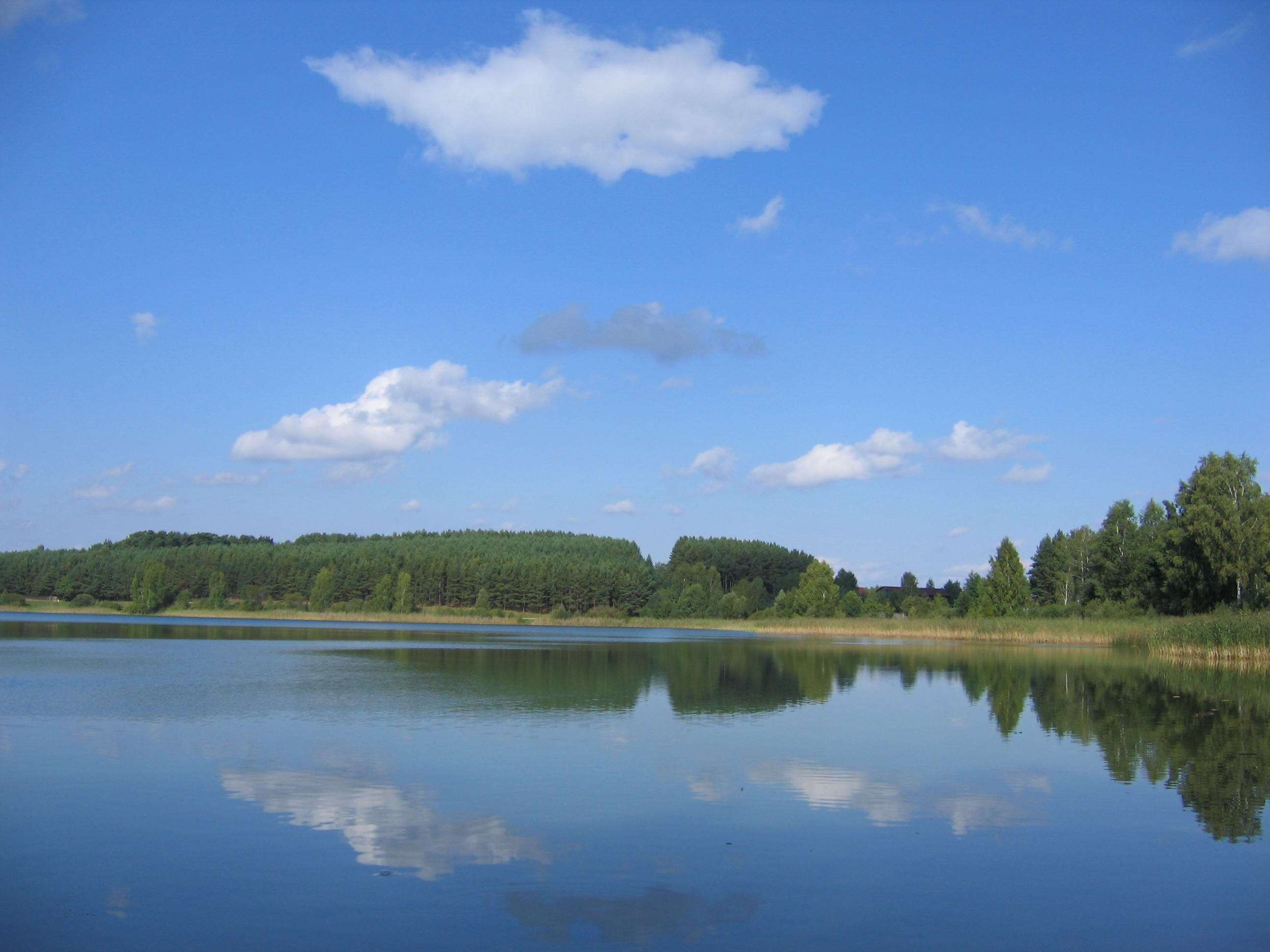
Tyrsko (Duży Żbik)

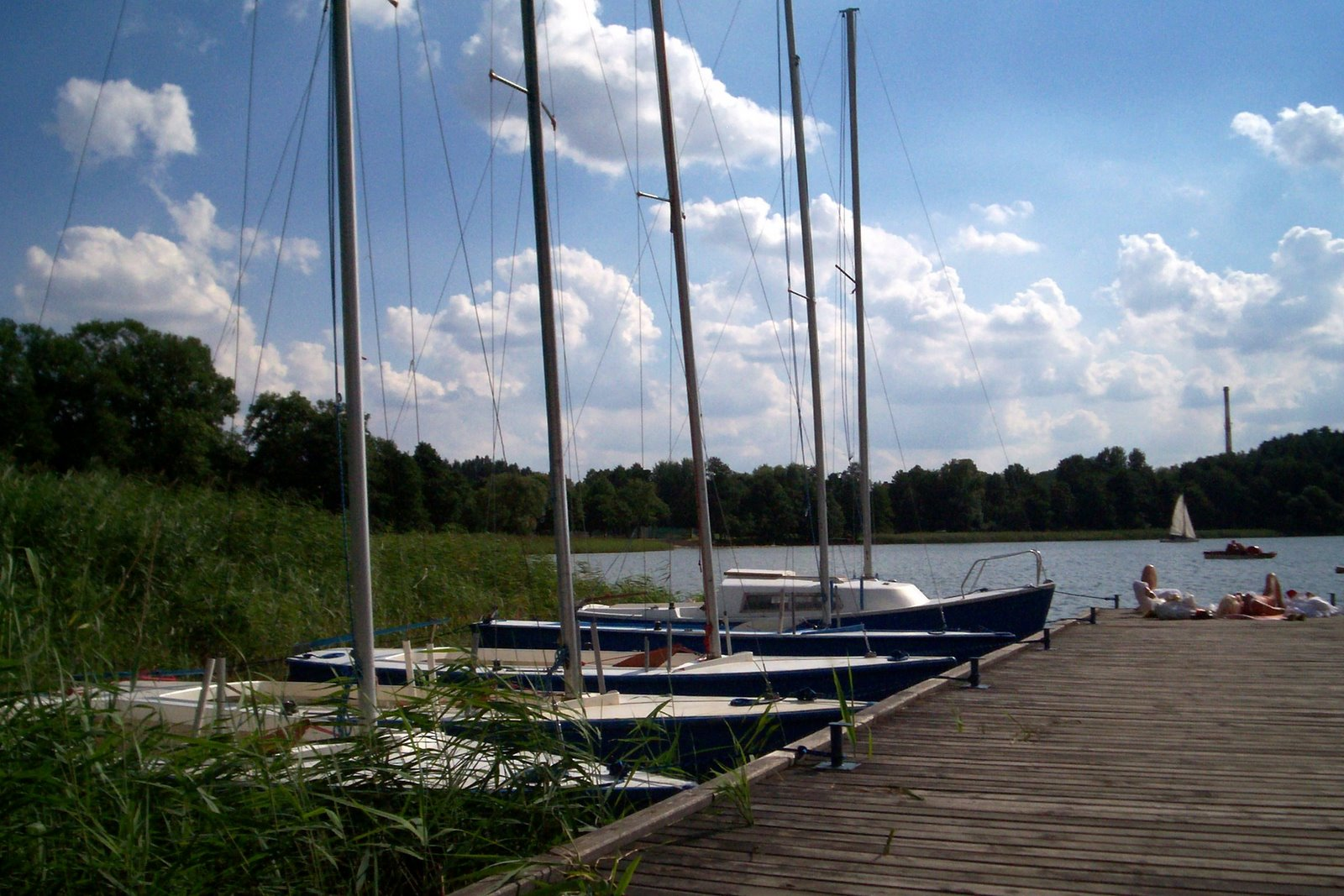
Przystań na jeziorze Kortowskim

Przez miasto Olsztyn przepływają 4 rzeki: Łyna, Wadąg, Kortówka i Skanda. W granicach administracyjnych miasta obecnie leży 15 jezior, w tym 13 o powierzchni powyżej 1 ha.
Łącznie powierzchnia jezior w Olsztynie wynosi około 720 ha (8,15% powierzchni miasta). Ich rozmieszczenie jest nierównomierne na korzyść części zachodniej, gdzie jeziorność wynosi 40% (w części wschodniej 8%).
W przeszłości na obszarze miasta znajdowało się więcej jezior, które po przejęciu przez prywatnych inwestorów w drugiej połowie XIX wieku poddane zostały osuszeniu. W wyniku osuszenia z powierzchni Olsztyna zniknęły liczne stawy oraz jeziora: Motka, Małe Klebarskie, Płocidugi czy Pelnogi (Połnogi) oraz jezioro Fajferek, nad którym w 1845 roku ówczesny Zarząd Miejski otworzył kąpielisko.
Obecnie, na obszarze miasta funkcjonuje 5 oficjalnych kąpielisk:
1. Kąpielisko Nr 1 Plaża Miejska w Olsztynie przy ul. Kapitańskiej (akwen Jeziora Ukiel)
2. Kąpielisko Nr 2 Plaża Miejska w Olsztynie przy ul. Kapitańskiej (akwen Jeziora Ukiel)
3. Kąpielisko Nr 3 Plaża Miejska w Olsztynie przy ul. Kapitańskiej (akwen Jeziora Ukiel)
4. Kąpielisko Słoneczna Polana w Olsztynie przy ul. Sielskiej 38 (akwen Jeziora Ukiel)
5. Kąpielisko Skanda w Olsztynie przy ul. Plażowej (akwen Jeziora Skanda)

### Przyroda
Olsztyńskie lasy zajmują ponad 1800 ha (21,2% powierzchni miasta). Ponad połowa to zwarty kompleks Lasu Miejskiego (1050 ha), pełniący przede wszystkim funkcje terenów rekreacyjno-wypoczynkowych oraz turystyczno-krajoznawczych.
Zieleń miejska zajmuje 560 ha (6,5% powierzchni miasta). Urządzona jest w postaci licznych parków (m.in. Park Kusocińskiego, Park Zamkowy), zieleńców, skwerów oraz trzech ponad stuletnich cmentarzy.
Na terenie Olsztyna znajdują się obecnie dwa rezerwaty przyrody roślinności torfowej:
- Mszar – typ: torfowiskowy, przedmiot ochrony: torfowisko śródleśne porośnięte borem sosnowym, powierzchnia: 4,45 ha, ustanowiony w 1953 r.[67][68]
- Redykajny – typ: torfowiskowy, przedmiot ochrony: śródleśne torfowisko w lesie miejskim Olsztyna, powierzchnia: 10,38 ha, ustanowiony w 1948 r.[68][69]

W przeszłości na obecnym terenie miasta znajdował się rezerwat przyrody:
- Jezioro koło Gutkowa (obszaru jeziora Tyrsko) – przedmiot ochrony: jezioro typu oligotroficznego ze stanowiskiem poryblinu jeziornego, powierzchnia 20,70 ha, ustanowiony w 1957 r.[70] Rezerwat położony był na terenie obecnego osiedla Gutkowo. Obejmował swym zasięgiem obszar jez. Tyrsko (jez. Gutkowskiego). Został on zlikwidowany w 1987 r.[71], a przy brzegu jeziora wzniesiono hotel.

Doliny rzek Łyny i Wadąg są objęte Obszarem Chronionego Krajobrazu Doliny Środkowej Łyny” („OChK Doliny Środkowej Łyny”), ich części leżą na terenie Olsztyna.
W mieście znajdują się 33 pomniki przyrody ożywionej i 1 nieożywionej.

## Demografia
W 2000 Olsztyn przekroczył liczbę 172 tys. mieszkańców. Szacuje się, że wówczas na każdego olsztynianina przypadło średnio 139 m² lasu miejskiego, 3,5 m² parku, 43,5 m² powierzchni wód znajdujących się w granicach miasta.
Tab. Liczba ludności Olsztyna od 1770 roku
Najwyższą liczbę ludności w Olsztynie odnotowano w 2009 roku – 176 457 mieszkańców.
Olsztyn wg stanu na 31 grudnia 2023 miał 167 311 mieszkańców, powierzchnię 88,33 km² i gęstość zaludnienia 1894,4 os./km².
Zgodnie z danymi GUS z 31 grudnia 2023, proporcja liczby kobiet do liczby mężczyzn w Olsztynie wyniosła 89 841 kobiety na 77 830 mężczyzn, co daje stosunek 115 kobiet na 100 mężczyzn. W roku 2023 udzielono 670 ślubów, na świat przyszło 1295 dzieci, zmarły 1732 osoby, w tym 7 niemowląt. Przyrost naturalny w Olsztynie wyniósł -437 (-2,60 na 1000 mieszkańców). W wieku przedprodukcyjnym znajdowało się 17,1% populacji, w wieku produkcyjnym 58,0%, a w wieku poprodukcyjnym 24,9% ludności. Saldo migracji w 2023 roku wyniosło -417 osoby. Wg danych za czerwiec 2024 roku stopa bezrobocia rejestrowanego wyniosła 2,0%.
Struktura demograficzna mieszkańców miasta Olsztyn (31 grudnia 2007)
| Opis                                | Ogółem  | Ogółem | Kobiety | Kobiety | Mężczyźni | Mężczyźni |
| ----------------------------------- | ------- | ------ | ------- | ------- | --------- | --------- |
| Jednostka                           | osób    | %      | osób    | %       | osób      | %         |
| Populacja                           | 175 710 | 100    | 94 205  | 53,61   | 81 505    | 46,39     |
| Wiek przedprodukcyjny (0–17 lat)    | 30 193  | 17,18  | 14 853  | 8,45    | 15 340    | 8,73      |
| Wiek produkcyjny (18–65 lat)        | 119 642 | 68,09  | 61 557  | 35,03   | 58 085    | 33,06     |
| Wiek poprodukcyjny (powyżej 65 lat) | 25 875  | 14,73  | 17 795  | 10,13   | 8080      | 4,6       |

### Pochodzenie
Powojenna ludność Olsztyna w przeważającej mierze była ludnością napływową, choć istniała też spora społeczność autochtoniczna (ok. 10% ludności). Przedwojenni niemieccy mieszkańcy miasta zostali po 1945 roku wysiedleni, a na ich miejsce napłynęli w zdecydowanej większości Polacy. Według prof. Leszka Kosińskiego, struktura ludnościowa Olsztyna w 1950 roku pod względem pochodzenia terytorialnego przedstawiała się następująco:
| Pochodzenie                 | Liczba mieszkańców | Procentowo |
| --------------------------- | ------------------ | ---------- |
| Obszary w granicach ZSRR    | 16 894             | 38,54%     |
| Woj. warszawskie z Warszawą | 11 332             | 25,85%     |
| Woj. białostockie           | 3 039              | 6,93%      |
| Woj. bydgoskie              | 1 374              | 3,14%      |
| Woj. olsztyńskie            | 1 213              | 2,77%      |
| Woj. lubelskie              | 1 095              | 2,50%      |
| Woj. łódzkie z Łodzią       | 821                | 1,87%      |
| Woj. kieleckie              | 722                | 1,65%      |
| Woj. poznańskie             | 676                | 1,54%      |
| Woj. krakowskie             | 567                | 1,30%      |
| Woj. rzeszowskie            | 430                | 0,98%      |
| Woj. katowickie             | 399                | 0,91%      |
| Woj. gdańskie               | 256                | 0,58%      |
| Pozostali                   | 596                | 1,36%      |
| Ludność napływowa ogółem    | 39 414             | 89,92%     |
| Autochtoni                  | 4 417              | 10,08%     |
| Ogółem                      | 43 831             | 100%       |

## Gospodarka

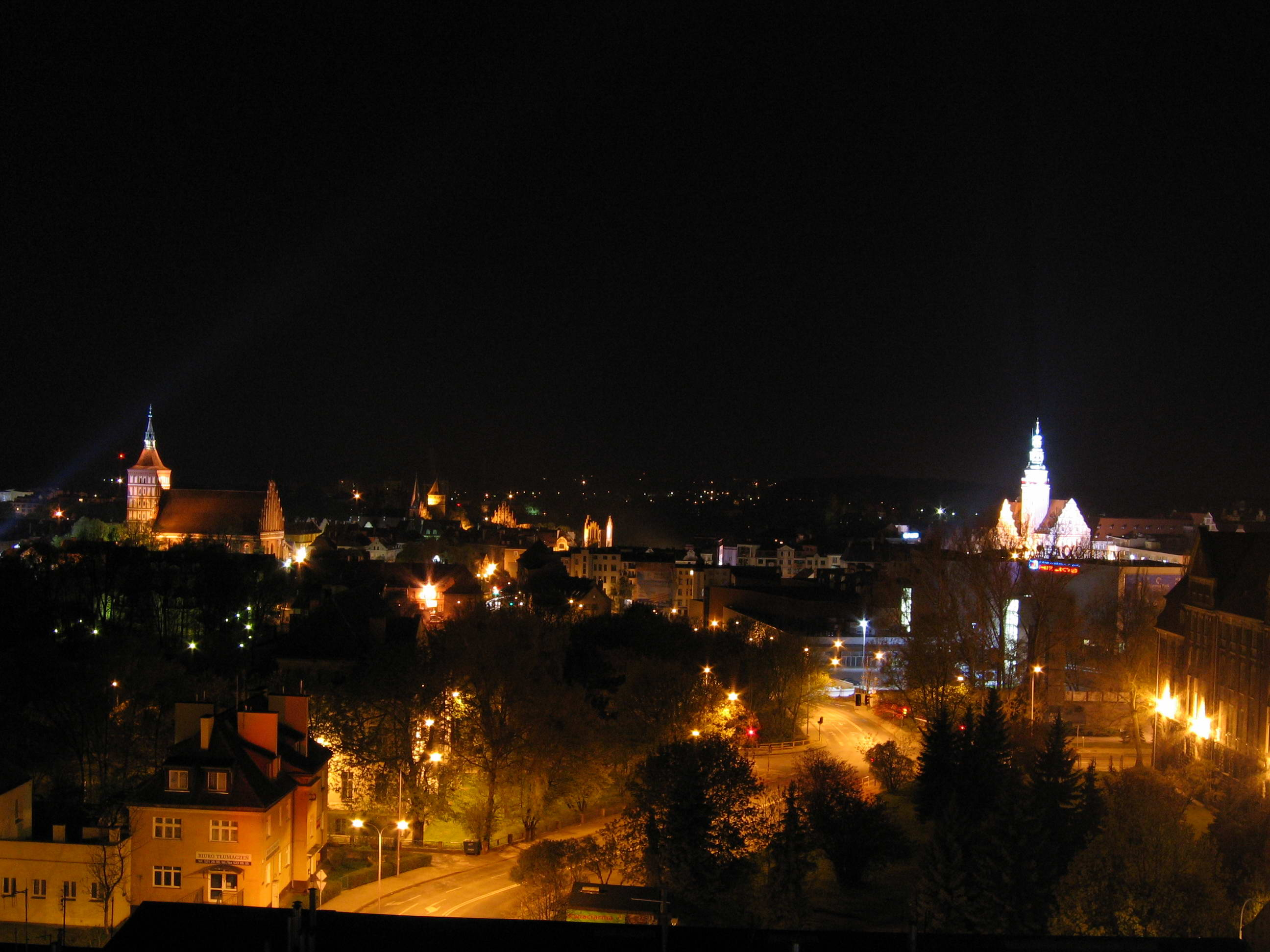
Olsztyn nocą

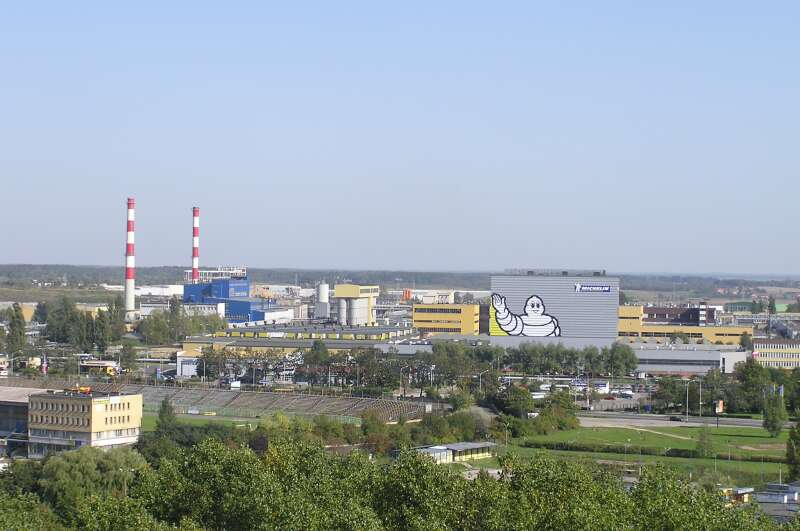
Fabryka opon Michelin

Do XIX wieku Olsztyn był miastem niewyróżniającym się pod względem rozwoju gospodarczego spośród innych miast Warmii. Sytuacja zmieniła się w 2. połowie XIX w. W ciągu 30 lat liczba mieszkańców powiększyła się ponad czterokrotnie. Zlokalizowano tam garnizon wojskowy, Olsztyn stał się węzłem kolejowym i drogowym, utworzono rejencję oraz przyznano mu status miasta wydzielonego na prawach powiatu.
W końcu grudnia 2010 liczba zarejestrowanych bezrobotnych w Olsztynie obejmowała ok. 5863 mieszkańców, co stanowi stopę bezrobocia na poziomie 6,9% do aktywnych zawodowo.
W miejscowości działało Państwowe Gospodarstwo Rybackie Olsztyn.

### Przemysł
W końcu XIX w. miasto wyróżniało się dzięki dwóm fabrykom maszyn: Karla Roenscha (przy dzisiejszej ul. Partyzantów) oraz spółki Beyer i Thiel (przy dzisiejszej al. Niepodległości), a także fabryce zapałek Juliusza Landedorfa (przy obecnej al. Piłsudskiego). W 1914 funkcjonowało już ok. 60 zakładów przemysłowych, m.in.: 2 zakłady mleczarskie, 2 młyny, 3 drukarnie, fabryka musztardy, 4 browary, 7 tartaków, 9 fabryczek mebli, 7 cegielni, 2 kaflarnie, 3 fabryki wozów, wytwórnia batów, fabryka rękawiczek, fabryka koszów, 2 fabryki grzebieni, 7 pralni chemicznych i farbiarni.
Szybki wzrost gospodarczy Olsztyn przeżył również po II wojnie światowej, kiedy miasto stało się ośrodkiem administracyjnym Warmii i Mazur. Zlokalizowano tam przemysł dotąd nieistniejący na Warmii jak Olsztyńskie Zakłady Opon Samochodowych (otwarte 1967), znacznie rozbudowano zakłady oparte na przetwórstwie płodów rolnych oraz przemysł drzewny.
Obecnie Olsztyn, obok Dębicy, jest głównym ośrodkiem przemysłu oponiarskiego (fabryka opon Michelin), drzewnego i meblarskiego – Mazur Comfort, Mebelplast, Mazurskie Meble Trading Sp. z o.o., spożywczego (mięsny, mleczarski, młynarski, browar) – Grupa Indykpol, Grupa Polmlek, Browar Kormoran, Chłodnia Olsztyn, odzieżowego – Wardom, Yakan, środków transportu Grupa DBK, materiałów budowlanych, poligraficznego – Olsztyńskie Zakłady Graficzne, Olsztyńskie Kopalnie Surowców Mineralnych.

### Centra handlowe

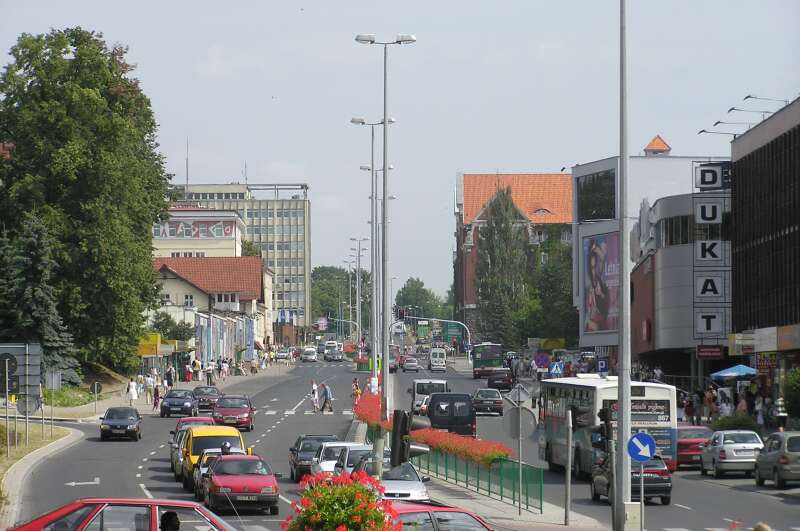
Śródmieście – aleja Piłsudskiego

- Centrum Handlowe „Jakub”, pl. Jedności Słowiańskiej 1
- Aura Centrum Olsztyna, al. Piłsudskiego 16
- Centrum Handlowe „Gracja”, ul. Wyszyńskiego 7
- Centrum Handlowe „H&B”, ul. Wilczyńskiego 25e
- Centrum Handlowe „Manhattan”, pl. Pułaskiego 7
- Centrum Handlowe „Dukat”, al. Piłsudskiego 10
- Centrum Handlowe „Dekada”, ul. Partyzantów 63
- Galeria Warmińska, ul. Tuwima 26

## Transport

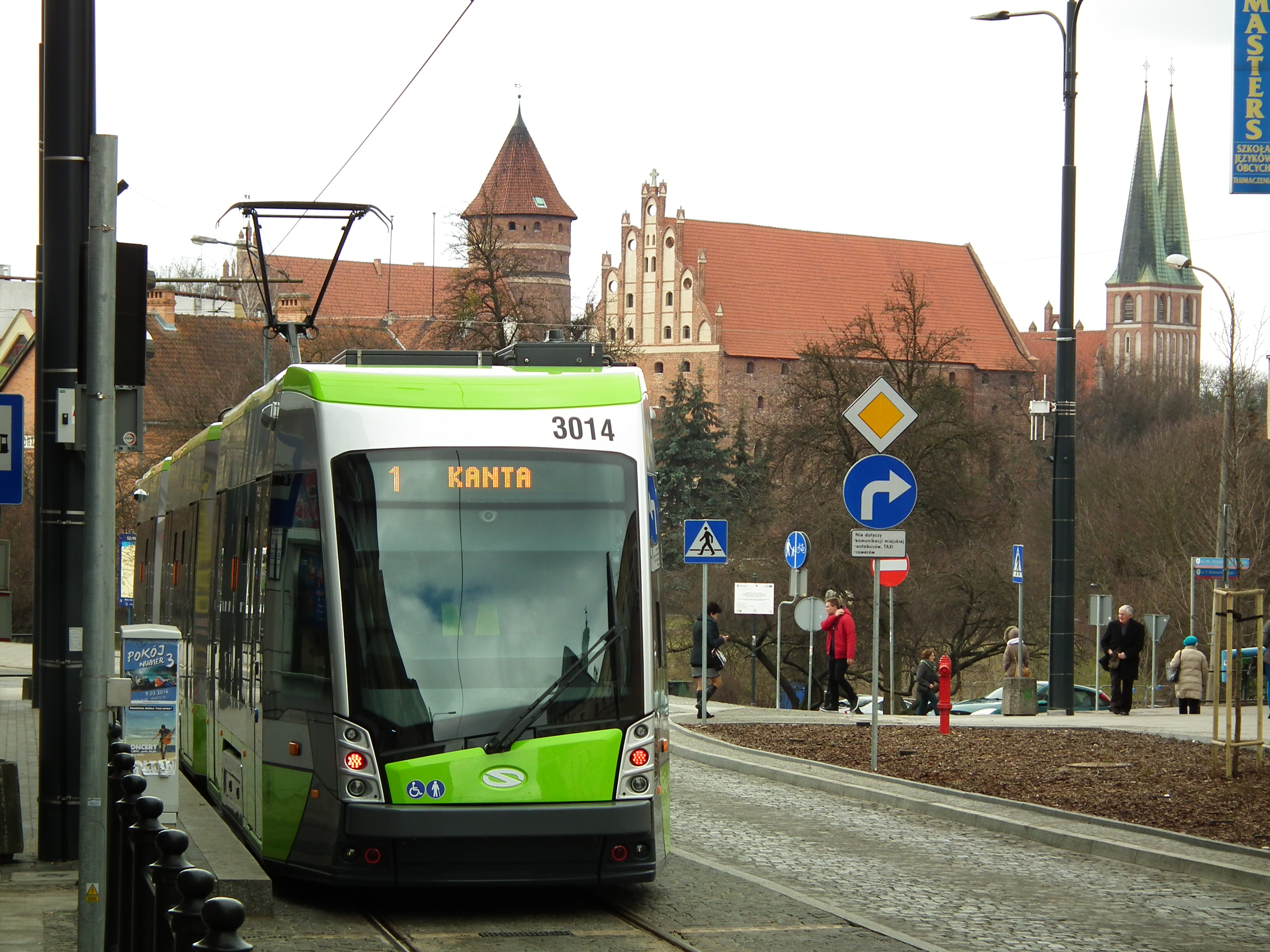
Olsztyński tramwaj Solaris Tramino

### Komunikacja miejska
System komunikacji miejskiej w Olsztynie istnieje od 1907. W latach 1907–1965 i od 2015 w jego skład wchodzą linie tramwajowe, a w latach 1939–1971 wchodziły również trolejbusowe.
Podstawą transportu publicznego w mieście jest 36 linii autobusowych (w tym 26 linii zwykłych, 3 linie dowozowe do tramwaju, 5 linii okresowych oraz 2 linie nocne) oraz reaktywowana trakcja tramwajowa funkcjonująca od 19 grudnia 2015 r. (3 linie normalne otwarte w 2015 roku, 2 linie na Pieczewo otwarte na przełomie 2023 i 2024 roku).
Wszystkie linie koordynowane są przez Zarząd Dróg Zieleni i Transportu w Olsztynie. Głównym przewoźnikiem na terenie miasta jest MPK Olsztyn, na stanie którego znajduje się 150 autobusów oraz 27 tramwajów (3 grudnia 2022). Część przejazdów realizuje też prywatne konsorcjum firm. Od 2016 r. oprócz zwykłych biletów papierowych do przejazdów środkami komunikacji miejskiej stosowana jest Olsztyńska Karta Miejska.

### Transport drogowy

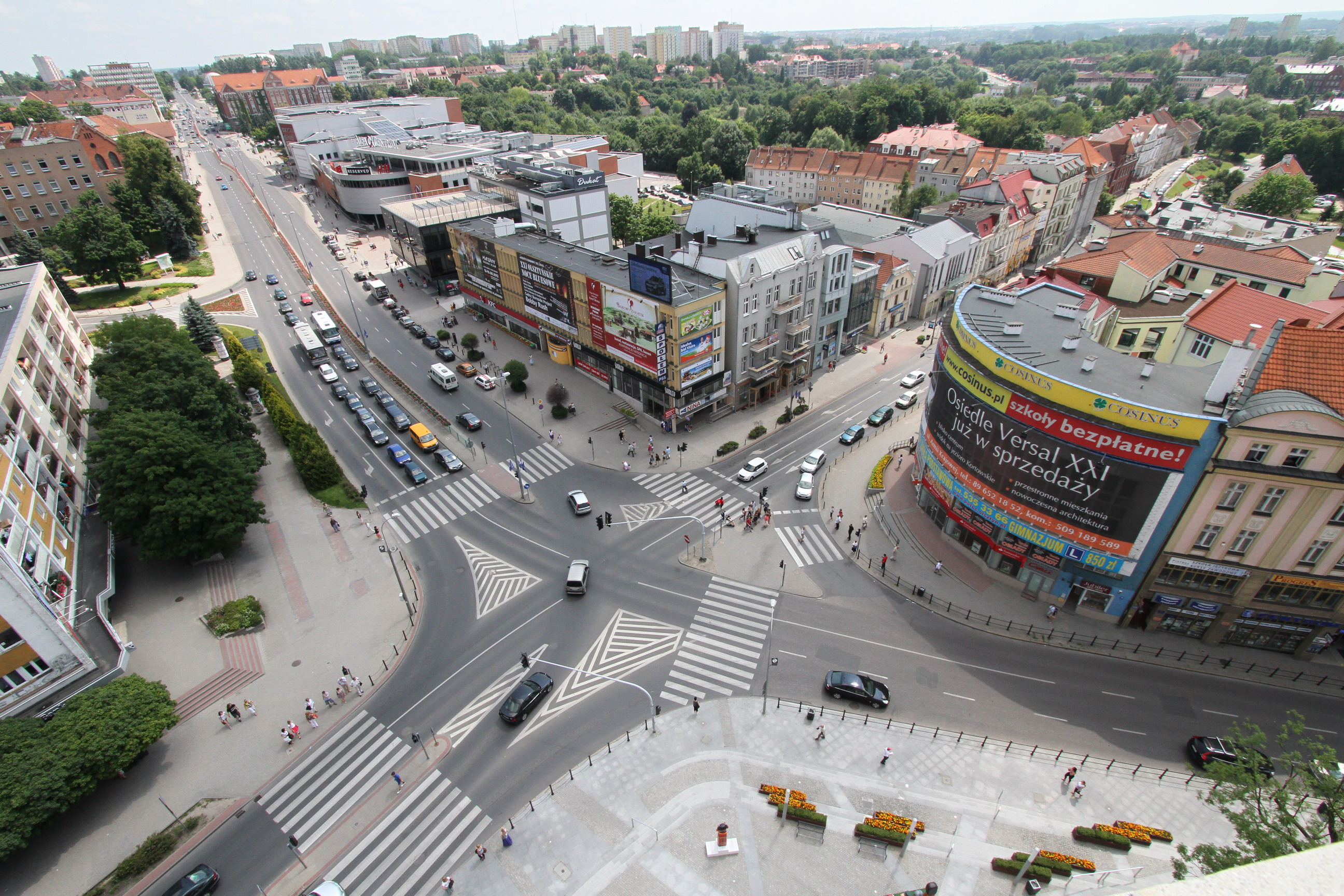
Plac Jana Pawła II

W 2006 w Olsztynie było 13 km powiatowych dróg publicznych o twardej nawierzchni ulepszonej i 170 km dróg publicznych o twardej nawierzchni, w tym 164 km posiadają nawierzchnie ulepszoną (31 grudnia 2006).
| Droga                   | Trasa                           |
| ----------------------- | ------------------------------- |
| Droga krajowa nr 16     | Grudziądz – Olsztyn – Ogrodniki |
| Droga krajowa nr 51     | Olsztynek – Olsztyn – Bezledy   |
| Droga krajowa nr 53     | Olsztyn – Szczytno – Ostrołęka  |
| Droga wojewódzka nr 527 | Olsztyn – Pasłęk – Dzierzgoń    |
| Droga wojewódzka nr 598 | Olsztyn – Zgniłocha             |

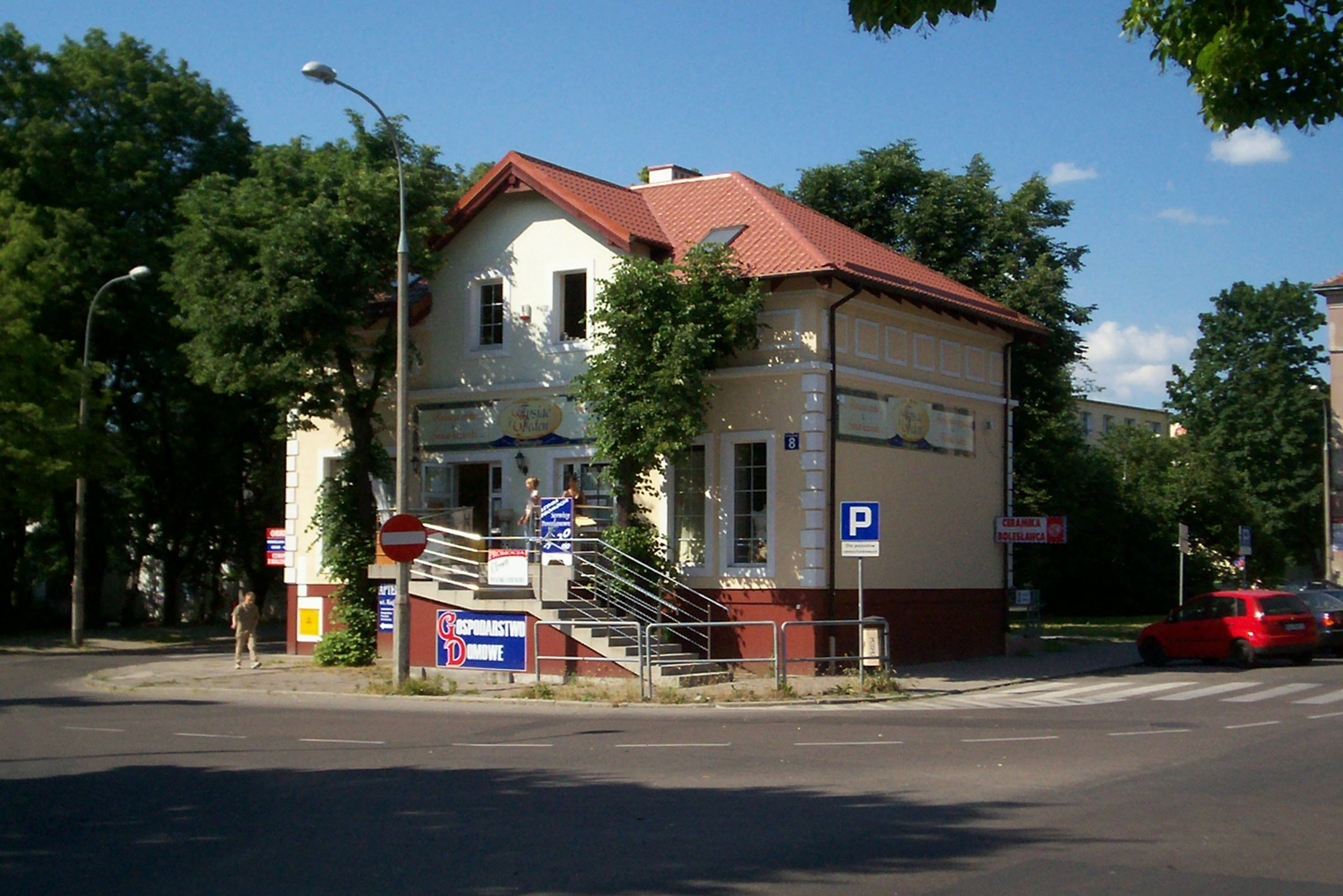
Śródmieście – Kwadratowe rondo

Od 2019 Olsztyn posiada obwodnicę, która została podzielona na odcinki. Stan realizacji poszczególnych odcinków obwodnicy jest na etapie:
- cz. obwodnicy południowej (10 km) w ciągu drogi krajowej nr 16 (od węzła Olsztyn Zachód do Olsztyn Południe) – zbudowana
- cz. obwodnicy południowej (14,7 km) w ciągu drogi ekspresowej S51 oraz drogi ekspresowej S16 (od węzła Olsztyn Południe do Olsztyn Wschód) – zbudowana
- cz. obwodnicy północno-wschodniej (11,1 km) w ciągu drogi krajowej nr 51 – planowana

Jednocześnie trwają prace lobbingowe na rzecz modernizacji dróg krajowych w regionie oraz nt. budowy na ich podłożu dróg ekspresowych. W zamierzeniu podejmowane są tematy budowy drogi ekspresowej S16 w okolicach Mrągowa i Ełku oraz drogi ekspresowej S51.

### Transport kolejowy

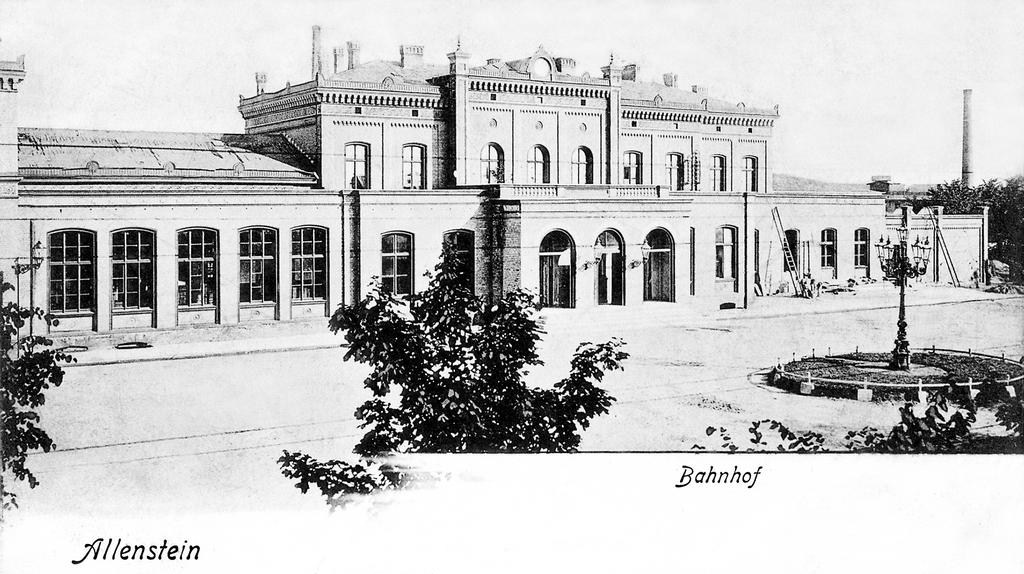
Dawny budynek dworca głównego

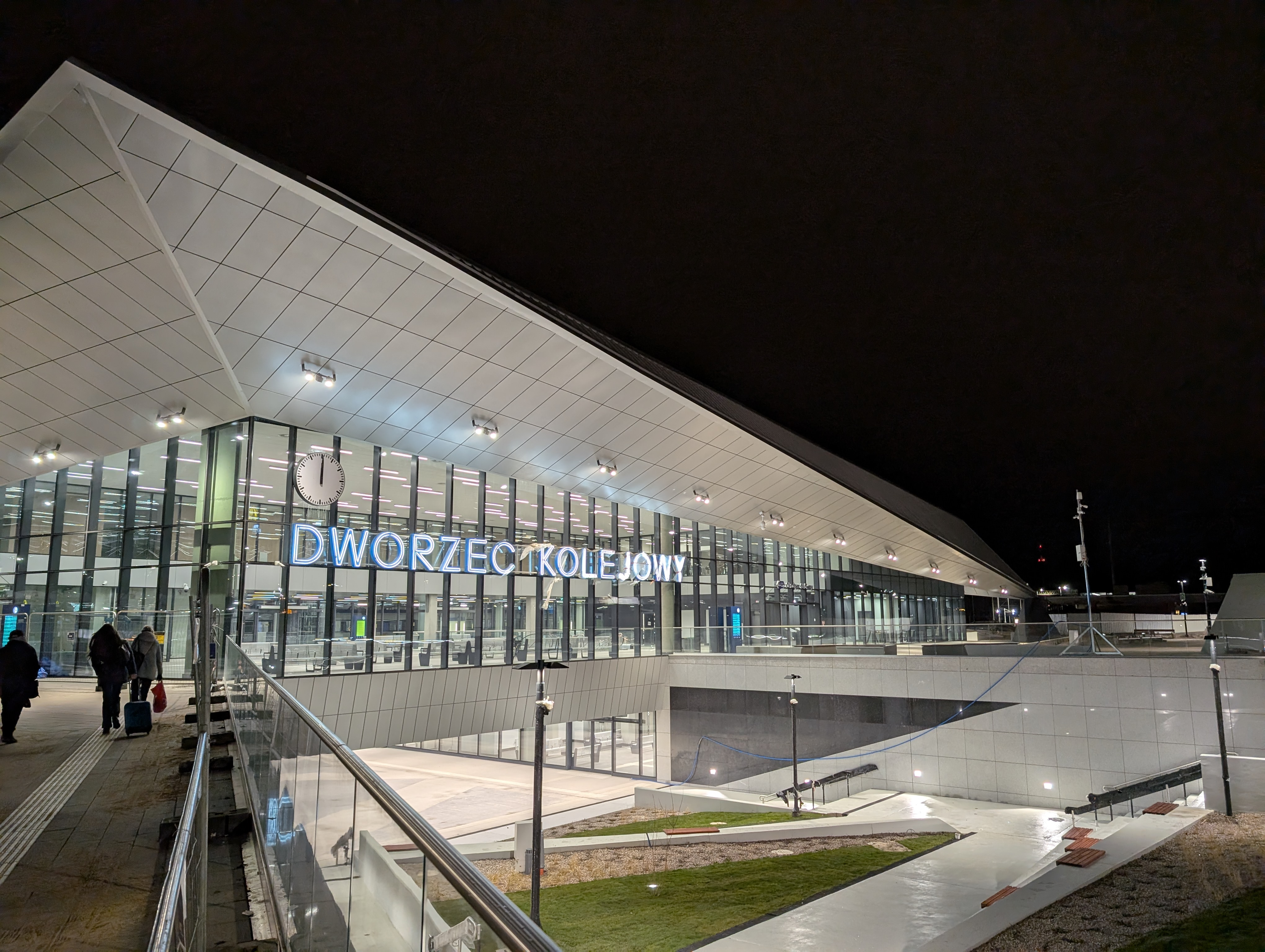
Gmach nowego dworca kolejowego, otwartego w lutym 2025 roku.

Pierwsza linia kolejowa przechodząca przez Olsztyn otwarta została w 1872. Wkrótce Olsztyn stał się węzłem kolejowym regionu.
| Linia     | Trasa                      |
| --------- | -------------------------- |
| Linia 216 | Działdowo – Olsztyn Główny |
| Linia 219 | Olsztyn Główny – Ełk       |
| Linia 220 | Olsztyn Główny – Bogaczewo |
| Linia 353 | Poznań Wschód – Skandawa   |

Miasto posiada pięć stacji kolejowych, w tym trzy kolejowe przystanki osobowe z funkcjonującymi dworcami oraz dwa nowe przystanki osobowe:
- Olsztyn Dajtki – kolejowy przystanek osobowy (2 perony oddane do użytku w 2018)
- Olsztyn Główny – stacja, przystanek i dworzec
- Olsztyn Gutkowo – stacja, przystanek i dworzec
- Olsztyn Kortowo – stacja (bocznica szlakowa, wcześniej mijanka)
- Olsztyn Śródmieście – kolejowy przystanek osobowy (2 perony)
- Olsztyn Zachodni – stacja, przystanek i dworzec
- Olsztyn Redykajny – kolejowy przystanek osobowy (1 peron oddany do użytku w 2021)
- Olsztyn Likusy – kolejowy przystanek osobowy, mijanka (1 peron wsypowy dwukrawędziowy oddany do użytku w 2021)
- Olsztyn Jezioro Ukiel – kolejowy przystanek osobowy (1 peron oddany do użytku w 2021)

W 2021 roku ukończona została budowa trzech nowych przystanków osobowych: Olsztyn Likusy (odbudowa dawnej mijanki, obejmująca 2 perony) oraz Olsztyn Redykajny (1 peron), Olsztyn Jezioro Ukiel (1 peron) oraz dobudowa drugiego peronu na przystanku Olsztyn Śródmieście. Rozbudowa obecnych i budowa nowych przystanków kolejowych jest związana z planami utworzenia systemu kolei miejskiej i regionalnej. Z Olsztyna można dojechać „szynobusem” do Portu Lotniczego Olsztyn-Mazury; godziny odjazdów połączeń kolejowych są dostosowane do odlotów i przylotów samolotów z tego portu.

### Transport lotniczy

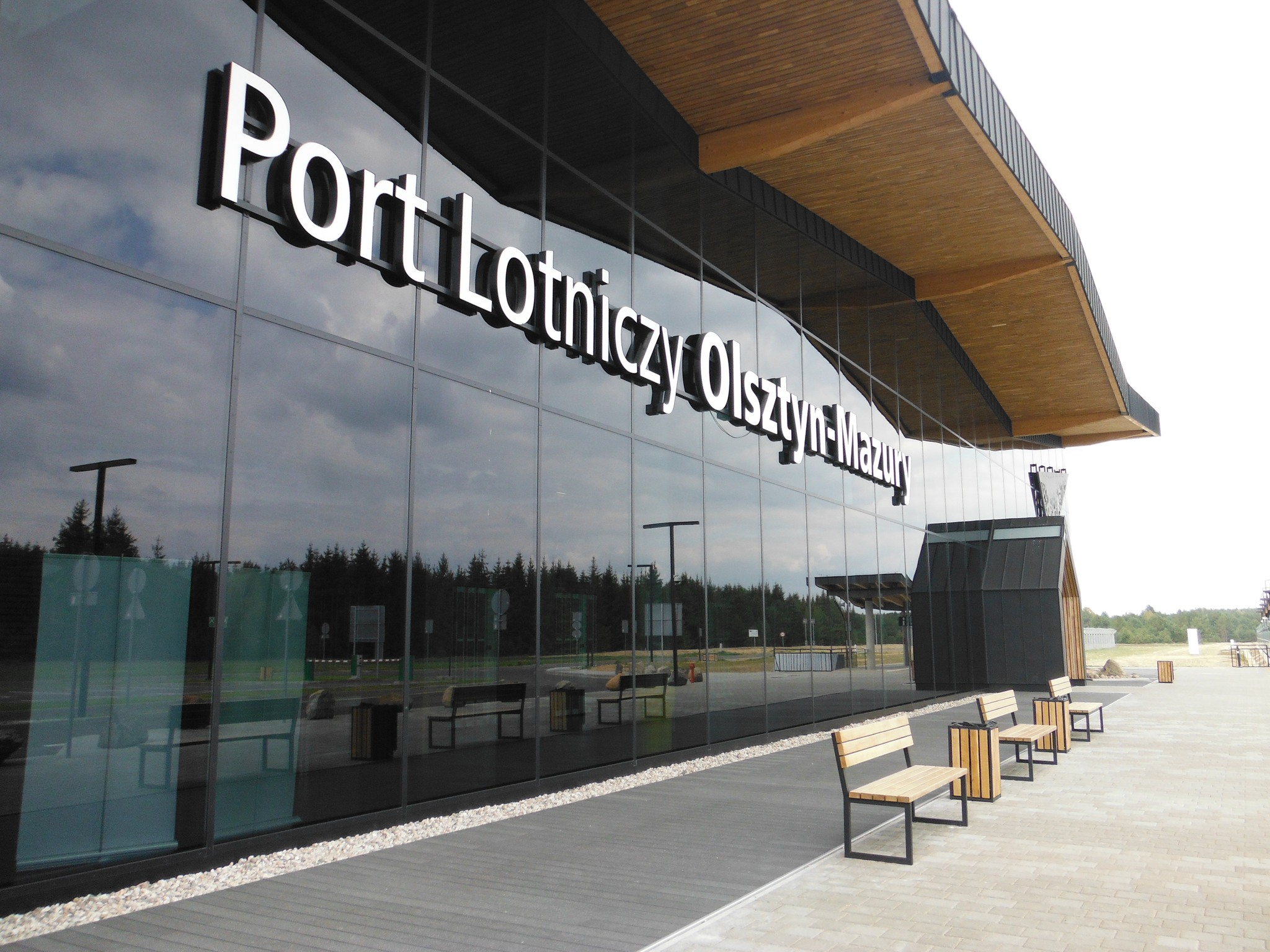
Port lotniczy Olsztyn-Mazury

W granicach administracyjnych Olsztyna funkcjonuje:
- cywilno-sportowe Lotnisko Olsztyn-Dajtki zlokalizowane na terenie dawnej wsi Dajtki (obecnie osiedle w granicach miasta) w odległości ok. 4,5 km od centrum miasta.
- sanitarne Lądowisko Olsztyn-Szpital zlokalizowane na terenie Wojewódzkiego Szpitala Specjalistycznego przy ul. Żołnierskiej 18
- sanitarne Lądowisko Olsztyn-Szpital SP ZOZ MSW zlokalizowane na dachu budynku SP ZOZ MSW przy al. Wojska Polskiego 37

W styczniu 2016 roku został otwarty port lotniczy Olsztyn-Mazury, oddalony o około 55 km od centrum miasta. Port Lotniczy obsługuje zarówno regularne, jak i czarterowe loty do kilku europejskich miast. Połączenia są obsługiwane m.in. przez tanie linie lotnicze (Wizzair i Ryanair), a także przez LOT oraz przewoźników czarterowych.
Do lotniska można dojechać z Olsztyna m.in. szynobusem (czas dojazdu ok. 1 godz.) oraz przewoźnikiem autobusowym. Połączenia są dopasowane do godzin lotów.

## Bezpieczeństwo publiczne
W Olsztynie znajduje się centrum powiadamiania ratunkowego, które obsługuje zgłoszenia alarmowe kierowane do numerów alarmowych 112, 997, 998 i 999.

### Szpitale publiczne
- Uniwersytecki Szpital Kliniczny
- Wojewódzki Szpital Specjalistyczny
- Miejski Szpital Zespolony
- Wojewódzki Specjalistyczny Szpital Dziecięcy
- Samodzielny Publiczny ZOZ MSWiA z Warmińsko–Mazurskim Centrum Onkologii
- Wojewódzki Zespół Lecznictwa Psychiatrycznego
- Samodzielny Publiczny Zespół Gruźlicy i Chorób Płuc

### Szpitale niepubliczne
- Szpital Położniczy

W Olsztynie funkcjonuje Miejski Portal Bezpieczeństwa – Bezpieczny Olsztyn.

## Oświata i nauka
Olsztyn jest największym ośrodkiem edukacyjnym województwa warmińsko-mazurskiego. W obszarze miasta funkcjonują między innymi:
- 87 przedszkoli (w tym 36 niepublicznych) oraz 3 niepubliczne punkty przedszkolne
- 49 szkół podstawowych (w tym 17 niepublicznych)
- 42 licea ogólnokształcące (w tym 24 niepubliczne)
- 19 zespołów szkół i placówek oświatowych (w tym 2 niepubliczne)
- 13 techników (w tym 3 niepubliczne)
- 9 branżowych szkół I stopnia (w tym 1 niepubliczna) oraz 1 niepubliczna II stopnia
- 33 szkoły policealne (w tym 25 niepublicznych)
- 2 licea plastyczne (w tym 1 niepubliczne)
- 2 szkoły muzyczne (I i II stopnia).

### Uczelnie

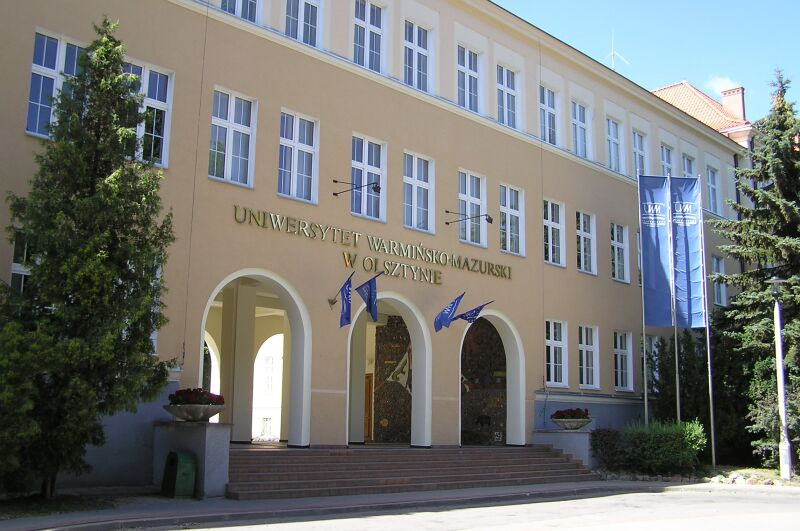
Uniwersytet Warmińsko-Mazurski

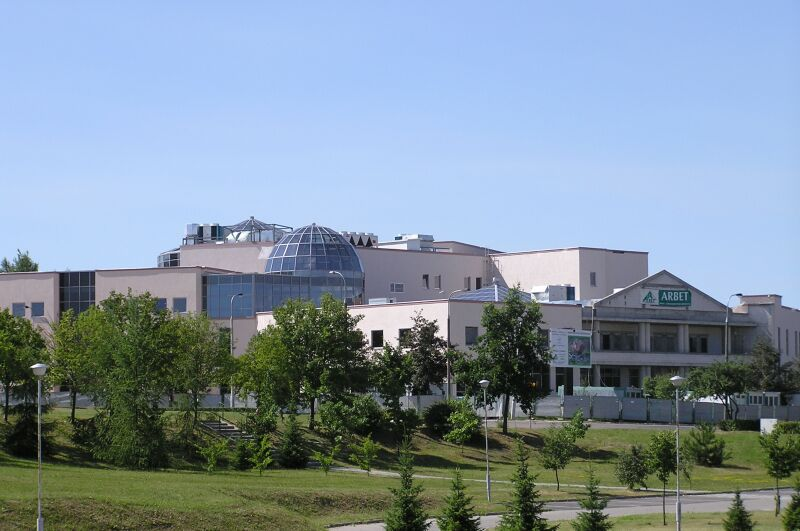
Nowa Biblioteka Główna UWM

Pierwszą uczelnią w mieście była utworzona 31 maja 1950 Wyższa Szkoła Rolnicza. 1 października 1969 WSR przemianowana została na Akademię Rolniczo-Techniczną. 1 września 1999 roku w wyniku połączenia Akademii Rolniczo-Technicznej, Wyższej Szkoły Pedagogicznej i Warmińskiego Instytutu Teologicznego powstał Uniwersytet Warmińsko-Mazurski, który kształci ponad 18 tys. studentów na 16 wydziałach i 49 kierunkach oraz jest największą szkołą wyższą w regionie.
W Olsztynie jest 7 szkół wyższych:
- Uniwersytet Warmińsko-Mazurski
- Olsztyńska Szkoła Wyższa im. Józefa Rusieckiego
- Wyższa Szkoła Informatyki i Zarządzania im. Tadeusza Kotarbińskiego
- Wyższa Szkoła Informatyki i Ekonomii TWP
- Wyższe Seminarium Duchowne Metropolii Warmińskiej „Hosianum”
- Wyższa Szkoła Pedagogiczna TWP w Warszawie – Wydział Nauk Humanistyczno-Społecznych w Olsztynie
- Gdańska Wyższa Szkoła Administracji – Wydział Zamiejscowy w Olsztynie

W Olsztynie funkcjonują również Warmińsko-Mazurski Uniwersytet Trzeciego Wieku, Akademia Trzeciego Wieku przy Miejskim Ośrodku Kultury oraz Jarocka Akademia III Wieku.

### Jednostki naukowo-badawcze
Oprócz szkół wyższych, działalność badawczo-naukową w Olsztynie prowadzą instytuty:
- Centrum Badań Wschodnich
- Rozrodu Zwierząt i Badań Żywności PAN
- Rybactwa Śródlądowego im. Stanisława Sakowicza
- Ośrodek Badań Naukowych im. Wojciecha Kętrzyńskiego

W przeszłości w mieście funkcjonowały również:
- Instytut Mazurski
- Warmiński Instytut Teologiczny

## Kultura i sztuka

### Muzea
Od czasów Prus Wschodnich muzealnictwo w Olsztynie nie miało warunków rozwoju. Pierwsze muzeum państwowe w Olsztynie powstało w 1921 w salach olsztyńskiego zamku, a zawarte w nim eksponaty głosiły zwycięstwo niemieckie w plebiscycie z 1920.

Przeszłość miasta oraz przeszłość i współczesność otaczających go wsi były zbyt polskie, by mogły budzić zainteresowanie niemieckich kulurträgerów. Nie mógł tu zaś powstać społeczny, polski ruch muzealniczy, tego typu co w Łowickiem czy na Kurpiach, bo brakło indywidualności, które rozbudziły go i pokierowały nim, i brakowało funduszy.

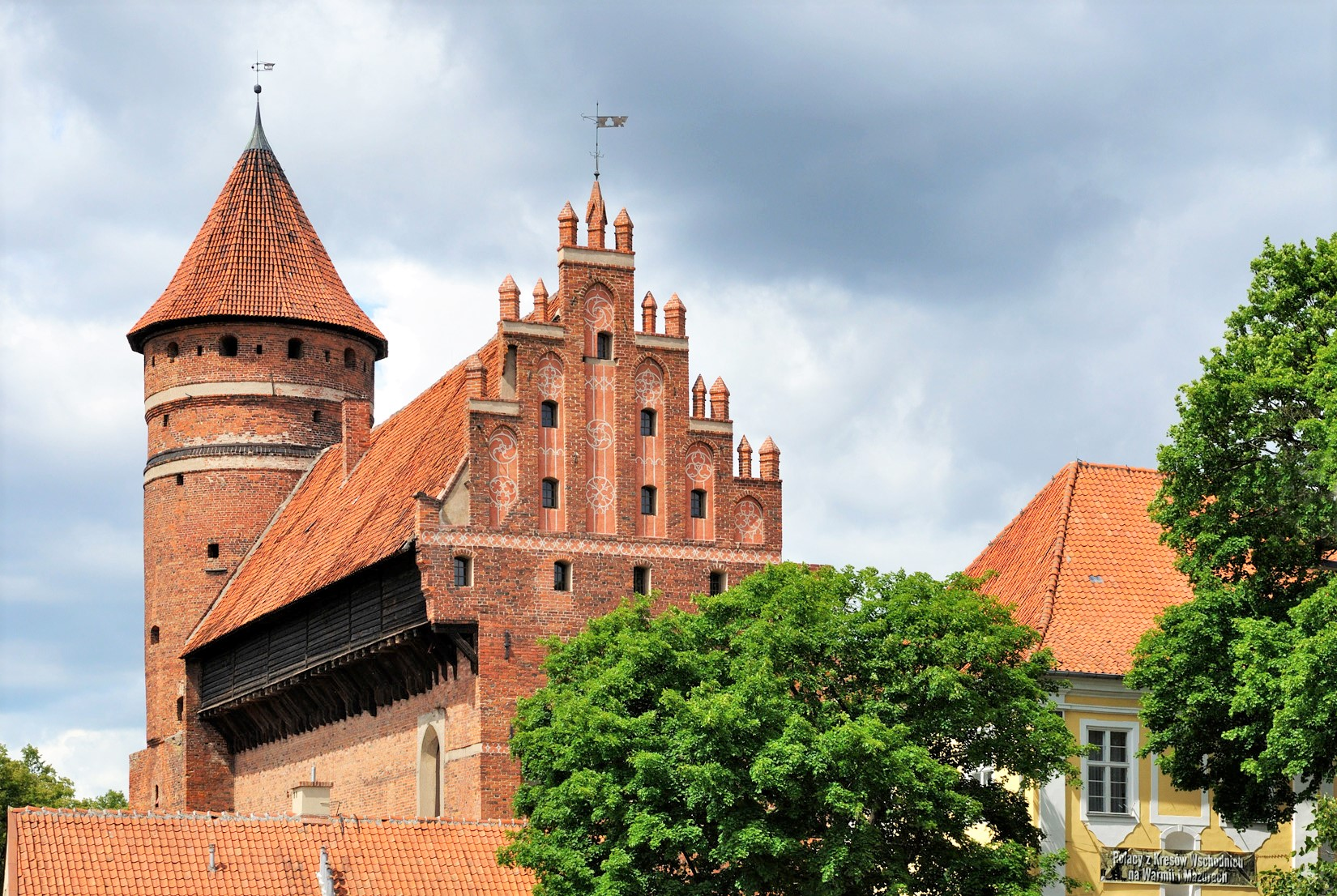
Zamek Kapituły Warmińskiej obecnie Muzeum Warmii i Mazur w Olsztynie

Największą obecnie olsztyńską placówką muzealną jest Muzeum Warmii i Mazur, którego siedziba mieści się w Zamku Kapituły Warmińskiej. W jego zbiorach znajdują się m.in. pamiątki, dokumenty, ikonografie, obrazy i rzeźby rodem z tutejszego regionu. W Muzeum zlokalizowana jest stała wystawa kopernikowska, której eksponatem jest astronomiczna tablica doświadczalna wykonana własnoręcznie przez Mikołaja Kopernika w 1517.

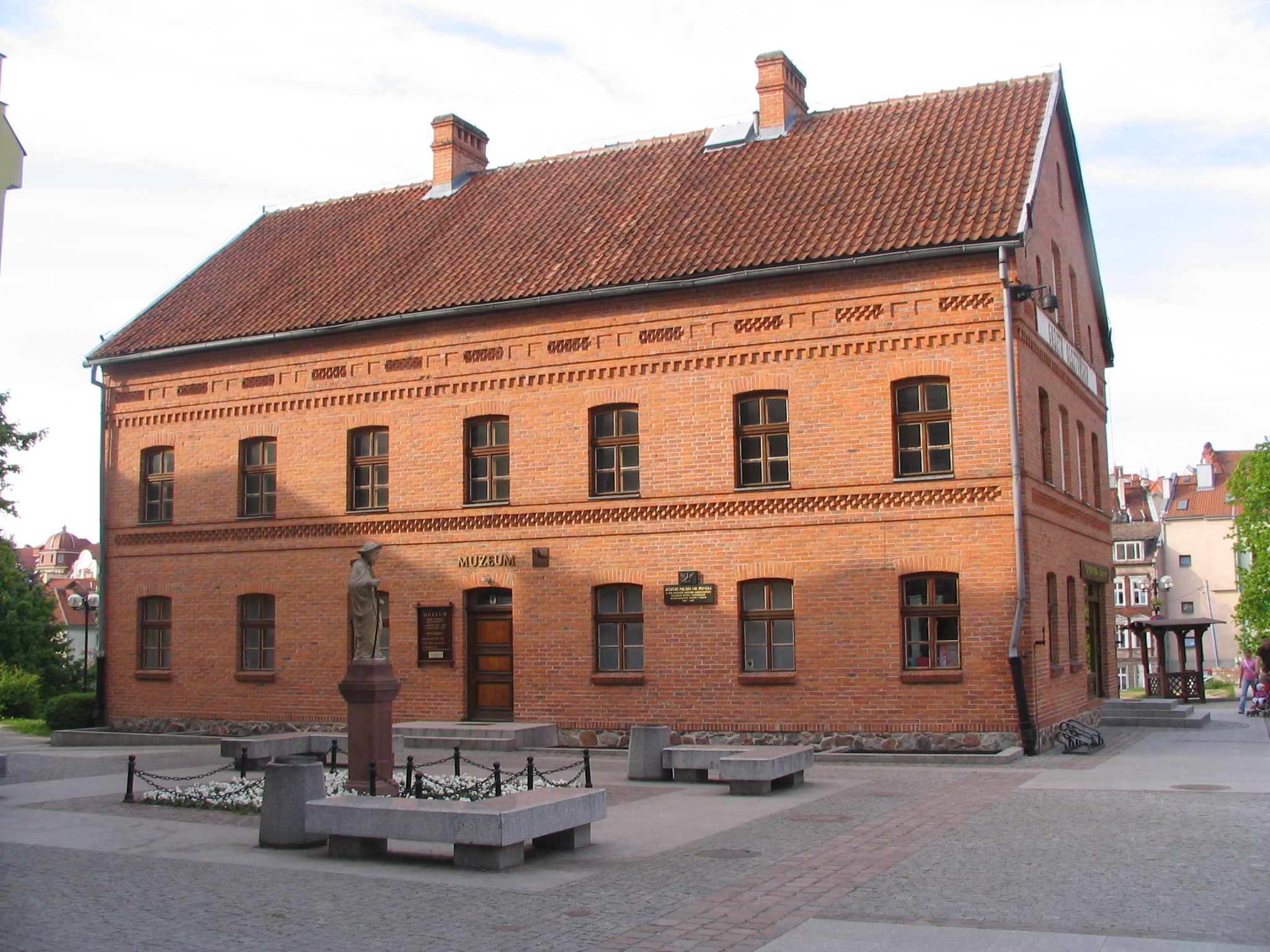
Dom Gazety Olsztyńskiej – dawna siedziba redakcji „Gazety Olsztyńskiej” (1886–1939)

Do muzeów w Olsztynie zalicza się także Dom „Gazety Olsztyńskiej”, którego siedzibą jest budynek, będący w czasach dwudziestolecia międzywojennego redakcją „Gazety Olsztyńskiej”, jedynej polskiej gazety na Warmii, ukazującej się od 1886. W stolicy województwa warmińsko-mazurskiego znajduje się także Muzeum Przyrody (w secesyjnym pałacyku przy ul. Metalowej) oraz muzeum zoologiczne UWM im. Janiny Wengris w dzielnicy akademickiej Kortowo. W hali widowiskowo-sportowej Urania znajdują się Muzeum Sportu im. Mariana Rapackiego oraz oddział wspomnianego muzeum przyrody. Najmłodszym muzeum jest otwarte w 2018 r. Muzeum Archidiecezji Warmińskiej.

### Galerie
W Olsztynie funkcjonuje ok. 10 galerii sztuki. Jedną z nich jest Biuro Wystaw Artystycznych z siedzibą w olsztyńskim planetarium. Jest to największa, państwowa galeria sztuki w mieście. Powstała w 1958, początkowo jej siedzibą był olsztyński zamek, w 1973 przeniesiono ją w obecne miejsce. Wśród innych olsztyńskich galerii znajdują się m.in. Galeria Rynek (w starym ratuszu), Galeria Spichlerz MOK czy Art Deco.

### Kina
Pierwszym kinem wędrownym, które zawitało do miasta było najprawdopodobniej Welt – Biographie (niem.), inż. Heinrich Schnellhase. Anons reklamowy umieszczony 26 listopada 1909 w Allensteiner Volksblatt, przytacza dwunastoletnią tradycję pokazów kinowych w mieście. Na jego podstawie przyjąć można, że pierwsza projekcja kinowa w Olsztynie odbyła się najprawdopodobniej w 1897. 30 września i 1 października 1909, w sali hotelu Deutsches Haus gościł Edison-Welt-Theater Windorfa z Berlina-Weißensee.

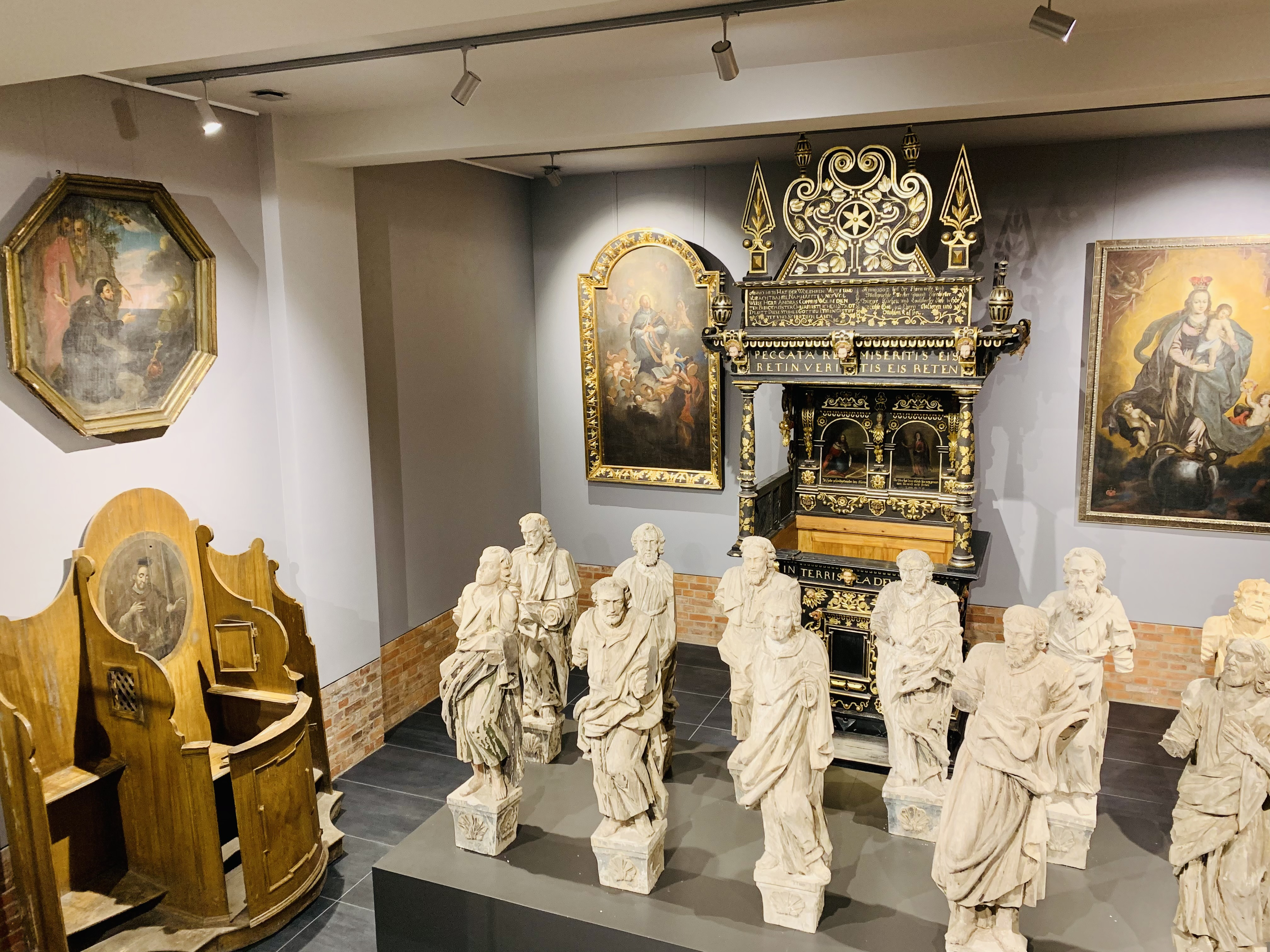
Eksponaty w Muzeum Archidiecezji Warmińskiej

Pierwsze kina stacjonarne w Olsztynie powstawały jeszcze przed I wojną światową:
- Teatr obrazów świetlnych (niem. Lichtbild-Theater) – pierwszy stały teatr kinematografii w Olsztynie, utworzony w 1909, co upamiętnia anons w Allensteiner Volksblatt z dnia 16 listopada 1909;
- Kino Luizy (niem. Luisen-Theater) przy Rynku nr 23 – obecnie w jego miejscu funkcjonuje kino „Awangarda”;
- Metropol Theater (niem.) przy ul. Podgórnej (obecna ul. Staromiejska) – kino zniszczone podczas działań wojennych w 1945;
- Lichtspielpalast (niem.) przy ul. Pieniężnego nr 12 – kino przemianowane w 1918 na Central-Theater (niem.), zlikwidowane po II wojnie światowej.

Kolejne obiekty kinowe w mieście powstały w okresie międzywojennym:
- kino Capitol przy ul. Klebarskiej (obecna al. Piłsudskiego) – kino utworzone w 1929, po zakończeniu II wojny światowej kino zastąpione nieistniejącym już kinem Odrodzenie;
- kino utworzone w 1936 nakładem inwestycyjnym berlińskiej firmy UT-Lichtspiele przy ul. Pieniężnego 16 – działające do 2005 jako kino Polonia.

W połowie lat 90. XX wieku zamknięto kino Grunwald przy al. Wojska Polskiego. Kolejne zamknięcia placówek kinowych w Olsztynie odbyły się w 2005 i dotyczyły kina Kopernik przy ul. 1 Maja oraz kina Polonia przy ul. Pieniężnego. Oba kina zamknięto w związku z budowanym multipleksem centrum filmowego „Helios” w „Alfa Centrum” przy al. Piłsudskiego.
Obecnie w mieście funkcjonują trzy kina: Helios, Awangarda 2 oraz Multikino. Ponadto istnieje również Dyskusyjny Klub Filmowy „ZA”, działający przy Centrum Edukacji i Inicjatyw Kulturalnych.

### Teatry

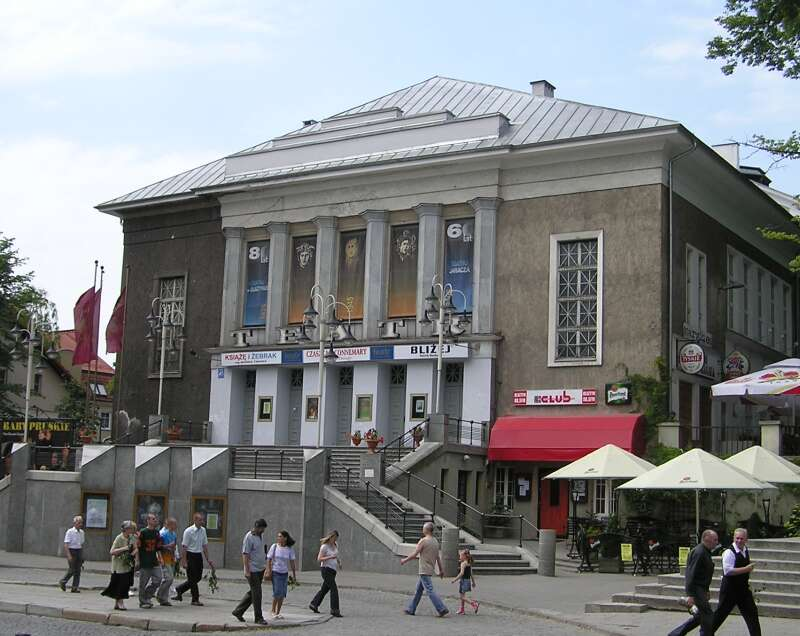
Teatr im. St. Jaracza

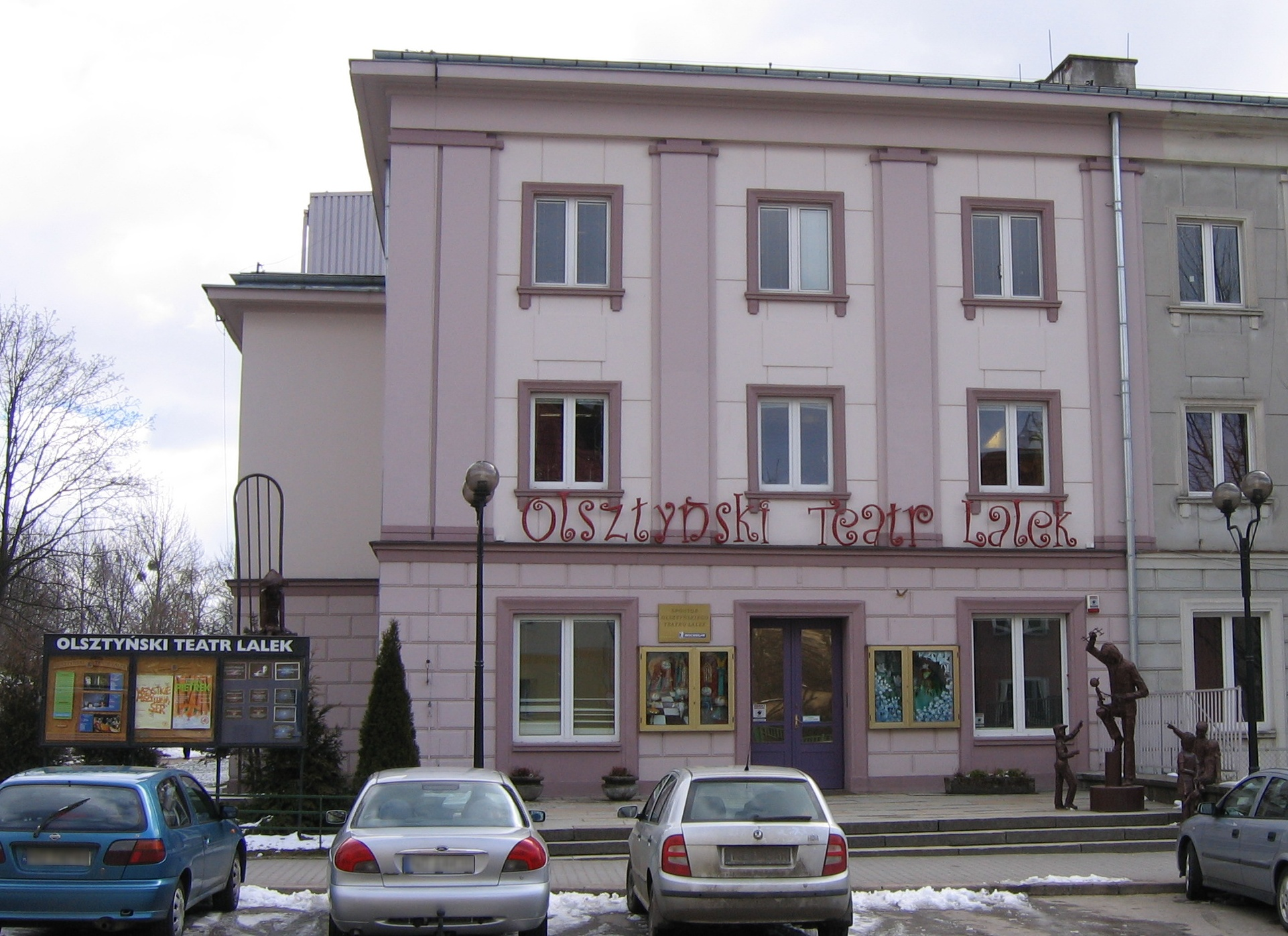
Teatr Lalek

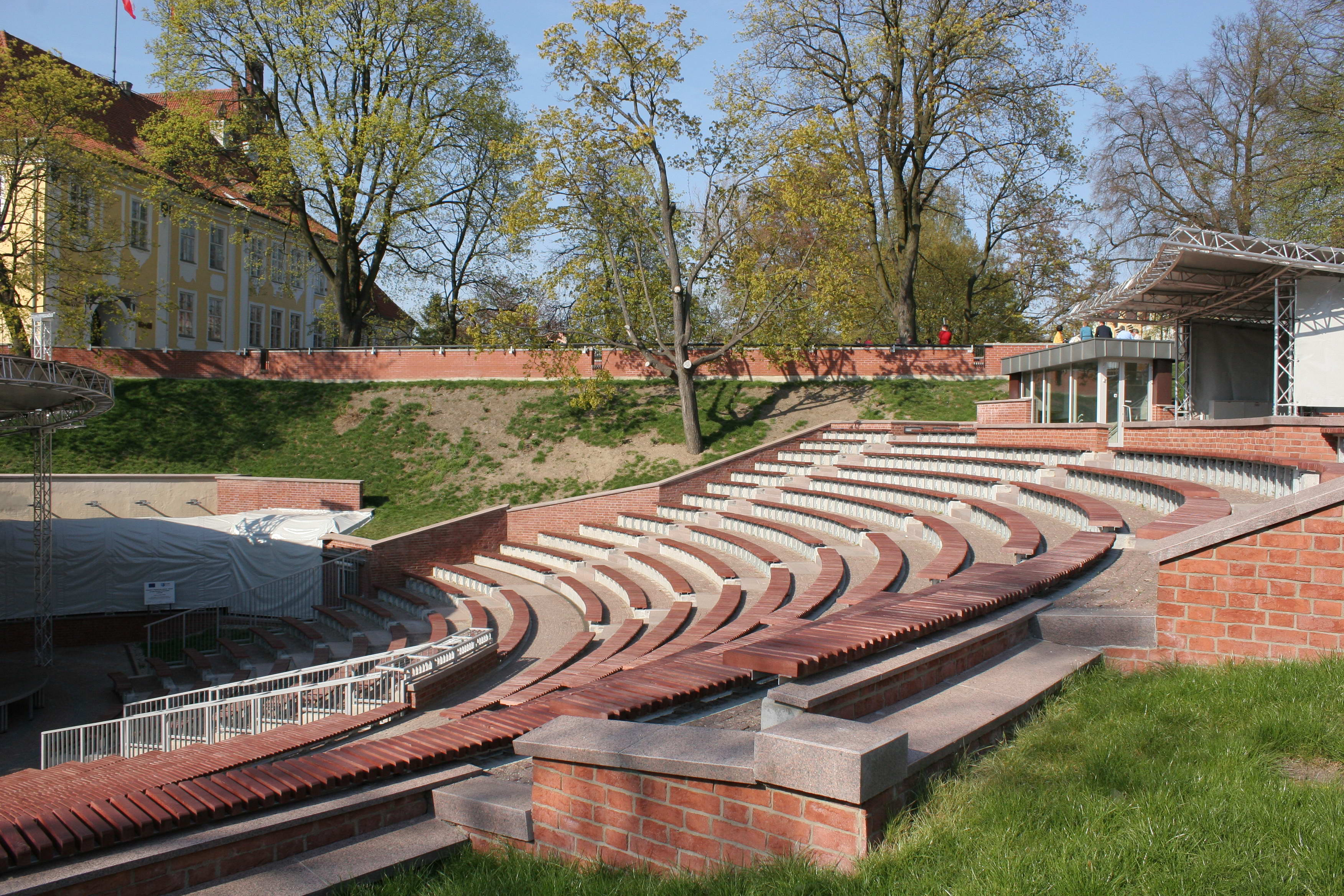
Amfiteatr im. Czesława Niemena

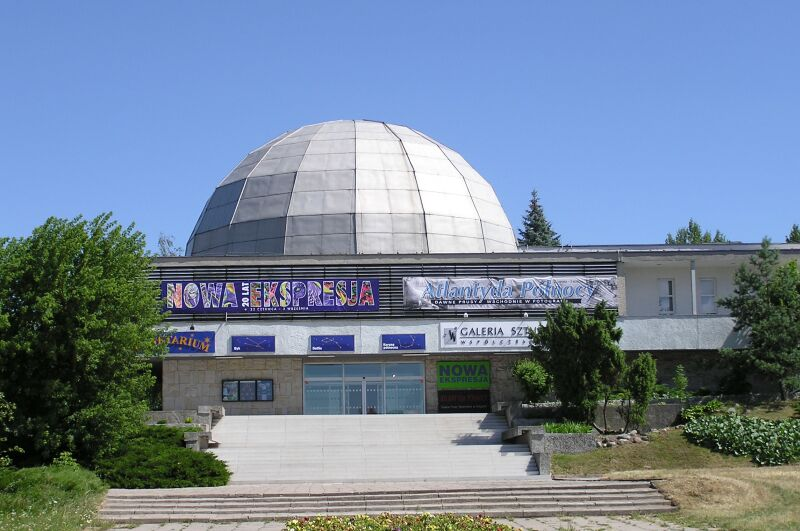
Planetarium

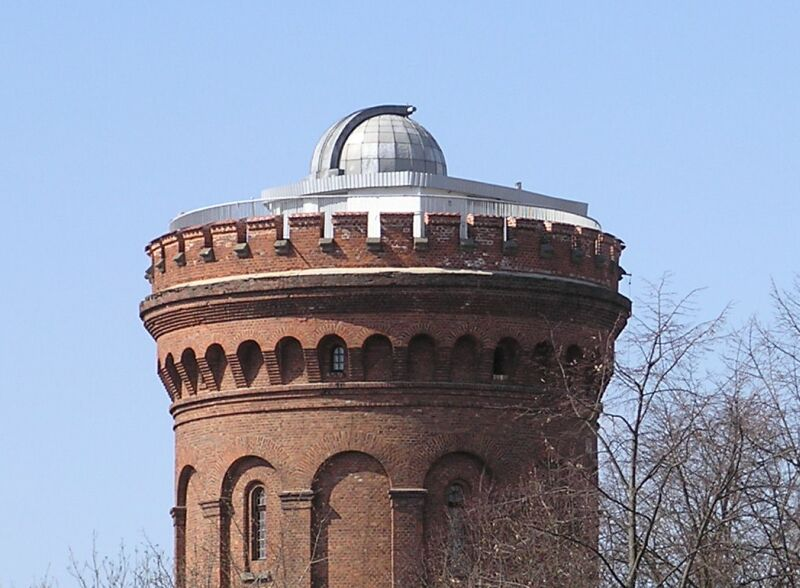
Obserwatorium Astronomiczne

Największym olsztyńskim teatrem jest dramatyczny Teatr im. Stefana Jaracza, założony w 1925 jako Treudank, symbol wdzięczności mieszkańcom za głosowanie za pozostaniem w granicach Niemiec podczas plebiscytu w 1920. Placówka posiada obecnie trzy sceny, w tym jedną dużą na 480 miejsc. W Teatrze im. Stefana Jaracza odbywają się Olsztyńskie Spotkania Teatralne oraz Międzynarodowy Festiwal Teatralny „Demoludy”. Teatr posiada status narodowej instytucji kultury. Od 1998 działa w nim publiczne Studium Aktorskie. W Olsztynie mieści się także Olsztyński Teatr Lalek. Za datę jego powstania uznaje się 1953. Trzecim olsztyńskim teatrem jest założona w 1957 przez Tadeusza Ostaszkiewicza Pantomima Olsztyńska – teatr głuchych, zaliczany w latach 1971–1990 do grona renomowanych scen w kraju i Europie (od 1959 do 1989 prowadził ją Bohdan Głuszczak). W latach 90. Pantomima Olsztyńska straciła na znaczeniu, zaś od początku XXI wieku jej status ogranicza się do roli teatralnego koła zainteresowań przy Centrum Edukacji i Inicjatyw Kulturalnych (d. WDK) w Olsztynie. 30 listopada 2009, po pokazie spektaklu „Nazwać chwilowe na zawsze” w reżyserii Wiesława Piesaka, oficjalnie kończąc działalność przestała istnieć.

### Muzyka
Edukacja muzyczna w Olsztynie odbywa się na bazie Państwowej Szkoły Muzycznej I i II stopnia im. Fryderyka Chopina, a także prywatnej Szkoły Muzycznej Yamaha.
W Olsztynie mieści się Warmińsko-Mazurska Filharmonia im. Feliksa Nowowiejskiego. Początki działalności Filharmonii związane są z małą orkiestrą symfoniczną, powstałą w połowie lat 40. XX w. W 1972 zespół Orkiestry Symfonicznej otrzymał stałą siedzibę w Państwowej Szkole Muzycznej im. F. Chopina, wtedy też nadano jej status Państwowej Filharmonii im. F. Nowowiejskiego.
Olsztyn utożsamiany jest również jako ośrodek chóralistyki w północno-wschodniej Polsce.
Z Olsztyna wywodzi się kilka znanych zespołów muzycznych i wykonawców różnych nurtów i gatunków, m.in.: Vader, Afromental, Big Day, Czerwony Tulipan, Pro Musica Antiqua, Pro Musica, ProForma, Olsztyński Chór Kameralny Collegium Musicum, Norbi, Kuśka Brothers, Kangaros, Mietek Folk, Harlem, Drop Shot, K.O.M.P, Kaczki z Nowej Paczki, Shannon, Horpyna, Tuhaj Bej, Dies Irae, Karpatian, Enej, Transsexdisco, Romantycy Lekkich Obyczajów Los Vaticaneros, Medium, LIDO, Kookaburra, Skyscream, Wierni, Łydka Grubasa, The Ukrainian Folk, Akademicki Chór Bel Canto WSIiE TWP czy Chór Lekarzy: „Medici Pro Musica”.

### Imprezy i festiwale
- Kortowiada – olsztyńskie juwenalia, jedna z największych imprez studenckich w Polsce.Niepowtarzalna impreza odbywająca się na kampusie UWM. Festiwal ma miejsce na przełomie maja. Słynie z tego, że studenci przez kilka najbliższych dni przejmują władze w mieście.
- Olsztyńskie Lato Artystyczne – to trzymiesięczny cykl imprez odbywających się w trakcie wakacji. Główną ich sceną jest olsztyński amfiteatr. Wśród imprez organizowanych w ramach Olsztyńskiego Lata Artystycznego są m.in. Dni Olsztyna, Olsztyńskie Koncerty Organowe, Staromiejskie Spotkania z Szantą, Olsztyński Festiwal Jazzowy.
- Olsztyńskie Noce Bluesowe
- Ogólnopolskie Spotkania Zamkowe „Śpiewajmy Poezję” – spotkania Zamkowe odbywają się w mieście od 1974. Głównym punktem festiwalu jest konkurs młodych artystów poezji śpiewanej.
- Olsztyn Green Festival – festiwal muzyczny odbywający się w połowie sierpnia na terenie zmodernizowanej plaży miejskiej nad jeziorem Krzywym. Festiwal gości najpopularniejszych polskich wykonawców i trwa trzy dni.
- Orlen Beach Volley Tour - turniej siatkówki plażowej, runda kwalifikacyjna do mistrzostw Polski.
- Olsztyńskie Dni Nauki.

### Planetarium i obserwatorium
Olsztyńskie Planetarium Astronomiczne otwarto 19 lutego 1973 – w pięćsetną rocznicę urodzin Mikołaja Kopernika – przy dzisiejszej Alei Piłsudskiego. Jest to drugie co do wielkości planetarium w Polsce. Planetarium jest siedzibą Federacji Miast Kopernikowskich.
Obserwatorium Astronomiczne w Olsztynie otwarto 13 października 1979. Zlokalizowane zostało w zaadaptowanej wieży ciśnień, zbudowanej w 1897 na wzgórzu św. Andrzeja, najwyższym (143 m n.p.m.) wzniesieniu dawnego Olsztyna.
Przy bezchmurnej pogodzie obserwatorium prowadzi pokazy astronomiczne. Ponadto z tarasu budynku widoczna jest panorama miasta.

### Inne organizacje i placówki kulturalne

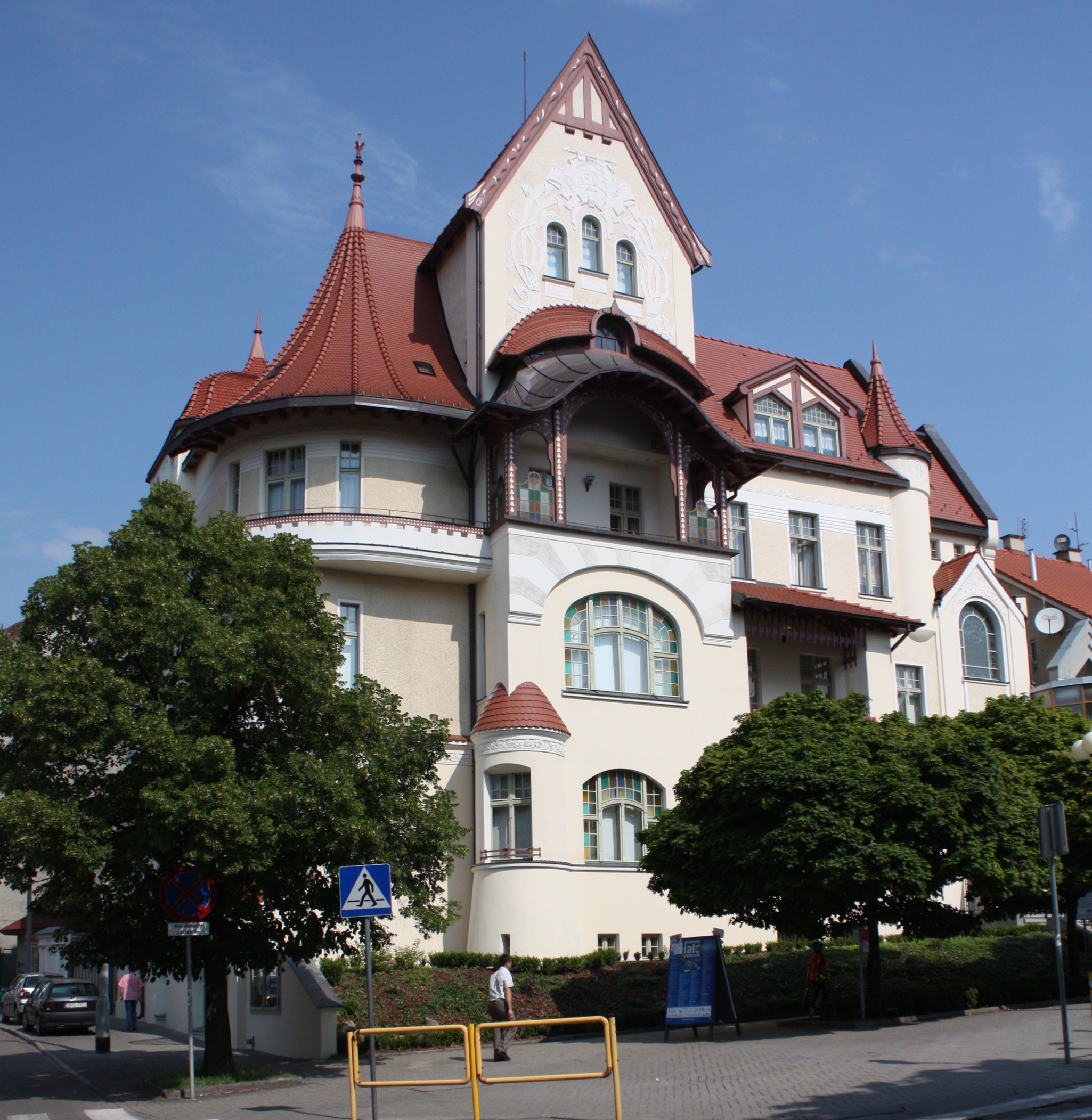
Siedziba Miejskiego Ośrodka Kultury

- Centrum Edukacji i Inicjatyw Kulturalnych – samorządowa instytucja kultury, zajmująca się animowaniem, inspirowaniem i wspieraniem społecznej aktywności kulturalnej w województwie warmińsko-mazurskim
- Miejski Ośrodek Kultury w Olsztynie – organizator wielu imprez i festiwali
- Pałac Młodzieży w Olsztynie – placówka oświatowo-wychowawcza dla dzieci i młodzieży
- Centrum Polsko-Francuskie Cotes-d’Armor – Warmia i Mazury – samorządowa instytucja kultury zajmująca się promowaniem języka i kultury francuskiej i bretońskiej, organizator imprez kulturalnych, koncertów, spotkań, wystaw i kursów językowych; największa biblioteka książek francuskojęzycznych w północno-wschodniej Polsce. www.cpf.olsztyn.pl

## Media

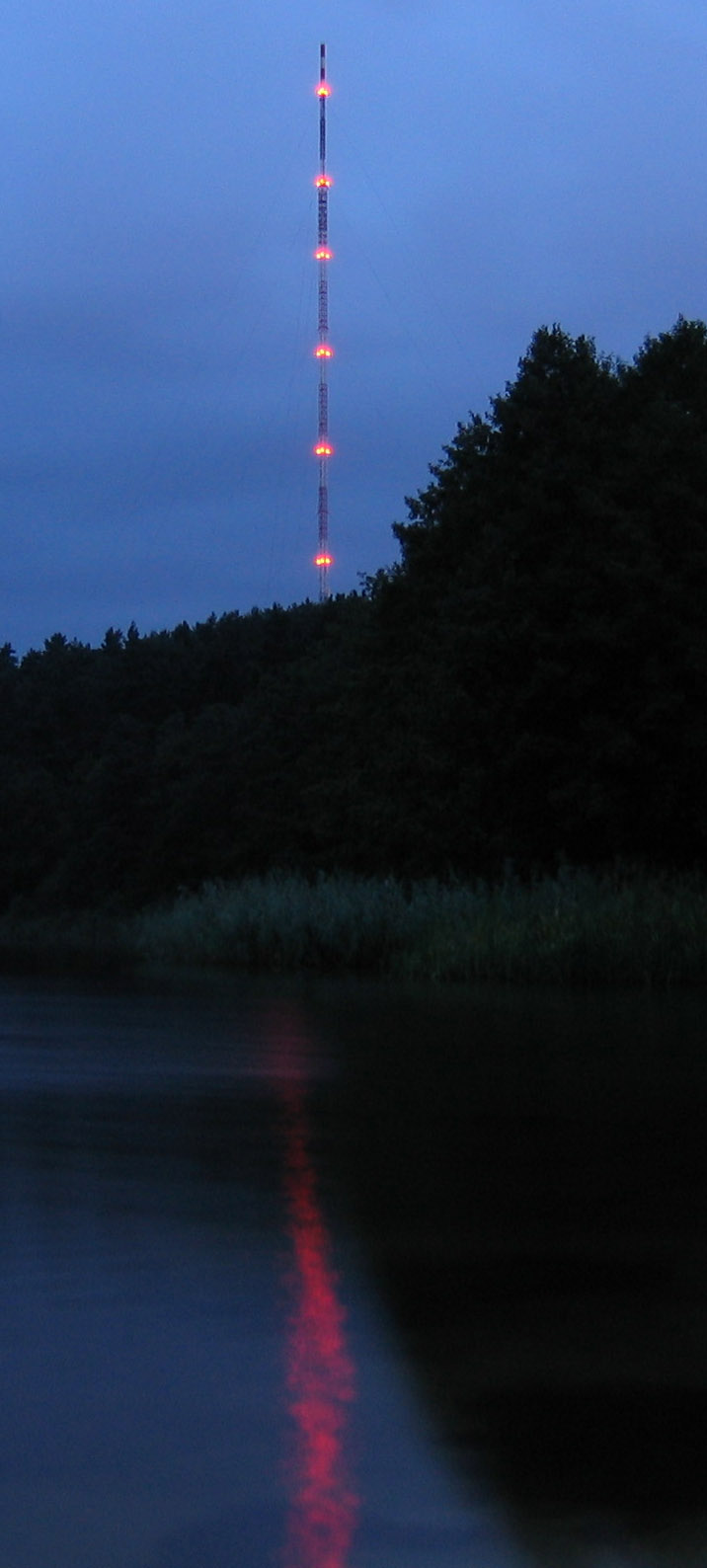
Maszt radiowo-telewizyjny w Olsztynie o zachodzie słońca

### Radio i telewizja
W 1969 uruchomiono Olsztyński Radiowo-Telewizyjny Ośrodek Nadawczy w Pieczewie z masztem radiowo-telewizyjnym o wysokości 360 m (po podwyższaniach ok. 380 m), który jest najwyższym istniejącym obiektem budowlanym w Polsce. Uruchomiono wówczas także studio telewizyjne oraz przekaźnik, dzięki któremu jakość audycji uległa poprawie, ale zasięg w dalszym ciągu pozostawał niewystarczający (zaledwie do 70 km). Nie było w tym czasie jeszcze lokalnego programu telewizyjnego. 
Od lutego 1993 do września 1994 w Olsztynie funkcjonowała telewizja „Copernicus”, retransmitująca program satelitarny „Polonia 1”. Program nadawano ze studia przy ul. Cichej. Ze względu na brak koncesji telewizja została zamknięta.
W roku 2000 uruchomiono przy ul. Radiowej olsztyńskie studio telewizyjne (Redakcja Terenowa Telewizji Polskiej). W roku 2002 przekształcono w Warmińsko-Mazurski Ośrodek TVP (TVP3). Od stycznia 2005 regionalny ośrodek stał się samodzielnym Oddziałem Telewizji Polskiej SA.
Stacje radiowe funkcjonujące na obszarze miasta:
- Radio Olsztyn
- Radio Eska
- Radio Plus
- Meloradio – powstało w 1994 jako Radio Warmia-Mazury (Radio WaMa)
- Radio UWM FM – powstało po 1994
- Muzo.fm

Ośrodki telewizyjne nadające z Olsztyna:
- TVP3 Olsztyn – regionalny oddział TVP w Olsztynie
- Tele-Top Olsztyn – lokalna stacja telewizyjna, nadająca program w sieci telewizji kablowej Multimedia Polska
- TV Olsztyn (TVO) – lokalna stacja telewizyjna, nadająca program w sieci telewizji kablowej Vectra
- TV Kortowo – internetowa telewizja UWM w Olsztynie

### Prasa

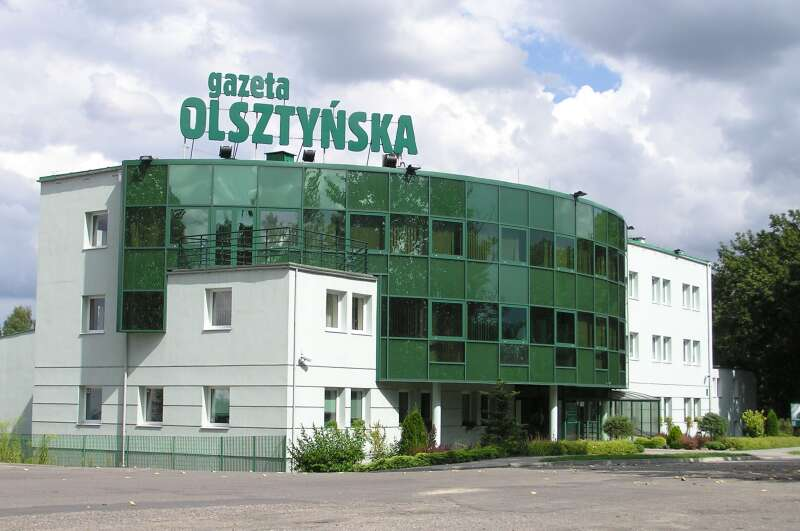
Siedziba redakcji dzisiejszej „Gazety Olsztyńskiej”

Gazeta On-Line Olsztyn24 (olsztyn24.com) – internetowy dziennik o Olsztynie i powiecie olsztyńskim wydawany od 23 września 2017 roku przez ARI Olsztyn24
- „Extra Sukces” – bezpłatny tygodnik wydawany od 4 września 2007 przez Produkt Sp. z o.o.
- „Gazeta Olsztyńska” – gazeta regionalna powstała 6 kwietnia 1970 z przemianowania „Głosu Olsztyńskiego”, wydawany przez Edytor Sp. z o.o.
- „Gazeta Studencka” – miesięcznik studentów UWM w Olsztynie
- „Gazeta Uniwersytecka” – bezpłatny dodatek do Gazety Olsztyńskiej i Dziennika Elbląskiego, ukazujący się w każdą pierwszą środę miesiąca od marca 2002 przy współpracy z UWM w Olsztynie
- „Gazeta Wyborcza” – mutacja lokalna Olsztyn, wydawana przez Agora SA
- „Nasz Olsztyniak” – bezpłatna gazeta ukazująca się dwa razy w tygodniu, wydawana przez spółkę Wydawca Olsztyn Sp. z o.o.
- „Nowe Życie Olsztyna” – kolorowy miesięcznik, wydawany od 2004
- „Posłaniec Warmiński” – dwutygodnik Kurii Metropolitalnej Archidiecezji Warmińskiej, wydawany od 10 października 1982
- „Super Express” – mutacja lokalna Olsztyn, wydawany przez MURATOR SA
- „Wiadomości Uniwersyteckie” – miesięcznik informacyjny UWM w Olsztynie, wydawany od 1999
- „Allensteiner Nachrichten” – miesięcznik informacyjny ukazujący się w języku niemieckim i poruszający tematykę spraw lokalnych.

## Religia

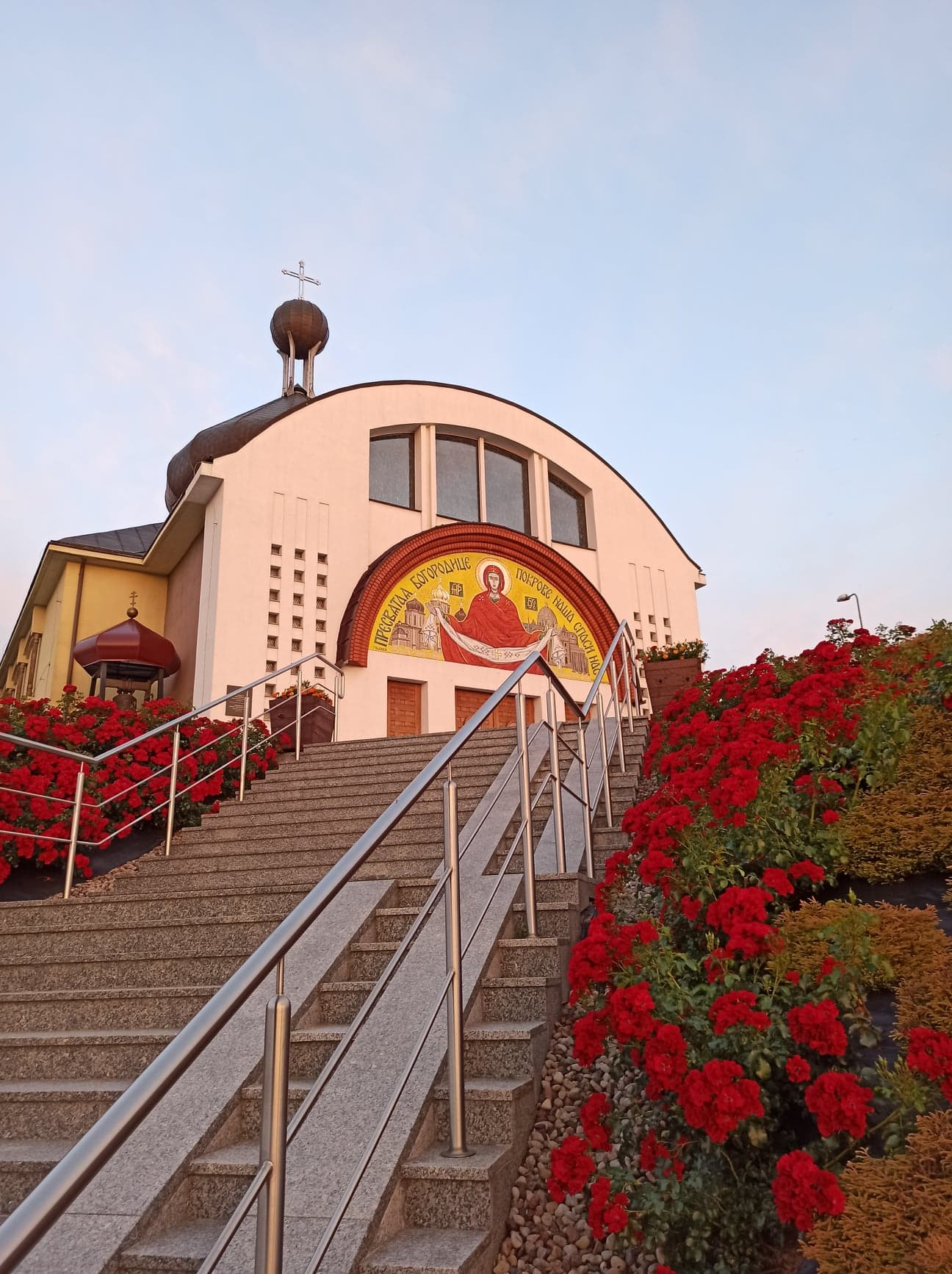
Katedralny Sobór Greckokatolicki pw. Pokrowa Matki Bożej

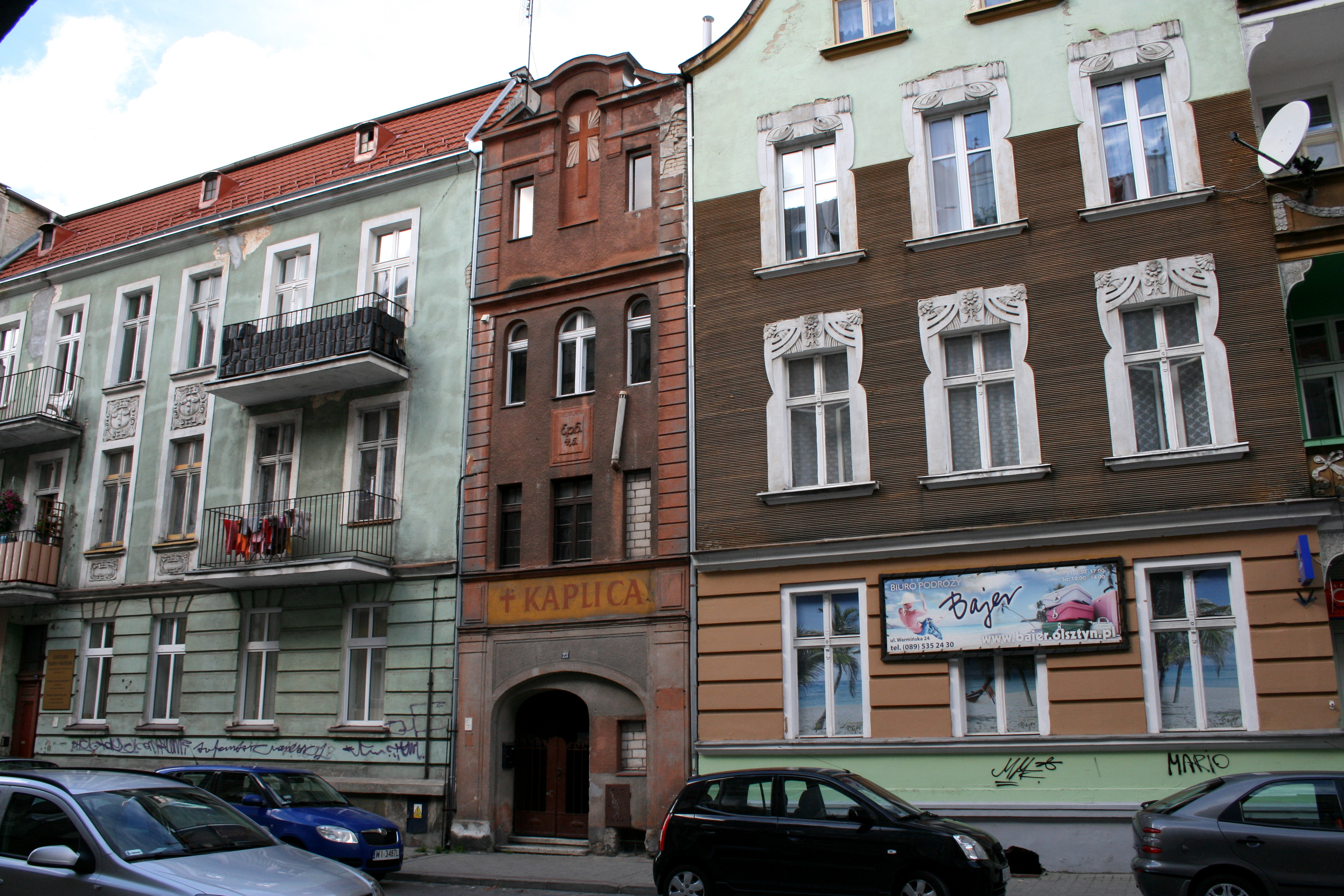
Kaplica Społeczności Chrześcijańskiej w Olsztynie

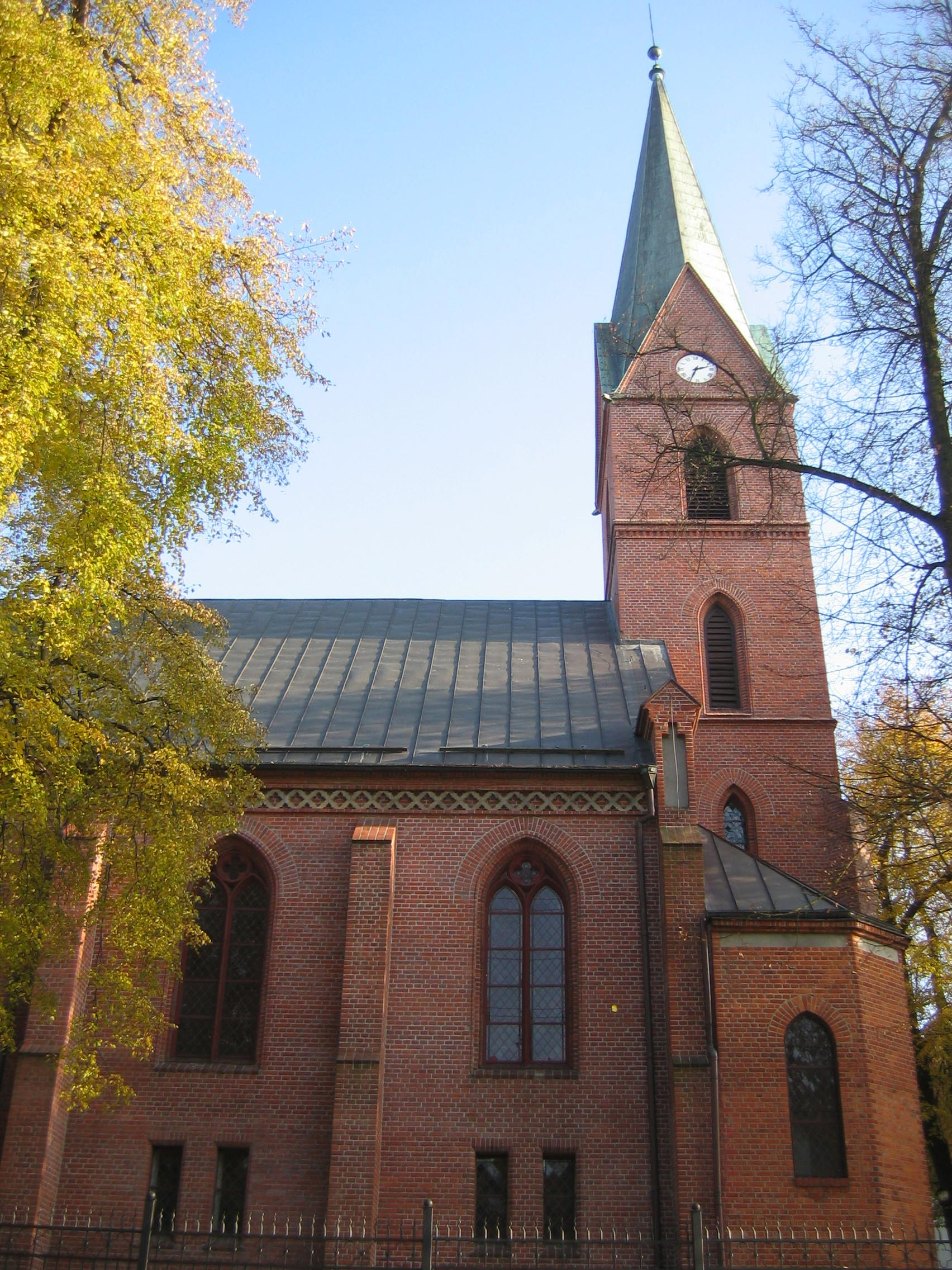
Kościół ewangelicki Chrystusa Zbawiciela

### Buddyzm
- Buddyjski Związek Diamentowej Drogi Linii Karma Kagyu – ośrodek w Olsztynie[103]

### Katolicyzm
- Kościół rzymskokatolicki
- Kościół greckokatolicki (Kościół obrządku bizantyjsko-ukraińskiego) – Katedralna Parafia Pokrowa Matki Bożej w Olsztynie[104]
- Kościół Polskokatolicki w RP – Parafia Matki Boskiej Wniebowziętej w Olsztynie[105]
- Bractwo Kapłańskie Świętego Piusa X – kaplica pw. Matki Bożej Ostrobramskiej

### Prawosławie
- Polski Autokefaliczny Kościół Prawosławny – Parafia Opieki Matki Bożej w Olsztynie[106]

### Protestantyzm
- Chrześcijańska Wspólnota Zielonoświątkowa – zbór w Olsztynie[107]
- Chrześcijański Związek Wyznaniowy „Źródło”[108]
- Kościół Adwentystów Dnia Siódmego w RP – Zbór Kościoła Adwentystów Dnia Siódmego w Olsztynie[109]
- Kościół Chrystusowy w RP – Społeczność Chrześcijańska w Olsztynie[110]
- Kościół Chrześcijan Baptystów w RP – Zbór Kościoła Chrześcijan Baptystów w Olsztynie[111]
- Kościół Chwały – Kościół Chwały w Olsztynie[112]
- Kościół Ewangelicko-Augsburski w RP – Parafia Ewangelicko-Augsburska w Olsztynie[113]
- Kościół Zielonoświątkowy w RP – zbór „Twoja Przystań”[114], zbór „Słowo Życia”[115]
- Mesjańskie Zbory Boże (Dnia Siódmego) – punkt misyjny w Olsztynie (podległy zborowi w Warszawie)[116]

### Restoracjonizm
- Świadkowie Jehowy: 8 zborów: Olsztyn–Jaroty (w tym grupa języka migowego), Olsztyn–Pojezierze, Olsztyn–Dajtki, Olsztyn–Nagórki, Olsztyn–Północ, Olsztyn–Zatorze, Olsztyn–Śródmieście i Olsztyn–Rosyjski[117][118].

## Turystyka

### Szlaki turystyczne

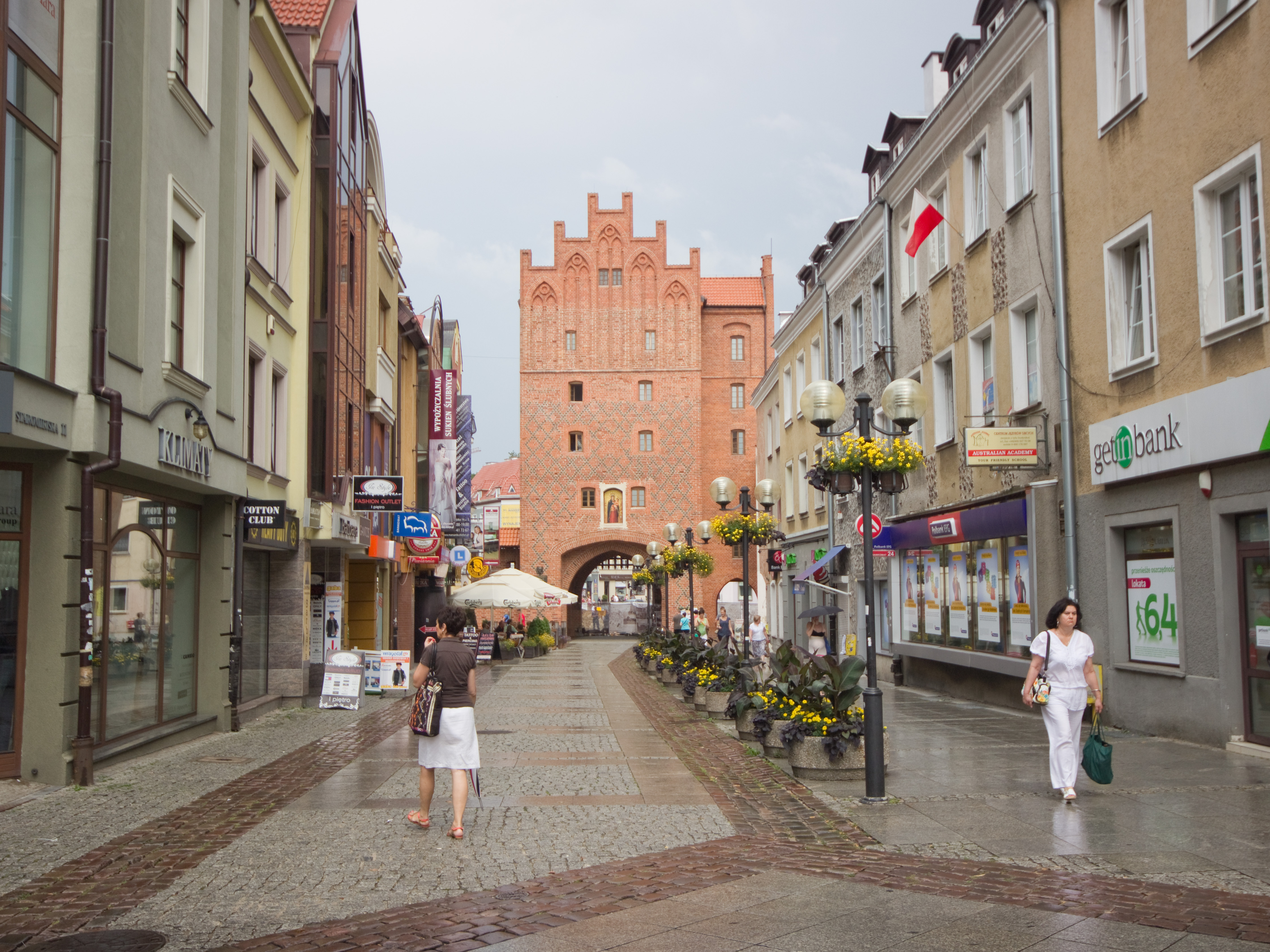
Ulica Staromiejska – w głębi Brama Wysoka

Olsztyn jest ośrodkiem turystycznym głównie ze względu na swoje położenie wśród jezior i lasów. Miasto położone jest na Europejskim Szlaku Gotyku Ceglanego, polskiej części Drogi św. Jakuba, Szlaku Zamków Gotyckich,  Szlaku Grunwaldzkim czy Szlaku Kopernikowskim

### Turystyka kajakowa
W sezonie letnim po Łynie odbywają się spływy kajakowe „Łyną przez Olsztyn”. Spływy rozpoczynają się pod zamkiem olsztyńskim. Trzykilometrowa trasa wiedzie przez malowniczy przełom Łyny w olsztyńskim Lesie Miejskim. Celem spływu jest rozlewisko, gdzie łączą się dwie rzeki – Łyna i Wadąg.

### Zabytki

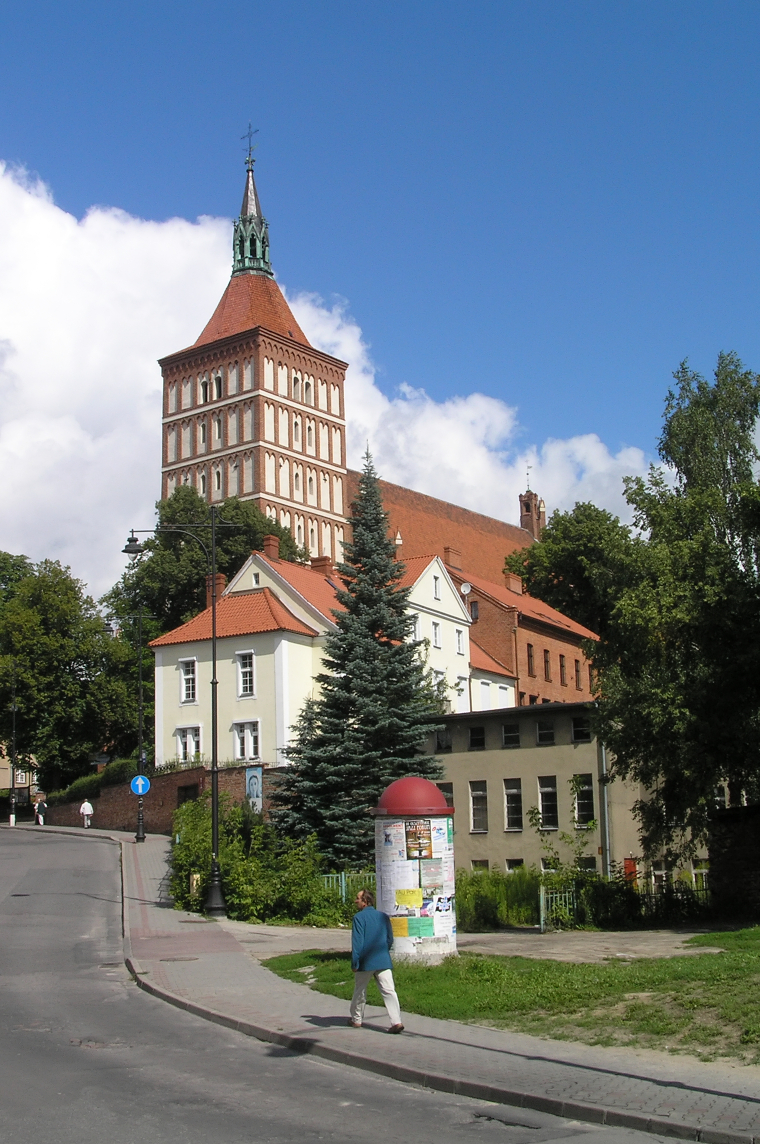
Bazylika konkatedralna św. Jakuba

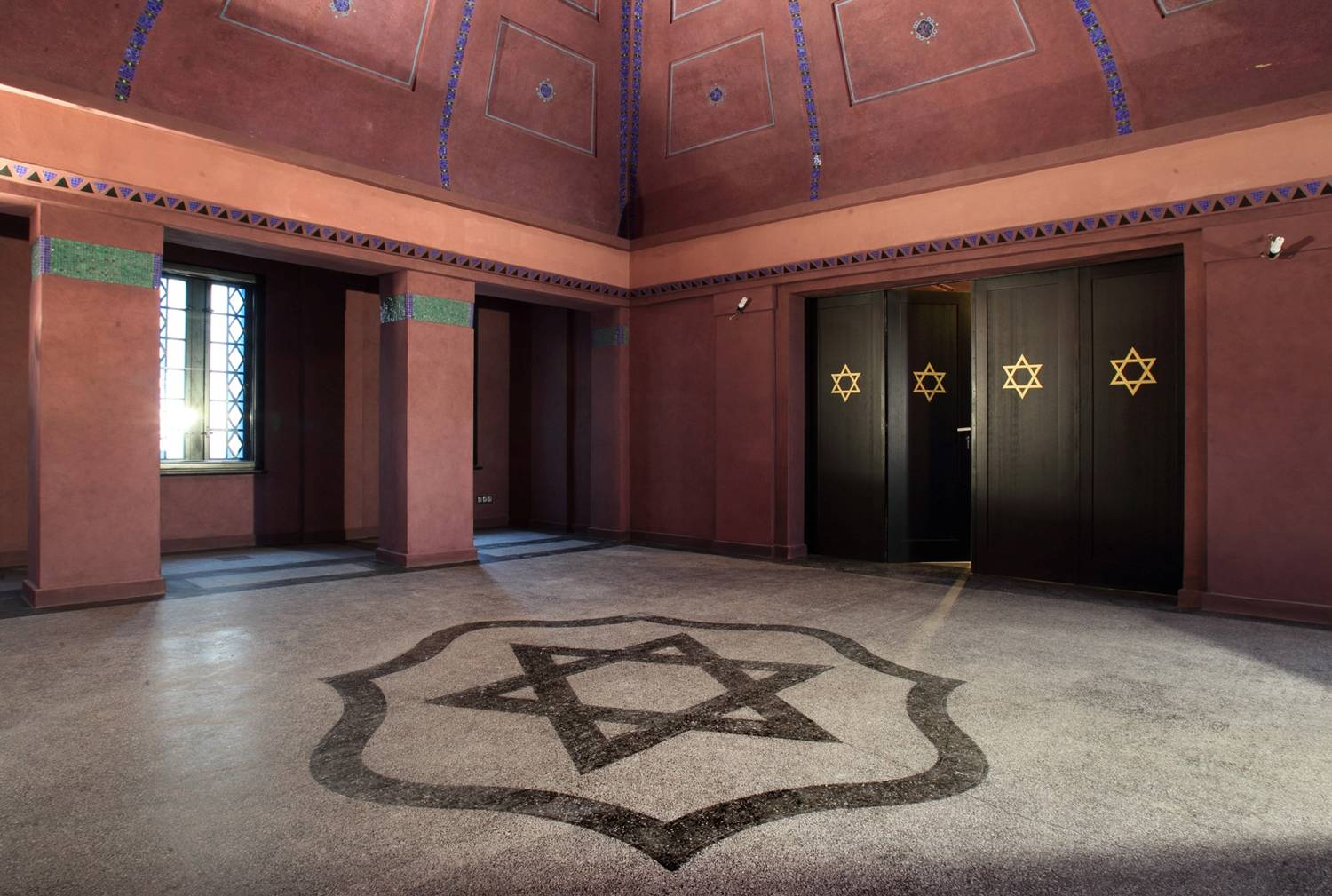
Bet Tahara (Dom Oczyszczenia) – zbudowany w 1913 roku według projektu architekta Ericha Mendelsohna

Do walorów rekreacyjno-turystycznych należy zaliczyć zabytki architektoniczne miasta:
- gotycki zamek kapituły warmińskiej z II połowy XIV w.,
- fragmenty murów miejskich z Bramą Wysoką (Górna Brama) z XIV w.,
- XIV-wieczna konkatedra pw. św. Jakuba (bazylika mniejsza),
- założenie urbanistyczne starego miasta,
- Kościół św. Wawrzyńca w Olsztynie w Gutkowie z końca XIV wieku,
- Stary Ratusz (wzniesiony w XIV w., po pożarze odbudowany w latach 1623–1624),
- Kaplica Jerozolimska z 1565,
- secesyjna zabudowa ul. Dąbrowszczaków,
- neogotycki kościół pw. Najświętszego Serca Pana Jezusa z lat 1901–1902,
- neoromański kościół pw. św. Józefa z lat 1912–1913,
- kościół pw. Chrystusa Króla (zbudowany w stylu renesansu włoskiego) z XX w.,
- kościół garnizonowy pw. Matki Boskiej Królowej Polski (1913–1914),
- neogotycki kościół ewangelicko-augsburski z lat 1876–1899,
- pseudogotycka kaplica cmentarna, obecnie cerkiew prawosławna z 1904 r.,
- secesyjna kaplica Zjednoczonego Kościoła Ewangelickiego z przełomu XIX i XX w.,
- dom Gazety Olsztyńskiej,
- pałacyk przy ul. Metalowej,
- pałacyk fabrykancki (XIX w.),
- Pałac Archiprezbitera z II poł. XVIII wieku
- wiadukt kolejowy w przełomie Łyny (XIX w.),
- Dom Polski (XIX w.),
- gmach I LO im. Adama Mickiewicza z II połowy XIX w.,
- cmentarz żydowski z domem pogrzebowym, zaprojektowany przez Ericha Mendelsohna,
- Nowy Ratusz z pocz. XX w.,
- figura Boża Męka z XVIII w.,
- figura Chrystusa Pana z XVIII w.
- Dom Abrahama – jeden z willowych domów, utrzymanych w stylu secesyjnym, z roku 1904 znajdującym się przy ulicy Mochnackiego 4
- kościół parafialny pod wezwaniem Matki Bożej Różańcowej z roku 1878 na osiedlu Dajtki
- kapliczka przydrożna z roku 1909 na osiedlu Dajtki
- drewniana dzwonnica słupowa z początku XIX wieku na osiedlu Dajtki
- drewniany krzyż przydrożny z początku XIX wieku na osiedlu Dajtki
- zespół cmentarza rzymskokatolickiego z drugiej połowy XIX wieku wraz z kaplicą pod wezwaniem świętego Jana Nepomucena z roku 1909, ul. Sielska 4
- trzy kapliczki przydrożne z lat 1850 i 1903 przy ul. Bałtyckiej i Żurawiej na osiedlu Gutkowo
- Tartak Raphaelsohnów
- niemiecki cmentarz wojskowy

Do 10 listopada 1938 w mieście znajdowała się mauretańska synagoga z 1877. Była jednym z najbardziej charakterystycznych budynków w mieście ze względu na swoją unikalną, orientalną architekturę.

## Sport

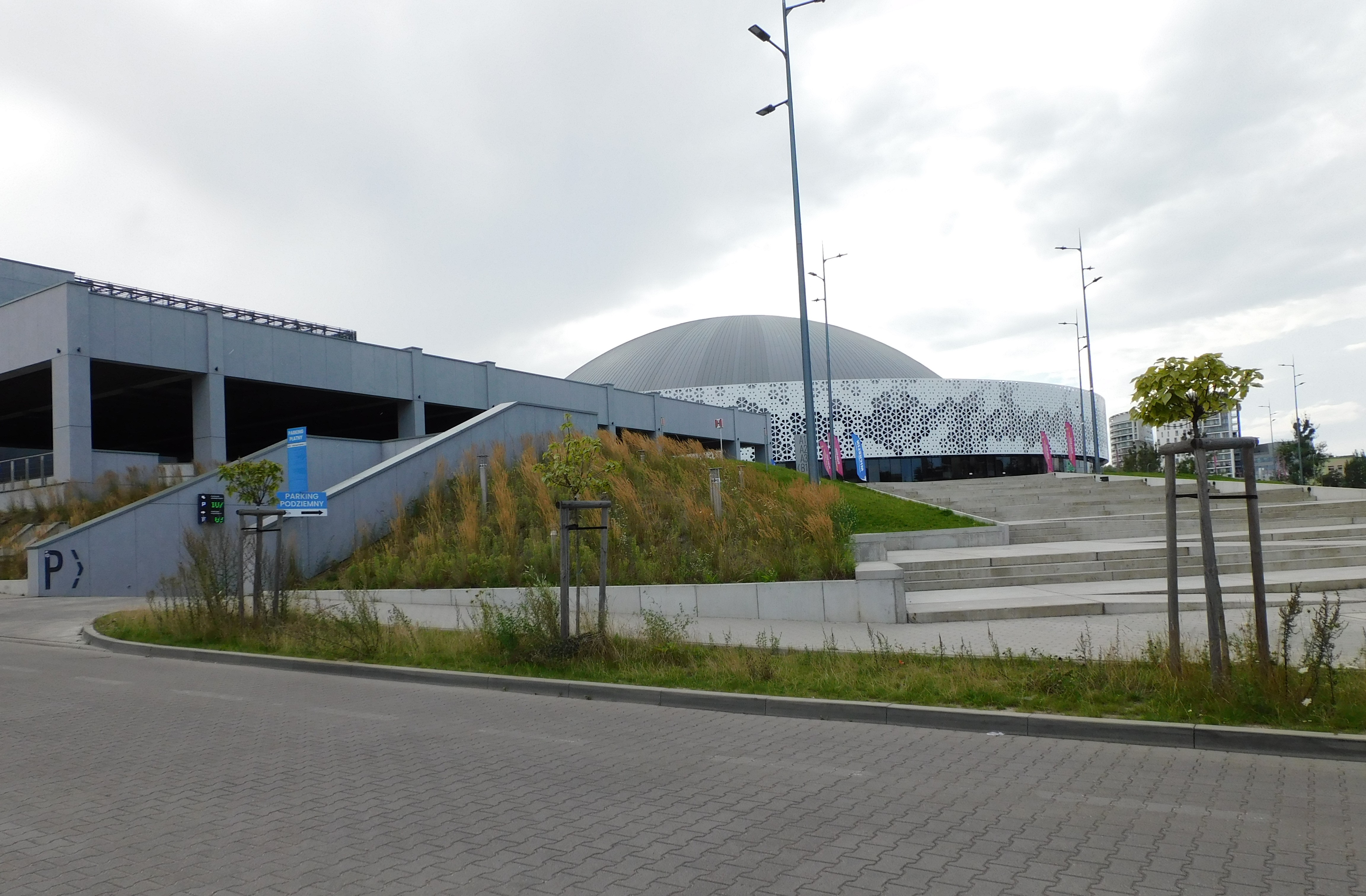
Nowa Hala Urania

Oprócz typowych walorów rekreacyjno-turystycznych, miasto jest prężnie działającym ośrodkiem sportowym. W mieście działa kilkadziesiąt klubów sportowych. Najbardziej utytułowanymi i powszechnie rozpoznawanymi klubami na arenie ogólnokrajowej są AZS Olsztyn (piłka siatkowa), Stomil Olsztyn (piłka nożna), Traveland Olsztyn (piłka ręczna) oraz KKS Olsztyn (piłka koszykowa).
Olsztyn był również etapowym miastem kolarskiego wyścigu Tour de Pologne.
Dzięki posiadanej infrastrukturze sportowej, unikalnej lokalizacji wśród lasów i jezior oraz rozwiniętej bazie hotelowej, Olsztyn jest miejscem zgrupowań wielu kadr i reprezentacji sportowych.

## Honorowi obywatele miasta
Honorowe obywatelstwo Olsztyna nadawane jest na podstawie uchwały osobom szczególnie zasłużonym dla Olsztyna, a także wybitnym osobistościom, jako wyraz najwyższego wyróżnienia i uznania Rady Miasta Olsztyn. Osoba wyróżniona otrzymuje Akt Nadania i Odznakę Honorowego Obywatelstwa Olsztyna.

## Współpraca międzynarodowa

### Miasta partnerskie
| Miasto        | Kraj              | Data podpisania umowy |
| ------------- | ----------------- | --------------------- |
| Weifang       | Chiny             | 18 listopada 2016     |
| Bielsko-Biała | Polska            | 2005                  |
| Calp          | Hiszpania         | marzec 1989           |
| Chateauroux   | Francja           | 23 lutego 1991        |
| Gelsenkirchen | Niemcy            | grudzień 1992         |
| Łuck          | Ukraina           | 19 grudnia 1997       |
| Offenburg     | Niemcy            | 19 marca 1999         |
| Osnabrück     | Niemcy            | 2009                  |
| Richmond      | Stany Zjednoczone | 1995                  |
| Rovaniemi     | Finlandia         | 1976                  |

### Miasta współpracujące
| Miasto     | Kraj    | Data podpisania umowy |
| ---------- | ------- | --------------------- |
| Sønderborg | Dania   | 1994                  |
| Halmstad   | Szwecja | listopad 2003         |
| Perugia    | Włochy  | grudzień 2004         |

Po rosyjskiej agresji na Ukrainę w 2022 roku miasto zerwało nawiązaną w 1993 roku współpracę z rosyjskim Królewcem.